# Elezioni provinciali in Italia del 2009
Le elezioni provinciali in Italia del 2009 si tennero il 6 e 7 giugno (primo turno) e il 21 e 22 giugno (secondo turno).

## Elezioni provinciali

### Piemonte

#### Provincia di Alessandria
| Candidati                       | Candidati                               | Voti                           | %     | Liste                                | Voti    | %     | Seggi |
| ------------------------------- | --------------------------------------- | ------------------------------ | ----- | ------------------------------------ | ------- | ----- | ----- |
|                                 | Franco Stradella Accede al ballottaggio | 113.916                        | 46,63 | Il Popolo della Libertà              | 70.103  | 31,18 | 8     |
| Lega Nord                       | Franco Stradella Accede al ballottaggio | 113.916                        | 46,63 | 30.760                               | 13,68   | 3     |       |
| La Destra                       | Franco Stradella Accede al ballottaggio | 113.916                        | 46,63 | 2.941                                | 1,31    | -     |       |
| Ambiente                        | Franco Stradella Accede al ballottaggio | 113.916                        | 46,63 | 1.973                                | 0,88    | -     |       |
| Seggio al candidato presidente  | Seggio al candidato presidente          | Seggio al candidato presidente | 46,63 | 1                                    |         |       |       |
|                                 | Paolo Filippi Accede al ballottaggio    | 105.788                        | 43,31 | Partito Democratico                  | 53.795  | 23,93 | 11    |
| Italia dei Valori               | Paolo Filippi Accede al ballottaggio    | 105.788                        | 43,31 | 12.304                               | 5,47    | 2     |       |
| In Provincia Filippi Presidente | Paolo Filippi Accede al ballottaggio    | 105.788                        | 43,31 | 11.543                               | 5,13    | 2     |       |
| Sinistra e Libertà              | Paolo Filippi Accede al ballottaggio    | 105.788                        | 43,31 | 8.188                                | 3,64    | 1     |       |
| Moderati                        | Paolo Filippi Accede al ballottaggio    | 105.788                        | 43,31 | 4.764                                | 2,12    | 1     |       |
| Partito dei Comunisti Italiani  | Paolo Filippi Accede al ballottaggio    | 105.788                        | 43,31 | 4.485                                | 1,99    | -     |       |
| Unione Pensionati               | Paolo Filippi Accede al ballottaggio    | 105.788                        | 43,31 | 1.150                                | 0,51    | -     |       |
| Civica                          | Paolo Filippi Accede al ballottaggio    | 105.788                        | 43,31 | 1.034                                | 0,46    | -     |       |
|                                 | Giovanni Barosini                       | 9.207                          | 3,77  | Unione di Centro (A)                 | 8.547   | 3,80  | 1     |
|                                 | Giovanni Naggi                          | 5.847                          | 2,39  | Partito della Rifondazione Comunista | 5.651   | 2,51  | -     |
|                                 | Michele Giovine                         | 4.555                          | 1,86  | Lega Padana                          | 2.515   | 1,12  | -     |
| Partito Pensionati              | Michele Giovine                         | 4.555                          | 1,86  | 953                                  | 0,52    | -     |       |
|                                 | Daniele Giuseppe Ristorto               | 4.423                          | 1,81  | Donne Pari Opportunità               | 1.405   | 0,62  | -     |
| Movimento per le Autonomie      | Daniele Giuseppe Ristorto               | 4.423                          | 1,81  | 1.073                                | 0,48    | -     |       |
| Partito Liberale Italiano       | Daniele Giuseppe Ristorto               | 4.423                          | 1,81  | 672                                  | 0,30    | -     |       |
| Impresa e Territorio            | Daniele Giuseppe Ristorto               | 4.423                          | 1,81  | 522                                  | 0,23    | -     |       |
|                                 | Bruno Fulceri                           | 548                            | 0,22  | Al Centro il Cittadino               | 467     | 0,21  | -     |
| Totale                          | Totale                                  | 244.284                        |       |                                      | 224.845 |       | 30    |

- La lista contrassegnata con la lettera A è apparentata al secondo turno con il candidato presidente Paolo Filippi.

Ballottaggio
| Candidati | Candidati                   | Voti    | %      |
| --------- | --------------------------- | ------- | ------ |
|           | Paolo Filippi ✔️ Presidente | 88.849  | 51,32  |
|           | Franco Stradella            | 84.284  | 48,68  |
| Totale    | Totale                      | 173.133 | 100,00 |

#### Provincia di Biella
| Candidati                      | Candidati                       | Voti                           | %     | Liste                                | Voti    | %     | Seggi |
| ------------------------------ | ------------------------------- | ------------------------------ | ----- | ------------------------------------ | ------- | ----- | ----- |
|                                | Roberto Simonetti ✔️ Presidente | 60.956                         | 54,92 | Il Popolo della Libertà              | 32.530  | 31,30 | 9     |
| Lega Nord                      | Roberto Simonetti ✔️ Presidente | 60.956                         | 54,92 | 17.723                               | 17,15   | 4     |       |
| Civica per Simonetti e Scanzio | Roberto Simonetti ✔️ Presidente | 60.956                         | 54,92 | 3.970                                | 3,84    | 1     |       |
| Partito Pensionati             | Roberto Simonetti ✔️ Presidente | 60.956                         | 54,92 | 1.324                                | 1,28    | -     |       |
| La Destra                      | Roberto Simonetti ✔️ Presidente | 60.956                         | 54,92 | 938                                  | 0,91    | -     |       |
| Fiamma Tricolore               | Roberto Simonetti ✔️ Presidente | 60.956                         | 54,92 | 756                                  | 0,73    | -     |       |
| Democrazia Cristiana           | Roberto Simonetti ✔️ Presidente | 60.956                         | 54,92 | 599                                  | 0,58    | -     |       |
|                                | Gianni Wilmer Ronzani           | 30.156                         | 27,17 | Partito Democratico                  | 20.965  | 20,29 | 5     |
| Lista Ronzani                  | Gianni Wilmer Ronzani           | 30.156                         | 27,17 | 5.875                                | 5,68    | 1     |       |
| Partito Socialista             | Gianni Wilmer Ronzani           | 30.156                         | 27,17 | 539                                  | 0,52    | -     |       |
| Seggio al candidato presidente | Seggio al candidato presidente  | Seggio al candidato presidente | 27,17 | 1                                    |         |       |       |
|                                | Silvio Belletti                 | 5.402                          | 4,87  | Partito della Rifondazione Comunista | 3.555   | 3,25  | -     |
| Sinistra per il Biellese       | Silvio Belletti                 | 5.402                          | 4,87  | 1.529                                | 1,48    | -     |       |
| Seggio al candidato presidente | Seggio al candidato presidente  | Seggio al candidato presidente | 4,87  | 1                                    |         |       |       |
|                                | Roberto Gherscfeld              | 5.220                          | 4,70  | Italia dei Valori                    | 4.940   | 4,78  | 1     |
|                                | Matteo Bertocco                 | 4.414                          | 3,98  | Unione di Centro                     | 4.143   | 4,01  | 1     |
|                                | Sandro Delmastro Delle Vedove   | 2.943                          | 2,65  | Libertà per il Biellese              | 2.673   | 2,59  | -     |
|                                | Giancarlo Ferrari               | 1.218                          | 1,10  | Movimento Indipendente Biellese      | 1.081   | 1,05  | -     |
|                                | Massimo Amisano                 | 682                            | 0,61  | Lista Montoro                        | 602     | 0,57  | -     |
| Totale                         | Totale                          | 110.991                        |       |                                      | 103.344 |       | 24    |

#### Provincia di Cuneo
| Candidati                            | Candidati                      | Voti                           | %     | Liste                                       | Voti    | %     | Seggi |
| ------------------------------------ | ------------------------------ | ------------------------------ | ----- | ------------------------------------------- | ------- | ----- | ----- |
|                                      | Gianna Gancia ✔️ Presidente    | 178.627                        | 54,09 | Il Popolo della Libertà                     | 70.121  | 23,20 | 8     |
| Lega Nord                            | Gianna Gancia ✔️ Presidente    | 178.627                        | 54,09 | 67.759                                      | 22,42   | 8     |       |
| Lista Costa - Liberali per la Granda | Gianna Gancia ✔️ Presidente    | 178.627                        | 54,09 | 16.075                                      | 5,32    | 2     |       |
| Il Popolo del Futuro                 | Gianna Gancia ✔️ Presidente    | 178.627                        | 54,09 | 5.453                                       | 1,80    | -     |       |
| Donne per la Granda                  | Gianna Gancia ✔️ Presidente    | 178.627                        | 54,09 | 4.776                                       | 1,58    | -     |       |
| Democrazia Cristiana                 | Gianna Gancia ✔️ Presidente    | 178.627                        | 54,09 | 1.880                                       | 0,62    | -     |       |
| Movimento per l'Italia               | Gianna Gancia ✔️ Presidente    | 178.627                        | 54,09 | 1.827                                       | 0,60    | -     |       |
|                                      | Mino Taricco                   | 100.217                        | 30,35 | Partito Democratico                         | 57.160  | 18,92 | 6     |
| Progetto Cuneo                       | Mino Taricco                   | 100.217                        | 30,35 | 13.167                                      | 4,36    | 1     |       |
| Cuneo Provincia Grande               | Mino Taricco                   | 100.217                        | 30,35 | 8.472                                       | 2,80    | 1     |       |
| Moderati                             | Mino Taricco                   | 100.217                        | 30,35 | 5.380                                       | 1,78    | -     |       |
| Sinistra per la Provincia di Cuneo   | Mino Taricco                   | 100.217                        | 30,35 | 4.571                                       | 1,51    | -     |       |
| Partito Socialista e Liberale        | Mino Taricco                   | 100.217                        | 30,35 | 440                                         | 0,15    | -     |       |
| Seggio al candidato presidente       | Seggio al candidato presidente | Seggio al candidato presidente | 30,35 | 1                                           |         |       |       |
|                                      | Teresio Delfino                | 24.981                         | 7,56  | Unione di Centro                            | 18.660  | 6,17  | 1     |
| Indipendenti per la Granda           | Teresio Delfino                | 24.981                         | 7,56  | 2.912                                       | 0,96    | -     |       |
| Seggio al candidato presidente       | Seggio al candidato presidente | Seggio al candidato presidente | 7,56  | 1                                           |         |       |       |
|                                      | Tullio Ponso                   | 13.744                         | 4,16  | Italia dei Valori                           | 12.259  | 4,06  | 1     |
|                                      | Ivano Di Giambattista          | 6.004                          | 1,82  | Rifondazione Comunista - Comunisti Italiani | 5.491   | 1,82  | -     |
|                                      | Paolo Chiarenza                | 3.482                          | 1,05  | La Destra                                   | 3.026   | 1,00  | -     |
|                                      | Marco Carpani                  | 1.646                          | 0,50  | Partito Socialista                          | 1.414   | 0,47  | -     |
|                                      | Luciano Curetti                | 1.524                          | 0,46  | Partito Comunista dei Lavoratori            | 1.350   | 0,45  | -     |
| Totale                               | Totale                         | 330.225                        |       |                                             | 302.193 |       | 30    |

#### Provincia di Novara
| Candidati                      | Candidati                      | Voti                           | %     | Liste                                       | Voti    | %     | Seggi |
| ------------------------------ | ------------------------------ | ------------------------------ | ----- | ------------------------------------------- | ------- | ----- | ----- |
|                                | Diego Sozzani ✔️ Presidente    | 104.304                        | 52,97 | Il Popolo della Libertà                     | 56.531  | 32,56 | 11    |
| Lega Nord                      | Diego Sozzani ✔️ Presidente    | 104.304                        | 52,97 | 35.354                                      | 20,36   | 7     |       |
|                                | Sergio Vedovato                | 64.309                         | 32,66 | Partito Democratico                         | 38.810  | 22,36 | 7     |
| Italia dei Valori              | Sergio Vedovato                | 64.309                         | 32,66 | 11.762                                      | 6,78    | 2     |       |
| Sinistra e Libertà             | Sergio Vedovato                | 64.309                         | 32,66 | 4.621                                       | 2,66    | -     |       |
| Seggio al candidato presidente | Seggio al candidato presidente | Seggio al candidato presidente | 32,66 | 1                                           |         |       |       |
|                                | Giuseppina De Vito             | 9.693                          | 4,92  | Unione di Centro                            | 9.018   | 5,19  | 1     |
|                                | Lidia Menapace                 | 5.797                          | 2,94  | Rifondazione Comunista - Comunisti Italiani | 5.411   | 3,12  | 1     |
|                                | Luigi Torriani                 | 5.087                          | 2,58  | Partito Pensionati                          | 2.429   | 1,40  | -     |
| Fiamma Tricolore               | Luigi Torriani                 | 5.087                          | 2,58  | 1.400                                       | 0,81    | -     |       |
| Democrazia Cristiana           | Luigi Torriani                 | 5.087                          | 2,58  | 1.054                                       | 0,61    | -     |       |
|                                | Vittorio Tarditi               | 3.311                          | 1,68  | Centro di Libertà                           | 2.896   | 1,67  | -     |
|                                | Giacomo Bucciero               | 1.610                          | 0,82  | Moderati                                    | 1.624   | 0,94  | -     |
|                                | Massimo Reddi                  | 1.000                          | 0,51  | Movimento per l'Italia                      | 1.042   | 0,60  | -     |
|                                | Marco Gemelli                  | 922                            | 0,47  | Lega Diritti del Malato                     | 906     | 0,52  | -     |
|                                | Antonio Cappai                 | 897                            | 0,46  | Movimento per le Autonomie                  | 745     | 0,43  | -     |
| Totale                         | Totale                         | 196.930                        |       |                                             | 173.603 |       | 30    |

#### Provincia di Torino
| Candidati                           | Candidati                                 | Voti                           | %     | Liste                                      | Voti      | %     | Seggi |
| ----------------------------------- | ----------------------------------------- | ------------------------------ | ----- | ------------------------------------------ | --------- | ----- | ----- |
|                                     | Antonino Saitta Accede al ballottaggio    | 500.640                        | 44,23 | Partito Democratico                        | 281.580   | 26,76 | 17    |
| Italia dei Valori                   | Antonino Saitta Accede al ballottaggio    | 500.640                        | 44,23 | 92.370                                     | 8,78      | 5     |       |
| Moderati                            | Antonino Saitta Accede al ballottaggio    | 500.640                        | 44,23 | 28.329                                     | 2,69      | 1     |       |
| Sinistra per la Provincia di Torino | Antonino Saitta Accede al ballottaggio    | 500.640                        | 44,23 | 21.725                                     | 2,06      | 1     |       |
| Insieme per la Provincia            | Antonino Saitta Accede al ballottaggio    | 500.640                        | 44,23 | 11.377                                     | 1,08      | -     |       |
| Partito Socialista                  | Antonino Saitta Accede al ballottaggio    | 500.640                        | 44,23 | 9.932                                      | 0,94      | -     |       |
| Federazione dei Verdi               | Antonino Saitta Accede al ballottaggio    | 500.640                        | 44,23 | 9.305                                      | 0,88      | -     |       |
| Pensionati e Invalidi               | Antonino Saitta Accede al ballottaggio    | 500.640                        | 44,23 | 4.255                                      | 0,40      | -     |       |
|                                     | Claudia Porchietto Accede al ballottaggio | 470.968                        | 41,61 | Il Popolo della Libertà                    | 270.107   | 25,67 | 11    |
| Lega Nord                           | Claudia Porchietto Accede al ballottaggio | 470.968                        | 41,61 | 117.999                                    | 11,21     | 4     |       |
| È Ora                               | Claudia Porchietto Accede al ballottaggio | 470.968                        | 41,61 | 26.052                                     | 2,48      | 1     |       |
| La Destra                           | Claudia Porchietto Accede al ballottaggio | 470.968                        | 41,61 | 9.509                                      | 0,90      | -     |       |
| Fiamma Tricolore                    | Claudia Porchietto Accede al ballottaggio | 470.968                        | 41,61 | 7.919                                      | 0,75      | -     |       |
| Partito Liberale Italiano           | Claudia Porchietto Accede al ballottaggio | 470.968                        | 41,61 | 3.669                                      | 0,35      | -     |       |
| Movimento per le Autonomie          | Claudia Porchietto Accede al ballottaggio | 470.968                        | 41,61 | 2.286                                      | 0,22      | -     |       |
| Unione Pensionati                   | Claudia Porchietto Accede al ballottaggio | 470.968                        | 41,61 | 2.264                                      | 0,22      | -     |       |
| Alleanza di Centro                  | Claudia Porchietto Accede al ballottaggio | 470.968                        | 41,61 | 1.918                                      | 0,18      | -     |       |
| UDEUR - Popolari Azzurri            | Claudia Porchietto Accede al ballottaggio | 470.968                        | 41,61 | 1.431                                      | 0,14      | -     |       |
| Seggio al candidato presidente      | Seggio al candidato presidente            | Seggio al candidato presidente | 41,61 | 1                                          |           |       |       |
|                                     | Michele Vietti                            | 51.742                         | 4,57  | Unione di Centro (A)                       | 48.361    | 4,60  | 3     |
|                                     | Renzo Rabellino                           | 39.867                         | 3,52  | Lega Padana                                | 10.734    | 1,02  | -     |
| Lista del Grillo Parlante           | Renzo Rabellino                           | 39.867                         | 3,52  | 7.104                                      | 0,68      | -     |       |
| Partito Pensionati                  | Renzo Rabellino                           | 39.867                         | 3,52  | 6.362                                      | 0,60      | -     |       |
| Lista Granata                       | Renzo Rabellino                           | 39.867                         | 3,52  | 5.568                                      | 0,53      | -     |       |
| Democrazia Cristiana                | Renzo Rabellino                           | 39.867                         | 3,52  | 4.366                                      | 0,41      | -     |       |
| Verdi Verdi                         | Renzo Rabellino                           | 39.867                         | 3,52  | 4.094                                      | 0,39      | -     |       |
| Seggio al candidato presidente      | Seggio al candidato presidente            | Seggio al candidato presidente | 3,52  | 1                                          |           |       |       |
|                                     | Ciro Massimo Argentino                    | 20.849                         | 1,84  | Partito dei Comunisti Italiani             | 20.135    | 1,91  | -     |
|                                     | Tommaso D'Elia                            | 20.793                         | 1,84  | Partito della Rifondazione Comunista       | 19.267    | 1,83  | -     |
|                                     | Vittorio Bertola                          | 7.255                          | 0,64  | Lista Civica Provinciale                   | 6.617     | 0,63  | -     |
|                                     | Alessandro Brescia                        | 4.934                          | 0,44  | La Civica                                  | 4.556     | 0,43  | -     |
|                                     | Alessandro Rosano                         | 4.910                          | 0,43  | Partito Comunista dei Lavoratori           | 4.611     | 0,44  | -     |
|                                     | Mukedi Ngandu                             | 4.156                          | 0,37  | Sinistra Critica                           | 3.775     | 0,36  | -     |
|                                     | Riccardo Nicotra                          | 3.363                          | 0,30  | Partito Socialista e Liberale              | 2.437     | 0,23  | -     |
|                                     | Lorenzo Varaldo                           | 1.479                          | 0,13  | Per l'Unità - Per il Divieto di Licenziare | 1.399     | 0,13  | -     |
|                                     | Antonio Piarulli                          | 994                            | 0,09  | P.P.A.                                     | 872       | 0,09  | -     |
| Totale                              | Totale                                    | 1.131.950                      |       |                                            | 1.052.285 |       | 45    |

- La lista contrassegnata con la lettera A è apparentata al secondo turno con il candidato presidente Antonino Saitta.

Ballottaggio
| Candidati | Candidati                     | Voti    | %      |
| --------- | ----------------------------- | ------- | ------ |
|           | Antonino Saitta ✔️ Presidente | 420.821 | 57,36  |
|           | Claudia Porchietto            | 312.780 | 42,64  |
| Totale    | Totale                        | 733.601 | 100,00 |

#### Provincia del Verbano-Cusio-Ossola
| Candidati                                   | Candidati                      | Voti                           | %     | Liste                   | Voti   | %     | Seggi |
| ------------------------------------------- | ------------------------------ | ------------------------------ | ----- | ----------------------- | ------ | ----- | ----- |
|                                             | Massimo Nobili ✔️ Presidente   | 53.666                         | 57,44 | Il Popolo della Libertà | 29.040 | 32,93 | 9     |
| Lega Nord                                   | Massimo Nobili ✔️ Presidente   | 53.666                         | 57,44 | 15.097                  | 17,12  | 4     |       |
| Nuove Prospettive                           | Massimo Nobili ✔️ Presidente   | 53.666                         | 57,44 | 4.545                   | 5,15   | 1     |       |
| Partito Pensionati                          | Massimo Nobili ✔️ Presidente   | 53.666                         | 57,44 | 1.077                   | 1,22   | -     |       |
|                                             | Paolo Ravaioli                 | 37.058                         | 39,66 | Partito Democratico     | 16.802 | 19,05 | 6     |
| Per il VCO                                  | Paolo Ravaioli                 | 37.058                         | 39,66 | 5.295                   | 6,00   | 1     |       |
| Italia dei Valori                           | Paolo Ravaioli                 | 37.058                         | 39,66 | 5.197                   | 5,89   | 1     |       |
| Rifondazione Comunista - Comunisti Italiani | Paolo Ravaioli                 | 37.058                         | 39,66 | 3.310                   | 3,75   | 1     |       |
| Sinistra per la provincia del VCO           | Paolo Ravaioli                 | 37.058                         | 39,66 | 2.203                   | 2,50   | -     |       |
| Generazione VCO                             | Paolo Ravaioli                 | 37.058                         | 39,66 | 1.822                   | 2,07   | -     |       |
| Federazione dei Verdi                       | Paolo Ravaioli                 | 37.058                         | 39,66 | 1.046                   | 1,19   | -     |       |
| Seggio al candidato presidente              | Seggio al candidato presidente | Seggio al candidato presidente | 39,66 | 1                       |        |       |       |
|                                             | Carlo Poli                     | 2.708                          | 2,90  | Unione di Centro        | 2.756  | 3,13  | -     |
| Totale                                      | Totale                         | 93.432                         |       |                         | 88.190 |       | 24    |

### Lombardia

#### Provincia di Bergamo
| Candidati                              | Candidati                      | Voti                           | %     | Liste               | Voti    | %     | Seggi |
| -------------------------------------- | ------------------------------ | ------------------------------ | ----- | ------------------- | ------- | ----- | ----- |
|                                        | Ettore Pirovano ✔️ Presidente  | 362.903                        | 59,00 | Lega Nord           | 204.586 | 35,36 | 14    |
| Il Popolo della Libertà                | Ettore Pirovano ✔️ Presidente  | 362.903                        | 59,00 | 129.718             | 22,42   | 8     |       |
| Partito Pensionati                     | Ettore Pirovano ✔️ Presidente  | 362.903                        | 59,00 | 11.175              | 1,93    | -     |       |
|                                        | Francesco Cornolti             | 124.683                        | 20,27 | Partito Democratico | 89.708  | 15,51 | 5     |
| Sinistra per Bergamo (PRC - PdCI - SD) | Francesco Cornolti             | 124.683                        | 20,27 | 16.072              | 2,78    | 1     |       |
| Federazione dei Verdi                  | Francesco Cornolti             | 124.683                        | 20,27 | 6.933               | 1,20    | -     |       |
| Partito Socialista                     | Francesco Cornolti             | 124.683                        | 20,27 | 2.862               | 0,49    | -     |       |
| Seggio al candidato presidente         | Seggio al candidato presidente | Seggio al candidato presidente | 20,27 | 1                   |         |       |       |
|                                        | Luigi Pisoni                   | 83.924                         | 13,64 | Lista Bettoni       | 50.927  | 8,80  | 3     |
| Unione di Centro                       | Luigi Pisoni                   | 83.924                         | 13,64 | 25.433              | 4,40    | 1     |       |
| Seggio al candidato presidente         | Seggio al candidato presidente | Seggio al candidato presidente | 13,64 | 1                   |         |       |       |
|                                        | Gabriele Cimadoro              | 35.451                         | 5,76  | Italia dei Valori   | 33.612  | 5,81  | 2     |
|                                        | Andrea Cologno                 | 6.525                          | 1,06  | La Destra           | 6.036   | 1,04  | -     |
|                                        | Luigi Fantoni                  | 1.644                          | 0,27  | Liberal Democratici | 1.441   | 0,25  | -     |
| Totale                                 | Totale                         | 615.130                        |       |                     | 578.503 |       | 36    |

#### Provincia di Brescia
| Candidati                             | Candidati                      | Voti                           | %     | Liste                                       | Voti    | %     | Seggi |
| ------------------------------------- | ------------------------------ | ------------------------------ | ----- | ------------------------------------------- | ------- | ----- | ----- |
|                                       | Daniele Molgora ✔️ Presidente  | 381.911                        | 55,71 | Il Popolo della Libertà                     | 173.158 | 26,77 | 11    |
| Lega Nord                             | Daniele Molgora ✔️ Presidente  | 381.911                        | 55,71 | 169.897                                     | 26,26   | 11    |       |
| Partito Pensionati                    | Daniele Molgora ✔️ Presidente  | 381.911                        | 55,71 | 7.780                                       | 1,20    | -     |       |
| Alleanza di Centro                    | Daniele Molgora ✔️ Presidente  | 381.911                        | 55,71 | 6.942                                       | 1,07    | -     |       |
| Democrazia Cristiana                  | Daniele Molgora ✔️ Presidente  | 381.911                        | 55,71 | 3.438                                       | 0,53    | -     |       |
|                                       | Diego Peli                     | 153.236                        | 22,35 | Partito Democratico                         | 130.368 | 20,15 | 8     |
| Sinistra per la Provincia di Brescia  | Diego Peli                     | 153.236                        | 22,35 | 11.893                                      | 1,84    | -     |       |
| Seggio al candidato presidente        | Seggio al candidato presidente | Seggio al candidato presidente | 22,35 | 1                                           |         |       |       |
|                                       | Gianmarco Quadrini             | 51.830                         | 7,56  | Unione di Centro                            | 40.933  | 6,33  | 2     |
| Laura Castelletti                     | Gianmarco Quadrini             | 51.830                         | 7,56  | 7.284                                       | 1,13    | -     |       |
| Liberal Democratici                   | Gianmarco Quadrini             | 51.830                         | 7,56  | 1.176                                       | 0,18    | -     |       |
| Seggio al candidato presidente        | Seggio al candidato presidente | Seggio al candidato presidente | 7,56  | 1                                           |         |       |       |
|                                       | Gianpiero De Toni              | 32.884                         | 4,80  | Italia dei Valori                           | 31.687  | 4,90  | 1     |
|                                       | Giulio Arrighini               | 21.961                         | 3,20  | Lega Padana Lombardia                       | 18.697  | 2,89  | -     |
| Movimento per le Autonomie            | Giulio Arrighini               | 21.961                         | 3,20  | 1.092                                       | 0,17    | -     |       |
| Seggio al candidato presidente        | Seggio al candidato presidente | Seggio al candidato presidente | 3,20  | 1                                           |         |       |       |
|                                       | Giovanni Botticini             | 17.912                         | 2,61  | Rifondazione Comunista - Comunisti Italiani | 17.551  | 2,71  | -     |
|                                       | Elidio De Paoli                | 6.411                          | 0,94  | Lega Alpina Lumbarda                        | 3.492   | 0,54  | -     |
| Lista Civica                          | Elidio De Paoli                | 6.411                          | 0,94  | 1.510                                       | 0,23    | -     |       |
| Pensionati Uniti - Lavoratori Precari | Elidio De Paoli                | 6.411                          | 0,94  | 1.077                                       | 0,17    | -     |       |
|                                       | Roberto Fornili                | 6.246                          | 0,91  | Lega Lombardo Veneta                        | 6.573   | 1,02  | -     |
|                                       | Paolo Zattoni                  | 6.117                          | 0,89  | Forza Nuova                                 | 6.157   | 0,95  | -     |
|                                       | Cesare Galli                   | 4.803                          | 0,70  | Bresciani Liberi                            | 4.203   | 0,65  | -     |
|                                       | Andrea Bartoli                 | 2.208                          | 0,32  | Non Voto la Provincia                       | 2.002   | 0,31  | -     |
| Totale                                | Totale                         | 685.519                        |       |                                             | 646.910 |       | 36    |

#### Provincia di Cremona
| Candidati                      | Candidati                         | Voti                           | %     | Liste                                       | Voti    | %     | Seggi |
| ------------------------------ | --------------------------------- | ------------------------------ | ----- | ------------------------------------------- | ------- | ----- | ----- |
|                                | Massimiliano Salini ✔️ Presidente | 105.591                        | 51,03 | Il Popolo della Libertà                     | 54.745  | 28,17 | 10    |
| Lega Nord                      | Massimiliano Salini ✔️ Presidente | 105.591                        | 51,03 | 43.421                                      | 22,34   | 8     |       |
| Nuovo PSI                      | Massimiliano Salini ✔️ Presidente | 105.591                        | 51,03 | 696                                         | 0,36    | -     |       |
|                                | Giuseppe Torchio                  | 74.149                         | 35,83 | Partito Democratico                         | 45.033  | 23,17 | 7     |
| Torchio Presidente             | Giuseppe Torchio                  | 74.149                         | 35,83 | 10.544                                      | 5,43    | 1     |       |
| Italia dei Valori              | Giuseppe Torchio                  | 74.149                         | 35,83 | 7.442                                       | 3,83    | 1     |       |
| La Sinistra per la Provincia   | Giuseppe Torchio                  | 74.149                         | 35,83 | 3.611                                       | 1,86    | -     |       |
| Federazione dei Verdi          | Giuseppe Torchio                  | 74.149                         | 35,83 | 3.099                                       | 1,59    | -     |       |
| Seggio al candidato presidente | Seggio al candidato presidente    | Seggio al candidato presidente | 35,83 | 1                                           |         |       |       |
|                                | Giuseppe Trespidi                 | 8.606                          | 4,16  | Unione di Centro                            | 8.188   | 4,21  | 1     |
|                                | Giampaolo Dusi                    | 7.205                          | 3,48  | Rifondazione Comunista - Comunisti Italiani | 6.933   | 3,57  | 1     |
|                                | Luigi Dossena                     | 5.177                          | 2,50  | Lega Pensionati                             | 2.702   | 1,39  | -     |
| Lega Alpina Lumbarda           | Luigi Dossena                     | 5.177                          | 2,50  | 1.772                                       | 0,91    | -     |       |
| Lista Gerundo                  | Luigi Dossena                     | 5.177                          | 2,50  | 328                                         | 0,17    | -     |       |
|                                | Pierantonio Ventura               | 4.797                          | 2,32  | Cremona per la Libertà                      | 2.461   | 1,27  | -     |
| Partito Pensionati             | Pierantonio Ventura               | 4.797                          | 2,32  | 1.989                                       | 1,02    | -     |       |
|                                | Alessandro Mazzolini              | 1.412                          | 0,68  | Partito di Alternativa Comunista            | 1.361   | 0,70  | -     |
| Totale                         | Totale                            | 206.937                        |       |                                             | 194.325 |       | 30    |

#### Provincia di Lecco
| Candidati                      | Candidati                      | Voti                           | %     | Liste                                | Voti    | %     | Seggi |
| ------------------------------ | ------------------------------ | ------------------------------ | ----- | ------------------------------------ | ------- | ----- | ----- |
|                                | Daniele Nava ✔️ Presidente     | 104.860                        | 54,33 | Il Popolo della Libertà              | 49.523  | 28,15 | 10    |
| Lega Nord                      | Daniele Nava ✔️ Presidente     | 104.860                        | 54,33 | 43.346                               | 24,64   | 8     |       |
| Il Centro per Nava Presidente  | Daniele Nava ✔️ Presidente     | 104.860                        | 54,33 | 2.022                                | 1,15    | -     |       |
| Democrazia Cristiana           | Daniele Nava ✔️ Presidente     | 104.860                        | 54,33 | 1.998                                | 1,14    | -     |       |
| L'Autonomia                    | Daniele Nava ✔️ Presidente     | 104.860                        | 54,33 | 1.264                                | 0,72    | -     |       |
| Nuovo PSI                      | Daniele Nava ✔️ Presidente     | 104.860                        | 54,33 | 399                                  | 0,23    | -     |       |
|                                | Virginio Brivio                | 73.403                         | 38,03 | Partito Democratico                  | 40.299  | 22,90 | 7     |
| Azione Positiva                | Virginio Brivio                | 73.403                         | 38,03 | 9.435                                | 5,36    | 1     |       |
| Italia dei Valori              | Virginio Brivio                | 73.403                         | 38,03 | 7.946                                | 4,52    | 1     |       |
| Sinistra e Libertà             | Virginio Brivio                | 73.403                         | 38,03 | 5.779                                | 3,28    | 1     |       |
| Seggio al candidato presidente | Seggio al candidato presidente | Seggio al candidato presidente | 38,03 | 1                                    |         |       |       |
|                                | Marco Cariboni                 | 6.656                          | 3,45  | Unione di Centro                     | 6.342   | 3,60  | 1     |
|                                | Mario Moschetti                | 3.914                          | 2,03  | Partito della Rifondazione Comunista | 3.691   | 2,10  | -     |
|                                | Samuele Rigamonti              | 3.066                          | 1,59  | Lega Lombardo Veneta                 | 2.859   | 1,62  | -     |
|                                | Franco Benoffi Gambarova       | 1.119                          | 0,56  | Provincie? No Grazie                 | 1.045   | 0,59  | -     |
| Totale                         | Totale                         | 193.018                        |       |                                      | 175.948 |       | 30    |

#### Provincia di Lodi
| Candidati                                   | Candidati                      | Voti                           | %     | Liste                            | Voti    | %     | Seggi |
| ------------------------------------------- | ------------------------------ | ------------------------------ | ----- | -------------------------------- | ------- | ----- | ----- |
|                                             | Pietro Foroni ✔️ Presidente    | 68.548                         | 54,18 | Il Popolo della Libertà          | 32.377  | 27,57 | 8     |
| Lega Nord                                   | Pietro Foroni ✔️ Presidente    | 68.548                         | 54,18 | 23.942                           | 20,39   | 5     |       |
| Insieme per il Lodigiano                    | Pietro Foroni ✔️ Presidente    | 68.548                         | 54,18 | 4.902                            | 4,17    | 1     |       |
| Partito Pensionati                          | Pietro Foroni ✔️ Presidente    | 68.548                         | 54,18 | 1.796                            | 1,53    | -     |       |
| Democrazia Cristiana                        | Pietro Foroni ✔️ Presidente    | 68.548                         | 54,18 | 650                              | 0,55    | -     |       |
|                                             | Lino Osvaldo Felissari         | 48.309                         | 38,18 | Partito Democratico              | 26.292  | 22,39 | 6     |
| Italia dei Valori                           | Lino Osvaldo Felissari         | 48.309                         | 38,18 | 6.385                            | 5,44    | 1     |       |
| Felissari Presidente                        | Lino Osvaldo Felissari         | 48.309                         | 38,18 | 5.285                            | 4,50    | 1     |       |
| Rifondazione Comunista - Comunisti Italiani | Lino Osvaldo Felissari         | 48.309                         | 38,18 | 4.130                            | 3,52    | -     |       |
| Sinistra e Libertà                          | Lino Osvaldo Felissari         | 48.309                         | 38,18 | 2.566                            | 2,18    | -     |       |
| Seggio al candidato presidente              | Seggio al candidato presidente | Seggio al candidato presidente | 38,18 | 1                                |         |       |       |
|                                             | Giacomo Arcaini                | 5.101                          | 4,03  | Unione di Centro                 | 4.841   | 4,12  | 1     |
|                                             | Gianmario Invernizzi           | 2.718                          | 2,15  | Forza Nuova                      | 2.526   | 2,15  | -     |
|                                             | Gianfranco Carelli             | 1.625                          | 1,28  | Partito Comunista dei Lavoratori | 1.557   | 1,33  | -     |
|                                             | Ferdinando Mascherpa           | 218                            | 0,17  | Moderati Riformisti              | 197     | 0,17  | -     |
| Totale                                      | Totale                         | 126.519                        |       |                                  | 117.446 |       | 24    |

#### Provincia di Milano
| Candidati                           | Candidati                             | Voti                           | %     | Liste                                | Voti      | %     | Seggi |
| ----------------------------------- | ------------------------------------- | ------------------------------ | ----- | ------------------------------------ | --------- | ----- | ----- |
|                                     | Guido Podestà Accede al ballottaggio  | 781.241                        | 48,81 | Il Popolo della Libertà              | 484.021   | 33,64 | 19    |
| Lega Nord                           | Guido Podestà Accede al ballottaggio  | 781.241                        | 48,81 | 219.688                              | 15,27     | 8     |       |
| Democrazia Cristiana                | Guido Podestà Accede al ballottaggio  | 781.241                        | 48,81 | 5.283                                | 0,37      | -     |       |
| Nuovo PSI                           | Guido Podestà Accede al ballottaggio  | 781.241                        | 48,81 | 4.671                                | 0,32      | -     |       |
|                                     | Filippo Penati Accede al ballottaggio | 620.460                        | 38,77 | Partito Democratico                  | 356.969   | 24,81 | 11    |
| Italia dei Valori                   | Filippo Penati Accede al ballottaggio | 620.460                        | 38,77 | 99.935                               | 6,95      | 3     |       |
| Penati Presidente                   | Filippo Penati Accede al ballottaggio | 620.460                        | 38,77 | 34.975                               | 2,43      | 1     |       |
| Federazione dei Verdi               | Filippo Penati Accede al ballottaggio | 620.460                        | 38,77 | 29.807                               | 2,07      | -     |       |
| Sinistra per la Provincia di Milano | Filippo Penati Accede al ballottaggio | 620.460                        | 38,77 | 18.713                               | 1,30      | -     |       |
| Seggio al candidato presidente      | Seggio al candidato presidente        | Seggio al candidato presidente | 38,77 | 1                                    |           |       |       |
|                                     | Enrico Marcora                        | 59.104                         | 3,69  | Unione di Centro                     | 54.671    | 3,80  | 1     |
|                                     | Massimo Gatti                         | 58.001                         | 3,62  | Partito della Rifondazione Comunista | 33.369    | 2,32  | -     |
| Partito dei Comunisti Italiani      | Massimo Gatti                         | 58.001                         | 3,62  | 15.490                               | 1,08      | -     |       |
| Un'Altra Provincia                  | Massimo Gatti                         | 58.001                         | 3,62  | 3.663                                | 0,25      | -     |       |
| Seggio al candidato presidente      | Seggio al candidato presidente        | Seggio al candidato presidente | 3,62  | 1                                    |           |       |       |
|                                     | Elisabetta Fatuzzo                    | 21.801                         | 1,36  | Partito Pensionati                   | 16.973    | 1,18  | -     |
| Movimento per le Autonomie          | Elisabetta Fatuzzo                    | 21.801                         | 1,36  | 3.284                                | 0,23      | -     |       |
|                                     | Amedeo Angelo Santoro                 | 17.173                         | 1,07  | Lega Lombardo Veneta                 | 16.416    | 1,14  | -     |
|                                     | Duilio Canu                           | 9.819                          | 0,61  | Forza Nuova                          | 9.257     | 0,64  | -     |
|                                     | Cesare Valentinuzzi                   | 7.046                          | 0,41  | Pensioni & Lavoro (A)                | 7.046     | 0,49  | -     |
|                                     | Pietro Maria Maestri                  | 6.296                          | 0,39  | Sinistra Critica                     | 7.046     | 0,49  | -     |
|                                     | Natale Azzaretto                      | 6.159                          | 0,38  | Partito Comunista dei Lavoratori     | 5.903     | 0,41  | -     |
|                                     | Massimiliano Ferrari                  | 5.542                          | 0,35  | Lombardia Autonoma                   | 5.144     | 0,36  | -     |
|                                     | Carla De Albertis                     | 4.775                          | 0,30  | Nord Destra                          | 4.249     | 0,30  | -     |
|                                     | Domenico Cioffi                       | 2.299                          | 0,14  | Alleanza di Centro                   | 2.109     | 0,15  | -     |
|                                     | Dolfi Filippo Diwald                  | 1.255                          | 0,08  | No Box                               | 1.283     | 0,09  | -     |
| Totale                              | Totale                                | 1.600.527                      |       |                                      | 1.438.716 |       | 45    |

- La lista contrassegnata con la lettera A è apparentata al secondo turno con il candidato presidente Guido Podestà.

Ballottaggio
| Candidati | Candidati                   | Voti      | %      |
| --------- | --------------------------- | --------- | ------ |
|           | Guido Podestà ✔️ Presidente | 540.955   | 50,21  |
|           | Filippo Penati              | 536.352   | 49,79  |
| Totale    | Totale                      | 1.077.307 | 100,00 |

#### Provincia di Monza e della Brianza
| Candidati                            | Candidati                      | Voti                           | %     | Liste                                       | Voti    | %     | Seggi |
| ------------------------------------ | ------------------------------ | ------------------------------ | ----- | ------------------------------------------- | ------- | ----- | ----- |
|                                      | Dario Allevi ✔️ Presidente     | 243.624                        | 54,11 | Il Popolo della Libertà                     | 133.896 | 32,84 | 13    |
| Lega Nord                            | Dario Allevi ✔️ Presidente     | 243.624                        | 54,11 | 86.550                                      | 21,23   | 9     |       |
| Democrazia Cristiana                 | Dario Allevi ✔️ Presidente     | 243.624                        | 54,11 | 1.971                                       | 0,48    | -     |       |
|                                      | Pietro Luigi Ponti             | 150.722                        | 33,48 | Partito Democratico                         | 88.292  | 21,65 | 9     |
| Italia dei Valori                    | Pietro Luigi Ponti             | 150.722                        | 33,48 | 23.547                                      | 5,78    | 2     |       |
| Ponti Presidente per Monza e Brianza | Pietro Luigi Ponti             | 150.722                        | 33,48 | 14.128                                      | 3,47    | 1     |       |
| Sinistra per Monza e Brianza         | Pietro Luigi Ponti             | 150.722                        | 33,48 | 8.759                                       | 2,15    | -     |       |
| Seggio al candidato presidente       | Seggio al candidato presidente | Seggio al candidato presidente | 33,48 | 1                                           |         |       |       |
|                                      | Domenico Pisani                | 20.228                         | 4,49  | Unione di Centro                            | 16.416  | 4,03  | -     |
| Gente di Brianza                     | Domenico Pisani                | 20.228                         | 4,49  | 2.225                                       | 0,55    | -     |       |
| Seggio al candidato presidente       | Seggio al candidato presidente | Seggio al candidato presidente | 4,49  | 1                                           |         |       |       |
|                                      | Vincenzo Ascrizzi              | 12.752                         | 2,83  | Rifondazione Comunista - Comunisti Italiani | 8.179   | 2,01  | -     |
| Federazione dei Verdi                | Vincenzo Ascrizzi              | 12.752                         | 2,83  | 3.027                                       | 0,74    | -     |       |
|                                      | Lucio Malagò                   | 7.306                          | 1,62  | Lega Lombardo Veneta                        | 6.696   | 1,64  | -     |
|                                      | Edda Maria Ceraso              | 7.005                          | 1,56  | Partito Pensionati                          | 4.046   | 0,99  | -     |
| La Destra                            | Edda Maria Ceraso              | 7.005                          | 1,56  | 2.274                                       | 0,56    | -     |       |
|                                      | Dario Casati                   | 3.071                          | 0,68  | Partito Comunista dei Lavoratori            | 2.775   | 0,68  | -     |
|                                      | Luca Pilli                     | 2.585                          | 0,57  | Forza Nuova                                 | 2.382   | 0,58  | -     |
|                                      | Mario Morelli                  | 2.133                          | 0,47  | Lombardia Autonoma                          | 1.839   | 0,45  | -     |
|                                      | Erminio Ariano                 | 809                            | 0,18  | Movimento Popolare della Libertà            | 728     | 0,18  | -     |
| Totale                               | Totale                         | 450.235                        |       |                                             | 407.730 |       | 36    |

#### Provincia di Sondrio
| Candidati                                       | Candidati                      | Voti                           | %     | Liste                                       | Voti   | %     | Seggi |
| ----------------------------------------------- | ------------------------------ | ------------------------------ | ----- | ------------------------------------------- | ------ | ----- | ----- |
|                                                 | Massimo Sertori ✔️ Presidente  | 64.617                         | 61,06 | Lega Nord                                   | 31.597 | 32,78 | 8     |
| Il Popolo della Libertà                         | Massimo Sertori ✔️ Presidente  | 64.617                         | 61,06 | 27.279                                      | 28,30  | 7     |       |
|                                                 | Giacomo Ciapponi               | 33.697                         | 31,84 | Partito Democratico                         | 11.773 | 12,22 | 3     |
| Ciapponi Presidente                             | Giacomo Ciapponi               | 33.697                         | 31,84 | 8.705                                       | 9,03   | 2     |       |
| Italia dei Valori                               | Giacomo Ciapponi               | 33.697                         | 31,84 | 3.415                                       | 3,54   | 1     |       |
| Sondrio Democratica - Valtellina - Valchiavenna | Giacomo Ciapponi               | 33.697                         | 31,84 | 3.140                                       | 3,26   | 1     |       |
| Giovani Alternative                             | Giacomo Ciapponi               | 33.697                         | 31,84 | 1.700                                       | 1,76   | -     |       |
| Partito Socialista                              | Giacomo Ciapponi               | 33.697                         | 31,84 | 1.670                                       | 1,73   | -     |       |
| Seggio al candidato presidente                  | Seggio al candidato presidente | Seggio al candidato presidente | 31,84 | 1                                           |        |       |       |
|                                                 | Michele Aili                   | 5.210                          | 4,92  | Unione di Centro                            | 4.879  | 5,06  | 1     |
|                                                 | Guglielmo Giumelli             | 2.310                          | 2,18  | Rifondazione Comunista - Comunisti Italiani | 2.219  | 2,30  | -     |
| Totale                                          | Totale                         | 105.834                        |       |                                             | 96.377 |       | 24    |

### Veneto

#### Provincia di Belluno
| Candidati                                   | Candidati                                 | Voti                           | %     | Liste                                     | Voti    | %     | Seggi |
| ------------------------------------------- | ----------------------------------------- | ------------------------------ | ----- | ----------------------------------------- | ------- | ----- | ----- |
|                                             | Gianpaolo Bottacin Accede al ballottaggio | 54.456                         | 47,15 | Lega Nord                                 | 21.514  | 20,83 | 7     |
| Il Popolo della Libertà                     | Gianpaolo Bottacin Accede al ballottaggio | 54.456                         | 47,15 | 20.615                                    | 19,96   | 6     |       |
| LDP Federalismo Dolomiti                    | Gianpaolo Bottacin Accede al ballottaggio | 54.456                         | 47,15 | 5.672                                     | 5,49    | 1     |       |
| Progetto NordEst - L'Intesa Veneta          | Gianpaolo Bottacin Accede al ballottaggio | 54.456                         | 47,15 | 1.415                                     | 1,37    | -     |       |
|                                             | Sergio Reolon Accede al ballottaggio      | 47.558                         | 41,17 | Partito Democratico                       | 22.709  | 21,99 | 5     |
| Reolon per l'Autonomia                      | Sergio Reolon Accede al ballottaggio      | 47.558                         | 41,17 | 6.399                                     | 6,20    | 1     |       |
| Italia dei Valori                           | Sergio Reolon Accede al ballottaggio      | 47.558                         | 41,17 | 4.376                                     | 4,24    | 1     |       |
| Partito Socialista                          | Sergio Reolon Accede al ballottaggio      | 47.558                         | 41,17 | 3.825                                     | 3,70    | 1     |       |
| Rifondazione Comunista - Comunisti Italiani | Sergio Reolon Accede al ballottaggio      | 47.558                         | 41,17 | 3.825                                     | 3,70    | -     |       |
| Liga Veneta Repubblica - Lega Pensionati    | Sergio Reolon Accede al ballottaggio      | 47.558                         | 41,17 | 905                                       | 0,88    | -     |       |
| Seggio al candidato presidente              | Seggio al candidato presidente            | Seggio al candidato presidente | 41,17 | 1                                         |         |       |       |
|                                             | Pierluigi De Cesero                       | 9.224                          | 7,99  | Unione di Centro                          | 8.096   | 7,84  | 1     |
|                                             | Paolo Bampo                               | 2.431                          | 2,10  | Provincia Autonoma Belluno                | 2.195   | 2,13  | -     |
|                                             | Antonia Monteleone                        | 974                            | 0,74  | L'Autonomia per Belluno (La Destra - MpA) | 944     | 0,91  | -     |
|                                             | Ettore Sartori                            | 863                            | 0,75  | Altre Menti                               | 787     | 0,76  | -     |
| Totale                                      | Totale                                    | 115.506                        |       |                                           | 103.277 |       | 24    |

Ballottaggio
| Candidati | Candidati                        | Voti   | %      |
| --------- | -------------------------------- | ------ | ------ |
|           | Gianpaolo Bottacin ✔️ Presidente | 41.072 | 51,10  |
|           | Sergio Reolon                    | 39.301 | 48,90  |
| Totale    | Totale                           | 80.373 | 100,00 |

#### Provincia di Padova
| Candidati                                   | Candidati                      | Voti                           | %     | Liste                      | Voti    | %     | Seggi |
| ------------------------------------------- | ------------------------------ | ------------------------------ | ----- | -------------------------- | ------- | ----- | ----- |
|                                             | Barbara Degani ✔️ Presidente   | 284.949                        | 53,87 | Il Popolo della Libertà    | 136.393 | 27,52 | 12    |
| Lega Nord                                   | Barbara Degani ✔️ Presidente   | 284.949                        | 53,87 | 123.107                    | 24,84   | 10    |       |
| Democrazia Cristiana                        | Barbara Degani ✔️ Presidente   | 284.949                        | 53,87 | 4.489                      | 0,91    | -     |       |
| Partito Pensionati - altri                  | Barbara Degani ✔️ Presidente   | 284.949                        | 53,87 | 4.426                      | 0,89    | -     |       |
|                                             | Antonio Albuzio                | 161.711                        | 30,57 | Partito Democratico        | 103.935 | 20,97 | 8     |
| Italia dei Valori                           | Antonio Albuzio                | 161.711                        | 30,57 | 32.751                     | 6,61    | 2     |       |
| Rifondazione Comunista - Comunisti Italiani | Antonio Albuzio                | 161.711                        | 30,57 | 10.596                     | 2,14    | -     |       |
| Sinistra per Padova                         | Antonio Albuzio                | 161.711                        | 30,57 | 6.539                      | 1,32    | -     |       |
| Partito Socialista                          | Antonio Albuzio                | 161.711                        | 30,57 | 1.321                      | 0,27    | -     |       |
| Seggio al candidato presidente              | Seggio al candidato presidente | Seggio al candidato presidente | 30,57 | 1                          |         |       |       |
|                                             | Antonio De Poli                | 59.645                         | 11,28 | Unione di Centro           | 30.657  | 6,19  | 2     |
| Per la Provincia                            | Antonio De Poli                | 59.645                         | 11,28 | 14.175                     | 2,86    | -     |       |
| Liga Veneta Repubblica                      | Antonio De Poli                | 59.645                         | 11,28 | 7.909                      | 1,60    | -     |       |
| Seggio al candidato presidente              | Seggio al candidato presidente | Seggio al candidato presidente | 11,28 | 1                          |         |       |       |
|                                             | Luca Claudio                   | 8.620                          | 1,63  | La Destra                  | 6.636   | 1,34  | -     |
|                                             | Michele Munaretto              | 4.880                          | 0,92  | Progetto NordEst           | 2.590   | 0,52  | -     |
| L'Intesa Veneta                             | Michele Munaretto              | 4.880                          | 0,92  | 1.613                      | 0,33    | -     |       |
|                                             | Paolo Caratossidis             | 3.360                          | 0,64  | Forza Nuova                | 3.198   | 0,65  | -     |
|                                             | Mauro Donolato                 | 1.823                          | 0,34  | Non Voto la Provincia      | 1.639   | 0,33  | -     |
|                                             | Adriano Anglani                | 1.405                          | 0,27  | Movimento per le Autonomie | 1.276   | 0,26  | -     |
|                                             | Stefano Venturato              | 1.372                          | 0,26  | Partito Nasional Veneto    | 1.264   | 0,26  | -     |
|                                             | Loris Palmerini                | 1.150                          | 0,22  | Venetie per l'Autogoverno  | 1.066   | 0,22  | -     |
| Totale                                      | Totale                         | 495.580                        |       |                            | 103.277 |       | 36    |

#### Provincia di Rovigo
| Candidati                                                | Candidati                                 | Voti                           | %     | Liste                                           | Voti    | %     | Seggi |
| -------------------------------------------------------- | ----------------------------------------- | ------------------------------ | ----- | ----------------------------------------------- | ------- | ----- | ----- |
|                                                          | Antonello Contiero Accede al ballottaggio | 70.879                         | 48,69 | Il Popolo della Libertà                         | 37.374  | 26,89 | 5     |
| Lega Nord                                                | Antonello Contiero Accede al ballottaggio | 70.879                         | 48,69 | 26.415                                          | 19,01   | 3     |       |
| Movimento Popolare Veneto                                | Antonello Contiero Accede al ballottaggio | 70.879                         | 48,69 | 1.798                                           | 1,29    | -     |       |
| Destra per il Polesine                                   | Antonello Contiero Accede al ballottaggio | 70.879                         | 48,69 | 1.250                                           | 0,90    | -     |       |
| Giovani Polesani per il Domani                           | Antonello Contiero Accede al ballottaggio | 70.879                         | 48,69 | 1.027                                           | 0,74    | -     |       |
| Nuovo PSI                                                | Antonello Contiero Accede al ballottaggio | 70.879                         | 48,69 | 848                                             | 0,61    | -     |       |
| Civica per il Polesine che Lavora                        | Antonello Contiero Accede al ballottaggio | 70.879                         | 48,69 | 843                                             | 0,61    | -     |       |
| Seggio al candidato presidente                           | Seggio al candidato presidente            | Seggio al candidato presidente | 48,69 | 1                                               |         |       |       |
|                                                          | Tiziana Virgili Accede al ballottaggio    | 53.470                         | 36,73 | Partito Democratico                             | 36.390  | 26,18 | 10    |
| Italia dei Valori                                        | Tiziana Virgili Accede al ballottaggio    | 53.470                         | 36,73 | 6.489                                           | 4,67    | 1     |       |
| Partito Socialista                                       | Tiziana Virgili Accede al ballottaggio    | 53.470                         | 36,73 | 4.231                                           | 3,04    | 1     |       |
| Tiziana Virgili Presidente                               | Tiziana Virgili Accede al ballottaggio    | 53.470                         | 36,73 | 2.460                                           | 1,77    | -     |       |
| Noi Polesani                                             | Tiziana Virgili Accede al ballottaggio    | 53.470                         | 36,73 | 862                                             | 0,62    | -     |       |
|                                                          | Michele Raisi                             | 9.075                          | 6,23  | Unione di Centro                                | 6.074   | 4,37  | -     |
| Presenza Cristiana                                       | Michele Raisi                             | 9.075                          | 6,23  | 1.436                                           | 1,03    | -     |       |
| Seggio al candidato presidente                           | Seggio al candidato presidente            | Seggio al candidato presidente | 6,23  | 1                                               |         |       |       |
|                                                          | Guglielmo Brusco                          | 7.078                          | 4,86  | Rifondazione Comunista - Comunisti Italiani (A) | 6.788   | 4,88  | 2     |
|                                                          | Enrico Bellinello                         | 2.500                          | 1,72  | Liga Veneta Repubblica (B)                      | 1.371   | 0,99  | -     |
| Progetto NordEst - Intesa Veneta - Progetto Polesine (C) | Enrico Bellinello                         | 2.500                          | 1,72  | 933                                             | 0,67    | -     |       |
|                                                          | Piermarino Veronese                       | 1.372                          | 0,94  | La Destra                                       | 1.302   | 0,94  | -     |
|                                                          | Vanni Destro                              | 1.192                          | 0,82  | Liste Civiche per il Polesine                   | 1.094   | 0,79  | -     |
| Totale                                                   | Totale                                    | 145.566                        |       |                                                 | 138.985 |       | 24    |

- Le liste contrassegnate con le lettere A, B e C sono apparentate al secondo turno con il candidato presidente Tiziana Virgili.

Ballottaggio
| Candidati | Candidati                     | Voti   | %      |
| --------- | ----------------------------- | ------ | ------ |
|           | Tiziana Virgili ✔️ Presidente | 46.838 | 52,32  |
|           | Antonello Contiero            | 42.691 | 47,68  |
| Totale    | Totale                        | 89.529 | 100,00 |

#### Provincia di Venezia
| Candidati                                   | Candidati                                    | Voti                           | %     | Liste                              | Voti    | %     | Seggi |
| ------------------------------------------- | -------------------------------------------- | ------------------------------ | ----- | ---------------------------------- | ------- | ----- | ----- |
|                                             | Francesca Zaccariotto Accede al ballottaggio | 220.379                        | 48,42 | Il Popolo della Libertà            | 101.459 | 23,95 | 12    |
| Lega Nord                                   | Francesca Zaccariotto Accede al ballottaggio | 220.379                        | 48,42 | 83.689                             | 19,76   | 9     |       |
| Per la Nostra Provincia                     | Francesca Zaccariotto Accede al ballottaggio | 220.379                        | 48,42 | 11.227                             | 2,65    | 1     |       |
| Amici Popolari - Movimento Popolare Veneto  | Francesca Zaccariotto Accede al ballottaggio | 220.379                        | 48,42 | 7.152                              | 1,69    | -     |       |
| Partito Pensionati                          | Francesca Zaccariotto Accede al ballottaggio | 220.379                        | 48,42 | 1.956                              | 0,46    | -     |       |
| Territorio e Società per la Provincia       | Francesca Zaccariotto Accede al ballottaggio | 220.379                        | 48,42 | 1.128                              | 0,27    | -     |       |
|                                             | Davide Zoggia Accede al ballottaggio         | 190.432                        | 41,84 | Partito Democratico                | 104.066 | 24,57 | 9     |
| Italia dei Valori                           | Davide Zoggia Accede al ballottaggio         | 190.432                        | 41,84 | 27.302                             | 6,45    | 2     |       |
| Rifondazione Comunista - Comunisti Italiani | Davide Zoggia Accede al ballottaggio         | 190.432                        | 41,84 | 14.824                             | 3,50    | 1     |       |
| Zoggia Presidente                           | Davide Zoggia Accede al ballottaggio         | 190.432                        | 41,84 | 10.941                             | 2,58    | -     |       |
| Federazione dei Verdi                       | Davide Zoggia Accede al ballottaggio         | 190.432                        | 41,84 | 7.882                              | 1,86    | -     |       |
| Sinistra per Venezia Provincia              | Davide Zoggia Accede al ballottaggio         | 190.432                        | 41,84 | 6.188                              | 1,46    | -     |       |
| Partito Socialista                          | Davide Zoggia Accede al ballottaggio         | 190.432                        | 41,84 | 3.610                              | 0,85    | -     |       |
| Libertà Civica - Consumatori                | Davide Zoggia Accede al ballottaggio         | 190.432                        | 41,84 | 1.020                              | 0,24    | -     |       |
| Seggio al candidato presidente              | Seggio al candidato presidente               | Seggio al candidato presidente | 41,84 | 1                                  |         |       |       |
|                                             | Ugo Bergamo                                  | 25.590                         | 5,62  | Unione di Centro                   | 19.528  | 4,61  | -     |
| Liga Veneta Repubblica                      | Ugo Bergamo                                  | 25.590                         | 5,62  | 2.899                              | 0,68    | -     |       |
| Partito Liberale Italiano                   | Ugo Bergamo                                  | 25.590                         | 5,62  | 1.554                              | 0,37    | -     |       |
| Seggio al candidato presidente              | Seggio al candidato presidente               | Seggio al candidato presidente | 5,62  | 1                                  |         |       |       |
|                                             | Piero Puschiavo                              | 6.949                          | 1,53  | Lega Lombardo Veneta               | 4.612   | 1,09  | -     |
| Fiamma Tricolore                            | Piero Puschiavo                              | 6.949                          | 1,53  | 1.896                              | 0,45    | -     |       |
|                                             | Vittorio Salvagno                            | 4.194                          | 0,92  | Democratici Autonomisti Socialisti | 2.344   | 0,55  | -     |
| Progetto NordEst                            | Vittorio Salvagno                            | 4.194                          | 0,92  | 1.513                              | 0,36    | -     |       |
|                                             | Michele Boato                                | 2.924                          | 0,64  | Per il Bene Comune                 | 2.444   | 0,58  | -     |
|                                             | Sebastiano Sartori                           | 1.365                          | 0,30  | Forza Nuova                        | 1.265   | 0,30  | -     |
|                                             | Andrea Camilli                               | 1.289                          | 0,28  | La Destra                          | 1.184   | 0,28  | -     |
|                                             | Lorenzo Furlan                               | 1.050                          | 0,23  | Non Voto la Provincia              | 931     | 0,22  | -     |
|                                             | Sabrina Tessari                              | 1.004                          | 0,22  | Partito Nasional Veneto            | 938     | 0,22  | -     |
| Totale                                      | Totale                                       | 455.176                        |       |                                    | 423.552 |       | 36    |

Ballottaggio
| Candidati | Candidati                           | Voti    | %      |
| --------- | ----------------------------------- | ------- | ------ |
|           | Francesca Zaccariotto ✔️ Presidente | 159.541 | 51,77  |
|           | Davide Zoggia                       | 148.630 | 48,23  |
| Totale    | Totale                              | 308.171 | 100,00 |

#### Provincia di Verona
| Candidati                      | Candidati                      | Voti                           | %     | Liste                                       | Voti    | %     | Seggi |
| ------------------------------ | ------------------------------ | ------------------------------ | ----- | ------------------------------------------- | ------- | ----- | ----- |
|                                | Giovanni Miozzi ✔️ Presidente  | 289.604                        | 59,06 | Lega Nord                                   | 153.553 | 33,62 | 13    |
| Il Popolo della Libertà        | Giovanni Miozzi ✔️ Presidente  | 289.604                        | 59,06 | 116.192                                     | 25,44   | 10    |       |
|                                | Diego Zardini                  | 114.361                        | 23,32 | Partito Democratico                         | 78.786  | 17,25 | 6     |
| Italia dei Valori              | Diego Zardini                  | 114.361                        | 23,32 | 24.074                                      | 5,27    | 2     |       |
| Verdi della Colomba            | Diego Zardini                  | 114.361                        | 23,32 | 3.463                                       | 0,76    | -     |       |
| Seggio al candidato presidente | Seggio al candidato presidente | Seggio al candidato presidente | 23,32 | 1                                           |         |       |       |
|                                | Mario Rossi                    | 41.104                         | 8,38  | Unione di Centro                            | 30.639  | 6,71  | 2     |
| Noi Veronesi al Centro         | Mario Rossi                    | 41.104                         | 8,38  | 4.590                                       | 1,01    | -     |       |
| Liga Veneta Repubblica         | Mario Rossi                    | 41.104                         | 8,38  | 3.280                                       | 0,72    | -     |       |
| Seggio al candidato presidente | Seggio al candidato presidente | Seggio al candidato presidente | 8,38  | 1                                           |         |       |       |
|                                | Giuseppe Campagnari            | 15.598                         | 3,18  | Rifondazione Comunista - Comunisti Italiani | 7.214   | 1,58  | -     |
| Sinistra e Libertà             | Giuseppe Campagnari            | 15.598                         | 3,18  | 6.758                                       | 1,48    | -     |       |
| Seggio al candidato presidente | Seggio al candidato presidente | Seggio al candidato presidente | 3,18  | 1                                           |         |       |       |
|                                | Adriano Bertaso                | 8.608                          | 1,76  | Unione Nord Est                             | 8.286   | 1,81  | -     |
|                                | Davide Magnabosco              | 5.091                          | 1,04  | Lega Lombardo Veneta                        | 4.895   | 1,07  | -     |
|                                | Massimo Piubello               | 3.859                          | 0,79  | Fiamma Tricolore                            | 3.623   | 0,79  | -     |
|                                | Nicola Giacopuzzi              | 3.151                          | 0,64  | Progetto NordEst                            | 2.975   | 0,65  | -     |
|                                | Giuseppe Campagnari            | 2.454                          | 0,50  | Forza Nuova                                 | 2.346   | 0,51  | -     |
|                                | Luigi Ugoli                    | 2.419                          | 0,49  | Libertà Civica                              | 2.173   | 0,48  | -     |
|                                | Carlo Reggiani                 | 2.385                          | 0,49  | Verona Provincia Virtuosa                   | 2.223   | 0,26  | -     |
|                                | Leonardo Cavazzana             | 1.726                          | 0,37  | L'Autonomia per Verona (La Destra - MpA)    | 1.631   | 0,36  | -     |
| Totale                         | Totale                         | 490.360                        |       |                                             | 456.701 |       | 36    |

### Friuli-Venezia Giulia

#### Provincia di Pordenone
| Candidati                                   | Candidati                        | Voti                           | %     | Liste                       | Voti    | %     | Seggi |
| ------------------------------------------- | -------------------------------- | ------------------------------ | ----- | --------------------------- | ------- | ----- | ----- |
|                                             | Alessandro Ciriani ✔️ Presidente | 102.788                        | 62,78 | Il Popolo della Libertà     | 47.410  | 32,93 | 8     |
| Lega Nord                                   | Alessandro Ciriani ✔️ Presidente | 102.788                        | 62,78 | 36.857                      | 17,12   | 6     |       |
| Unione di Centro                            | Alessandro Ciriani ✔️ Presidente | 102.788                        | 62,78 | 10.889                      | 5,15    | 2     |       |
| Partito Pensionati                          | Alessandro Ciriani ✔️ Presidente | 102.788                        | 62,78 | 1.550                       | 1,01    | -     |       |
|                                             | Giorgio Zanin                    | 56.480                         | 34,50 | Partito Democratico         | 31.246  | 20,35 | 5     |
| Italia dei Valori                           | Giorgio Zanin                    | 56.480                         | 34,50 | 8.245                       | 5,37    | 1     |       |
| Liste Civiche con Zanin                     | Giorgio Zanin                    | 56.480                         | 34,50 | 6.016                       | 3,92    | 1     |       |
| Sinistra e Libertà                          | Giorgio Zanin                    | 56.480                         | 34,50 | 3.984                       | 2,60    | -     |       |
| Rifondazione Comunista - Comunisti Italiani | Giorgio Zanin                    | 56.480                         | 34,50 | 3.576                       | 2,33    | -     |       |
| Seggio al candidato presidente              | Seggio al candidato presidente   | Seggio al candidato presidente | 34,50 | 1                           |         |       |       |
|                                             | Aldo Cam                         | 2.338                          | 1,43  | La Destra                   | 2.030   | 1,32  | -     |
|                                             | Gianni Sartor                    | 2.120                          | 1,29  | Movimento Autonomo Friulano | 1.722   | 1,12  | -     |
| Totale                                      | Totale                           | 171.059                        |       |                             | 153.525 |       | 24    |

- Fonti:Candidati - Liste - Seggi

### Liguria

#### Provincia di Savona
| Candidati                           | Candidati                                | Voti                           | %     | Liste                                      | Voti    | %     | Seggi |
| ----------------------------------- | ---------------------------------------- | ------------------------------ | ----- | ------------------------------------------ | ------- | ----- | ----- |
|                                     | Angelo Vaccarezza Accede al ballottaggio | 80.341                         | 49,51 | Il Popolo della Libertà                    | 45.177  | 28,71 | 10    |
| Lega Nord                           | Angelo Vaccarezza Accede al ballottaggio | 80.341                         | 49,51 | 17.709                                     | 11,25   | 3     |       |
| Democrazia Cristiana                | Angelo Vaccarezza Accede al ballottaggio | 80.341                         | 49,51 | 4.810                                      | 3,06    | 1     |       |
| Vince Savona                        | Angelo Vaccarezza Accede al ballottaggio | 80.341                         | 49,51 | 4.128                                      | 2,62    | -     |       |
| Nuovo PSI                           | Angelo Vaccarezza Accede al ballottaggio | 80.341                         | 49,51 | 1.621                                      | 1,03    | -     |       |
| Popolari UDEUR                      | Angelo Vaccarezza Accede al ballottaggio | 80.341                         | 49,51 | 1.456                                      | 0,93    | -     |       |
| Partito Pensionati                  | Angelo Vaccarezza Accede al ballottaggio | 80.341                         | 49,51 | 1.445                                      | 0,92    | -     |       |
| Cristiani Uniti                     | Angelo Vaccarezza Accede al ballottaggio | 80.341                         | 49,51 | 1.354                                      | 0,86    | -     |       |
|                                     | Michele Boffa Accede al ballottaggio     | 61.592                         | 37,96 | Partito Democratico                        | 40.208  | 25,55 | 7     |
| Italia dei Valori                   | Michele Boffa Accede al ballottaggio     | 61.592                         | 37,96 | 8.995                                      | 5,72    | 1     |       |
| Partito Socialista                  | Michele Boffa Accede al ballottaggio     | 61.592                         | 37,96 | 3.126                                      | 1,99    | -     |       |
| Partito dei Comunisti Italiani      | Michele Boffa Accede al ballottaggio     | 61.592                         | 37,96 | 2.811                                      | 1,79    | -     |       |
| Gente di Centro                     | Michele Boffa Accede al ballottaggio     | 61.592                         | 37,96 | 2.624                                      | 1,67    | -     |       |
| Sinistra per la Provincia di Savona | Michele Boffa Accede al ballottaggio     | 61.592                         | 37,96 | 1.739                                      | 1,11    | -     |       |
| Lista Civica Cristiana              | Michele Boffa Accede al ballottaggio     | 61.592                         | 37,96 | 326                                        | 0,21    | -     |       |
| Seggio al candidato presidente      | Seggio al candidato presidente           | Seggio al candidato presidente | 37,96 | 1                                          |         |       |       |
|                                     | Gian Carlo Garassino                     | 6.165                          | 3,80  | Unione di Centro                           | 5.995   | 3,81  | 1     |
|                                     | Furio Mocco                              | 4.757                          | 2,93  | Partito della Rifondazione Comunista       | 4.705   | 2,99  | -     |
|                                     | Carlo Vasconi                            | 3.511                          | 2,16  | Federazione dei Verdi                      | 3.409   | 2,17  | -     |
|                                     | Sergio Cappelli                          | 2.753                          | 1,70  | Altra Provincia                            | 2.703   | 1,72  | -     |
|                                     | Piero Pirritano                          | 1.527                          | 0,94  | La Destra                                  | 1.478   | 0,94  | -     |
|                                     | Cosimo Luppino                           | 993                            | 0,61  | Federazione Pensionati - Lista Bertone (A) | 961     | 0,61  | -     |
|                                     | Renzo Briano                             | 621                            | 0,38  | Per il Bene Comune                         | 587     | 0,37  | -     |
| Totale                              | Totale                                   | 162.260                        |       |                                            | 157.367 |       | 24    |

- La lista contrassegnata con la lettera A è apparentata al secondo turno con il candidato presidente Michele Boffa.

Ballottaggio
| Candidati | Candidati                       | Voti    | %      |
| --------- | ------------------------------- | ------- | ------ |
|           | Angelo Vaccarezza ✔️ Presidente | 57.255  | 52,12  |
|           | Michele Boffa                   | 52.603  | 47,88  |
| Totale    | Totale                          | 109.858 | 100,00 |

### Emilia-Romagna

#### Provincia di Bologna
| Candidati                                   | Candidati                        | Voti                           | %     | Liste                                   | Voti    | %     | Seggi |
| ------------------------------------------- | -------------------------------- | ------------------------------ | ----- | --------------------------------------- | ------- | ----- | ----- |
|                                             | Beatrice Draghetti ✔️ Presidente | 328.623                        | 57,29 | Partito Democratico                     | 235.617 | 43,47 | 18    |
| Italia dei Valori                           | Beatrice Draghetti ✔️ Presidente | 328.623                        | 57,29 | 39.797                                  | 7,34    | 3     |       |
| Rifondazione Comunista - Comunisti Italiani | Beatrice Draghetti ✔️ Presidente | 328.623                        | 57,29 | 19.508                                  | 1,69    | 1     |       |
| Sinistra per la Provincia                   | Beatrice Draghetti ✔️ Presidente | 328.623                        | 57,29 | 9.161                                   | 1,69    | -     |       |
| Federazione dei Verdi                       | Beatrice Draghetti ✔️ Presidente | 328.623                        | 57,29 | 9.024                                   | 1,67    | -     |       |
|                                             | Enzo Raisi                       | 190.061                        | 33,13 | Il Popolo della Libertà                 | 130.719 | 24,12 | 8     |
| Lega Nord                                   | Enzo Raisi                       | 190.061                        | 33,13 | 44.255                                  | 8,17    | 3     |       |
| L'Autonomia                                 | Enzo Raisi                       | 190.061                        | 33,13 | 3.448                                   | 0,64    | -     |       |
| Seggio al candidato presidente              | Seggio al candidato presidente   | Seggio al candidato presidente | 33,13 | 1                                       |         |       |       |
|                                             | Gian Luca Galletti               | 31.890                         | 5,56  | Unione di Centro                        | 22.884  | 4,22  | 1     |
| Per la Provincia                            | Gian Luca Galletti               | 31.890                         | 5,56  | 5.778                                   | 1,07    | -     |       |
| Seggio al candidato presidente              | Seggio al candidato presidente   | Seggio al candidato presidente | 5,56  | 1                                       |         |       |       |
|                                             | Vincenzo Mario Iaquinta          | 5.961                          | 1,04  | Partito Comunista dei Lavoratori        | 5.778   | 1,07  | -     |
|                                             | Bruno Barbieri                   | 4.445                          | 0,77  | Lista Consumatori                       | 4.194   | 0,77  | -     |
|                                             | Pietro Paolo Lentini             | 3.963                          | 0,69  | Fiamma Tricolore                        | 3.724   | 0,69  | -     |
|                                             | Tiziano Loreti                   | 3.763                          | 0,66  | Terre Libere                            | 3.390   | 0,63  | -     |
|                                             | Gianni Correggiari               | 2.923                          | 0,51  | Forza Nuova                             | 2.783   | 0,51  | -     |
|                                             | Angelo Scavone                   | 2.023                          | 0,35  | Partito Socialista Democratico Italiano | 1.908   | 0,35  | -     |
| Totale                                      | Totale                           | 573.652                        |       |                                         | 541.968 |       | 36    |

#### Provincia di Ferrara
| Candidati                                   | Candidati                                  | Voti                           | %     | Liste                                       | Voti    | %     | Seggi |
| ------------------------------------------- | ------------------------------------------ | ------------------------------ | ----- | ------------------------------------------- | ------- | ----- | ----- |
|                                             | Marcella Zappaterra Accede al ballottaggio | 109.382                        | 49,79 | Partito Democratico                         | 78.822  | 38,62 | 16    |
| Rifondazione Comunista - Comunisti Italiani | Marcella Zappaterra Accede al ballottaggio | 109.382                        | 49,79 | 9.118                                       | 4,47    | 1     |       |
| Italia dei Valori                           | Marcella Zappaterra Accede al ballottaggio | 109.382                        | 49,79 | 9.010                                       | 4,41    | 1     |       |
| Laici e Riformisti                          | Marcella Zappaterra Accede al ballottaggio | 109.382                        | 49,79 | 4.159                                       | 2,04    | -     |       |
| Federazione dei Verdi                       | Marcella Zappaterra Accede al ballottaggio | 109.382                        | 49,79 | 2.870                                       | 1,41    | -     |       |
|                                             | Mauro Malaguti Accede al ballottaggio      | 59.839                         | 27,24 | Il Popolo della Libertà                     | 55.294  | 27,09 | 7     |
| I Socialisti per Malaguti                   | Mauro Malaguti Accede al ballottaggio      | 59.839                         | 27,24 | 872                                         | 0,43    | -     |       |
| Seggio al candidato presidente              | Seggio al candidato presidente             | Seggio al candidato presidente | 27,24 | 1                                           |         |       |       |
|                                             | Davide Verri                               | 33.006                         | 15,02 | Lega Nord (A)                               | 20.786  | 10,18 | 3     |
| Per Noi                                     | Davide Verri                               | 33.006                         | 15,02 | 4.032                                       | 1,98    | -     |       |
| Alleanza per Ferrara                        | Davide Verri                               | 33.006                         | 15,02 | 2.619                                       | 1,28    | -     |       |
| Movimento per le Autonomie                  | Davide Verri                               | 33.006                         | 15,02 | 710                                         | 0,35    | -     |       |
| Seggio al candidato presidente              | Seggio al candidato presidente             | Seggio al candidato presidente | 15,02 | 1                                           |         |       |       |
|                                             | Rino Conventini                            | 7.289                          | 3,32  | Unione di Centro (B)                        | 6.794   | 3,33  | -     |
|                                             | Gino Masina                                | 6.437                          | 2,93  | Io Amo Ferrara                              | 5.723   | 2,80  | -     |
|                                             | Stefano Gargiotti                          | 2.835                          | 1,29  | La Destra                                   | 2.472   | 1,21  | -     |
|                                             | Ercole Pappi                               | 897                            | 0,41  | Socialisti Ferraresi per Sempre Insieme (C) | 817     | 0,40  | -     |
| Totale                                      | Totale                                     | 219.682                        |       |                                             | 204.098 |       | 30    |

- Le liste contrassegnate con le lettere A, B e C sono apparentate al secondo turno con il candidato presidente Mauro Malaguti.

Ballottaggio
| Candidati | Candidati                         | Voti    | %      |
| --------- | --------------------------------- | ------- | ------ |
|           | Marcella Zappaterra ✔️ Presidente | 89.594  | 57,64  |
|           | Mauro Malaguti                    | 65.840  | 42,36  |
| Totale    | Totale                            | 155.434 | 100,00 |

#### Provincia di Forlì-Cesena
| Candidati                            | Candidati                   | Voti    | %     | Liste                            | Voti    | %     | Seggi |
| ------------------------------------ | --------------------------- | ------- | ----- | -------------------------------- | ------- | ----- | ----- |
|                                      | Massimo Bulbi ✔️ Presidente | 114.379 | 50,47 | Partito Democratico              | 83.281  | 37,79 | 15    |
| Italia dei Valori                    | Massimo Bulbi ✔️ Presidente | 114.379 | 50,47 | 12.258                           | 5,56    | 2     |       |
| Partito della Rifondazione Comunista | Massimo Bulbi ✔️ Presidente | 114.379 | 50,47 | 6.629                            | 3,01    | 1     |       |
| Sinistra per Forlì-Cesena            | Massimo Bulbi ✔️ Presidente | 114.379 | 50,47 | 3.681                            | 1,67    | -     |       |
| Partito dei Comunisti Italiani       | Massimo Bulbi ✔️ Presidente | 114.379 | 50,47 | 2.580                            | 1,17    | -     |       |
| Nuova Romagna                        | Massimo Bulbi ✔️ Presidente | 114.379 | 50,47 | 2.504                            | 1,14    | -     |       |
|                                      | Stefano Gagliardi           | 60.490  | 26,69 | Il Popolo della Libertà          | 59.492  | 26,99 | 8     |
|                                      | Gian Luca Zanoni            | 25.332  | 11,18 | Lega Nord                        | 24.657  | 11,19 | 3     |
|                                      | Maria Grazia Bartolomei     | 11.120  | 4,91  | Unione di Centro                 | 10.743  | 4,87  | 1     |
|                                      | Giovanni Lucchi             | 6.412   | 2,83  | Partito Repubblicano Italiano    | 6.105   | 2,77  | -     |
|                                      | Sauro Turroni               | 4.461   | 1,97  | Federazione dei Verdi            | 4.173   | 1,89  | -     |
|                                      | Rossana Canfarini           | 2.273   | 1,00  | Partito Comunista dei Lavoratori | 2.230   | 1,01  | -     |
|                                      | Vincenzo Mordenti           | 2.169   | 0,96  | La Destra                        | 2.058   | 0,93  | -     |
| Totale                               | Totale                      | 220.391 |       |                                  | 220.391 |       | 30    |

#### Provincia di Modena
| Candidati                      | Candidati                      | Voti                           | %     | Liste                                | Voti    | %     | Seggi |
| ------------------------------ | ------------------------------ | ------------------------------ | ----- | ------------------------------------ | ------- | ----- | ----- |
|                                | Emilio Sabattini ✔️ Presidente | 203.150                        | 52,42 | Partito Democratico                  | 154.614 | 41,01 | 16    |
| Italia dei Valori              | Emilio Sabattini ✔️ Presidente | 203.150                        | 52,42 | 22.564                               | 5,98    | 2     |       |
| Comunisti Italiani             | Emilio Sabattini ✔️ Presidente | 203.150                        | 52,42 | 7.652                                | 2,03    | -     |       |
| Federazione dei Verdi          | Emilio Sabattini ✔️ Presidente | 203.150                        | 52,42 | 5.073                                | 1,35    | -     |       |
| Sinistra per Modena            | Emilio Sabattini ✔️ Presidente | 203.150                        | 52,42 | 4.910                                | 1,30    | -     |       |
| Socialisti Laici Riformisti    | Emilio Sabattini ✔️ Presidente | 203.150                        | 52,42 | 2.693                                | 0,71    | -     |       |
| La Rosa per Modena             | Emilio Sabattini ✔️ Presidente | 203.150                        | 52,42 | 977                                  | 0,26    | -     |       |
|                                | Luca Ghelfi                    | 147.663                        | 38,10 | Il Popolo della Libertà              | 83.523  | 22,15 | 6     |
| Lega Nord                      | Luca Ghelfi                    | 147.663                        | 38,10 | 54.972                               | 14,58   | 4     |       |
| Modena Prima di Tutto          | Luca Ghelfi                    | 147.663                        | 38,10 | 4.572                                | 1,21    | -     |       |
| Seggio al candidato presidente | Seggio al candidato presidente | Seggio al candidato presidente | 38,10 | 1                                    |         |       |       |
|                                | Fabio Vincenzi                 | 13.724                         | 3,54  | Unione di Centro                     | 13.299  | 3,53  | 1     |
|                                | Stefano Lugli                  | 9.427                          | 2,43  | Partito della Rifondazione Comunista | 9.195   | 2,44  | -     |
|                                | Lidia Castagnoli               | 7.177                          | 1,85  | Lista Civica Provinciale             | 6.896   | 1,83  | -     |
|                                | Roberto Lodi                   | 3.984                          | 1,03  | La Destra - Fiamma Tricolore - MpA   | 3.785   | 1,00  | -     |
|                                | Mario Mirabelli                | 2.405                          | 0,62  | Liste Civiche Unite - Codacons       | 2.289   | 0,61  | -     |
| Totale                         | Totale                         | 387.530                        |       |                                      | 377.014 |       | 30    |

#### Provincia di Parma
| Candidati                      | Candidati                                  | Voti                           | %     | Liste                                | Voti    | %     | Seggi |
| ------------------------------ | ------------------------------------------ | ------------------------------ | ----- | ------------------------------------ | ------- | ----- | ----- |
|                                | Vincenzo Bernazzoli Accede al ballottaggio | 115.132                        | 49,10 | Partito Democratico                  | 73.235  | 35,96 | 14    |
| Italia dei Valori              | Vincenzo Bernazzoli Accede al ballottaggio | 115.132                        | 49,10 | 12.559                               | 6,17    | 2     |       |
| La Sinistra                    | Vincenzo Bernazzoli Accede al ballottaggio | 115.132                        | 49,10 | 7.984                                | 3,92    | 1     |       |
| Partito dei Comunisti Italiani | Vincenzo Bernazzoli Accede al ballottaggio | 115.132                        | 49,10 | 5.179                                | 2,54    | 1     |       |
|                                | Giampaolo Lavagetto Accede al ballottaggio | 93.811                         | 40,01 | Il Popolo della Libertà              | 51.361  | 25,22 | 6     |
| Lega Nord                      | Giampaolo Lavagetto Accede al ballottaggio | 93.811                         | 40,01 | 29.835                               | 14,65   | 4     |       |
| Seggio al candidato presidente | Seggio al candidato presidente             | Seggio al candidato presidente | 40,01 | 1                                    |         |       |       |
|                                | Mauro Libè                                 | 12.008                         | 5,12  | Unione di Centro                     | 11.061  | 5,43  | 1     |
|                                | Walter Aiello                              | 4.630                          | 1,97  | Partito della Rifondazione Comunista | 4.455   | 2,19  | -     |
|                                | Alberto Zanettini                          | 3.841                          | 1,64  | La Destra - Fiamma Tricolore         | 3.574   | 1,75  | -     |
|                                | Mario Brandini                             | 1.895                          | 0,81  | Partito Comunista dei Lavoratori     | 1.649   | 0,81  | -     |
|                                | Stefano Zibana                             | 1.643                          | 0,70  | No Inceneritore                      | 1.490   | 0,73  | -     |
|                                | Marco Menegatti                            | 1.518                          | 0,65  | Lista Consumatori                    | 1.285   | 0,63  | -     |
| Totale                         | Totale                                     | 234.478                        |       |                                      | 203.667 |       | 30    |

Ballottaggio
| Candidati | Candidati                         | Voti    | %      |
| --------- | --------------------------------- | ------- | ------ |
|           | Vincenzo Bernazzoli ✔️ Presidente | 104.054 | 60,78  |
|           | Giampaolo Lavagetto               | 67.150  | 39,22  |
| Totale    | Totale                            | 171.204 | 100,00 |

#### Provincia di Piacenza
| Candidati                            | Candidati                      | Voti                           | %     | Liste                   | Voti    | %     | Seggi |
| ------------------------------------ | ------------------------------ | ------------------------------ | ----- | ----------------------- | ------- | ----- | ----- |
|                                      | Massimo Trespidi ✔️ Presidente | 83.850                         | 52,80 | Il Popolo della Libertà | 42.626  | 30,00 | 8     |
| Lega Nord                            | Massimo Trespidi ✔️ Presidente | 83.850                         | 52,80 | 24.488                  | 17,23   | 5     |       |
| Unione di Centro                     | Massimo Trespidi ✔️ Presidente | 83.850                         | 52,80 | 6.524                   | 4,59    | 1     |       |
| Pensionati Emiliani                  | Massimo Trespidi ✔️ Presidente | 83.850                         | 52,80 | 1.388                   | 0,98    | -     |       |
| Alleanza Sociale                     | Massimo Trespidi ✔️ Presidente | 83.850                         | 52,80 | 923                     | 0,65    | -     |       |
|                                      | Gian Luigi Boiardi             | 66.066                         | 41,60 | Partito Democratico     | 31.554  | 22,21 | 6     |
| Io Scelgo Boiardi Presidente         | Gian Luigi Boiardi             | 66.066                         | 41,60 | 9.409                   | 6,62    | 2     |       |
| Italia dei Valori                    | Gian Luigi Boiardi             | 66.066                         | 41,60 | 7.672                   | 5,40    | 1     |       |
| Partito della Rifondazione Comunista | Gian Luigi Boiardi             | 66.066                         | 41,60 | 3.886                   | 2,73    | -     |       |
| Partito dei Comunisti Italiani       | Gian Luigi Boiardi             | 66.066                         | 41,60 | 2.477                   | 1,74    | -     |       |
| Sinistra e Libertà                   | Gian Luigi Boiardi             | 66.066                         | 41,60 | 2.273                   | 1,60    | -     |       |
| Pensionati e Precari                 | Gian Luigi Boiardi             | 66.066                         | 41,60 | 614                     | 0,43    | -     |       |
| Lista Consumatori                    | Gian Luigi Boiardi             | 66.066                         | 41,60 | 273                     | 0,19    | -     |       |
| Seggio al candidato presidente       | Seggio al candidato presidente | Seggio al candidato presidente | 41,60 | 1                       |         |       |       |
|                                      | Alberto Squeri                 | 3.423                          | 2,16  | Unirsi al Centro        | 2.935   | 2,07  | -     |
|                                      | Loris Magnani                  | 3.106                          | 1,96  | Forza Nuova             | 2.816   | 1,98  | -     |
|                                      | Pietro Luigi Tansini           | 2.356                          | 1,48  | Pensionati Piacentini   | 2.244   | 1,58  | -     |
| Totale                               | Totale                         | 158.801                        |       |                         | 142.102 |       | 24    |

#### Provincia di Reggio Emilia
| Candidati                      | Candidati                      | Voti                           | %     | Liste                                | Voti    | %     | Seggi |
| ------------------------------ | ------------------------------ | ------------------------------ | ----- | ------------------------------------ | ------- | ----- | ----- |
|                                | Sonia Masini ✔️ Presidente     | 152.724                        | 52,44 | Partito Democratico                  | 118.241 | 42,80 | 16    |
| Italia dei Valori              | Sonia Masini ✔️ Presidente     | 152.724                        | 52,44 | 17.227                               | 6,24    | 2     |       |
| Lavoro e Riformismo            | Sonia Masini ✔️ Presidente     | 152.724                        | 52,44 | 17.227                               | 2,14    | -     |       |
| Partito dei Comunisti Italiani | Sonia Masini ✔️ Presidente     | 152.724                        | 52,44 | 4.899                                | 1,77    | -     |       |
|                                | Giuseppe Pagliani              | 99.611                         | 34,20 | Il Popolo della Libertà              | 51.726  | 18,73 | 5     |
| Lega Nord                      | Giuseppe Pagliani              | 99.611                         | 34,20 | 41.584                               | 15,05   | 4     |       |
| Seggio al candidato presidente | Seggio al candidato presidente | Seggio al candidato presidente | 34,20 | 1                                    |         |       |       |
|                                | Mario Poli                     | 13.295                         | 4,56  | Unione di Centro                     | 12.639  | 4,58  | 1     |
|                                | Franco Ferretti                | 9.516                          | 3,27  | Sinistra e Verdi                     | 8.689   | 3,15  | -     |
|                                | Alberto Ferrigno               | 9.310                          | 3,20  | Partito della Rifondazione Comunista | 8.949   | 3,24  | 1     |
|                                | Romeo Catellani                | 2.784                          | 0,96  | Gente di Reggio                      | 2.526   | 0,91  | -     |
|                                | Fausto Fornaciari              | 2.476                          | 0,85  | Partito Comunista dei Lavoratori     | 2.370   | 0,86  | -     |
|                                | Giancarlo Cantarelli           | 1.544                          | 0,53  | L'Autonomia                          | 1.476   | 0,53  | -     |
| Totale                         | Totale                         | 291.260                        |       |                                      | 276.239 |       | 30    |

#### Provincia di Rimini
| Candidati                                    | Candidati                             | Voti                           | %     | Liste                           | Voti    | %     | Seggi |
| -------------------------------------------- | ------------------------------------- | ------------------------------ | ----- | ------------------------------- | ------- | ----- | ----- |
|                                              | Stefano Vitali Accede al ballottaggio | 80.893                         | 48,80 | Partito Democratico             | 49.683  | 31,68 | 11    |
| Italia dei Valori                            | Stefano Vitali Accede al ballottaggio | 80.893                         | 48,80 | 10.741                          | 6,85    | 2     |       |
| Partito della Rifondazione Comunista         | Stefano Vitali Accede al ballottaggio | 80.893                         | 48,80 | 4.097                           | 2,61    | -     |       |
| Alleanza per Vitali in Provincia             | Stefano Vitali Accede al ballottaggio | 80.893                         | 48,80 | 3.016                           | 1,92    | -     |       |
| Federazione dei Verdi - Sinistra Democratica | Stefano Vitali Accede al ballottaggio | 80.893                         | 48,80 | 3.012                           | 1,92    | -     |       |
| Partito dei Comunisti Italiani               | Stefano Vitali Accede al ballottaggio | 80.893                         | 48,80 | 2.883                           | 1,84    | -     |       |
| Under 35                                     | Stefano Vitali Accede al ballottaggio | 80.893                         | 48,80 | 1.165                           | 0,74    | -     |       |
| I Socialisti                                 | Stefano Vitali Accede al ballottaggio | 80.893                         | 48,80 | 876                             | 0,56    | -     |       |
| Lista Consumatori                            | Stefano Vitali Accede al ballottaggio | 80.893                         | 48,80 | 853                             | 0,55    | -     |       |
|                                              | Marco Lombardi Accede al ballottaggio | 71.226                         | 42,51 | Il Popolo della Libertà         | 47.163  | 30,08 | 7     |
| Lega Nord                                    | Marco Lombardi Accede al ballottaggio | 71.226                         | 42,51 | 14.269                          | 9,10    | 2     |       |
| Marco Lombardi Presidente                    | Marco Lombardi Accede al ballottaggio | 71.226                         | 42,51 | 3.150                           | 2,01    | -     |       |
| La Destra                                    | Marco Lombardi Accede al ballottaggio | 71.226                         | 42,51 | 1.732                           | 1,10    | -     |       |
| Seggio al candidato presidente               | Seggio al candidato presidente        | Seggio al candidato presidente | 42,51 | 1                               |         |       |       |
|                                              | Maurizio Nanni                        | 6.464                          | 3,86  | Unione di Centro (A)            | 6.184   | 3,94  | 1     |
|                                              | Massimo Pazzaglini                    | 2.992                          | 1,79  | Fiamma Tricolore                | 2.606   | 1,66  | -     |
|                                              | Sandro Pizzigalli                     | 2.845                          | 1,70  | Sinistra Critica                | 2.692   | 1,72  | -     |
|                                              | Maurizio Taormina                     | 2.769                          | 1,65  | Fare per la Provincia           | 1.404   | 0,90  | -     |
| Partito Socialista                           | Maurizio Taormina                     | 2.769                          | 1,65  | 993                             | 0,63    | -     |       |
|                                              | Eugenio Giulianelli                   | 350                            | 0,21  | Federalisti Democratici Europei | 285     | 0,18  | -     |
| Totale                                       | Totale                                | 167.539                        |       |                                 | 156.804 |       | 24    |

- La lista contrassegnata con la lettera A è apparentata al secondo turno con il candidato presidente Stefano Vitali.

Ballottaggio
| Candidati | Candidati                    | Voti    | %      |
| --------- | ---------------------------- | ------- | ------ |
|           | Stefano Vitali ✔️ Presidente | 62.960  | 53,58  |
|           | Marco Lombardi               | 54.540  | 46,42  |
| Totale    | Totale                       | 117.500 | 100,00 |

### Toscana

#### Provincia di Arezzo
| Candidati                      | Candidati                            | Voti                           | %     | Liste                                       | Voti    | %     | Seggi |
| ------------------------------ | ------------------------------------ | ------------------------------ | ----- | ------------------------------------------- | ------- | ----- | ----- |
|                                | Roberto Vasai Accede al ballottaggio | 94.010                         | 49,84 | Partito Democratico                         | 67.676  | 38,36 | 14    |
| Sinistra e Libertà             | Roberto Vasai Accede al ballottaggio | 94.010                         | 49,84 | 11.240                                      | 6,37    | 2     |       |
| Italia dei Valori              | Roberto Vasai Accede al ballottaggio | 94.010                         | 49,84 | 9.096                                       | 5,16    | 2     |       |
|                                | Lucia Tanti Accede al ballottaggio   | 74.007                         | 39,24 | Il Popolo della Libertà                     | 54.996  | 31,17 | 8     |
| Lega Nord                      | Lucia Tanti Accede al ballottaggio   | 74.007                         | 39,24 | 9.922                                       | 5,62    | 1     |       |
| La Destra                      | Lucia Tanti Accede al ballottaggio   | 74.007                         | 39,24 | 3.854                                       | 2,18    | -     |       |
| Seggio al candidato presidente | Seggio al candidato presidente       | Seggio al candidato presidente | 39,24 | 1                                           |         |       |       |
|                                | Simon Pietro Palazzo                 | 9.103                          | 4,83  | Unione di Centro (A)                        | 8.704   | 4,93  | 1     |
|                                | Alfio Nicotra                        | 8.828                          | 4,68  | Rifondazione Comunista - Comunisti Italiani | 8.437   | 4,78  | 1     |
|                                | Ivana Aglietti                       | 2.657                          | 1,41  | Partito Comunista dei Lavoratori            | 2.517   | 1,43  | -     |
| Totale                         | Totale                               | 188.605                        |       |                                             | 176.442 |       | 30    |

- La lista contrassegnata con la lettera A è apparentata al secondo turno con il candidato presidente Lucia Tanti.

Ballottaggio
| Candidati | Candidati                   | Voti    | %      |
| --------- | --------------------------- | ------- | ------ |
|           | Roberto Vasai ✔️ Presidente | 71.442  | 60,65  |
|           | Lucia Tanti                 | 46.359  | 39,35  |
| Totale    | Totale                      | 117.801 | 100,00 |

#### Provincia di Firenze
| Candidati                      | Candidati                      | Voti                           | %     | Liste                                       | Voti    | %     | Seggi |
| ------------------------------ | ------------------------------ | ------------------------------ | ----- | ------------------------------------------- | ------- | ----- | ----- |
|                                | Andrea Barducci ✔️ Presidente  | 305.213                        | 55,42 | Partito Democratico                         | 223.878 | 43,57 | 18    |
| Italia dei Valori              | Andrea Barducci ✔️ Presidente  | 305.213                        | 55,42 | 35.754                                      | 6,96    | 3     |       |
| Sinistra per la Provincia      | Andrea Barducci ✔️ Presidente  | 305.213                        | 55,42 | 16.223                                      | 3,16    | 1     |       |
| Comunisti Fiorentini           | Andrea Barducci ✔️ Presidente  | 305.213                        | 55,42 | 10.050                                      | 1,96    | -     |       |
|                                | Samuele Baldini                | 168.374                        | 30,58 | Il Popolo della Libertà                     | 139.969 | 27,24 | 9     |
| Lega Nord                      | Samuele Baldini                | 168.374                        | 30,58 | 17.287                                      | 3,36    | 1     |       |
| Seggio al candidato presidente | Seggio al candidato presidente | Seggio al candidato presidente | 30,58 | 1                                           |         |       |       |
|                                | Andrea Calò                    | 33.488                         | 6,08  | Rifondazione Comunista - Comunisti Italiani | 21.894  | 4,26  | 1     |
| Verdi e Valdo Spini            | Andrea Calò                    | 33.488                         | 6,08  | 9.120                                       | 1,77    | -     |       |
| Seggio al candidato presidente | Seggio al candidato presidente | Seggio al candidato presidente | 6,08  | 1                                           |         |       |       |
|                                | Federico Tondi                 | 25.067                         | 4,55  | Unione di Centro                            | 23.380  | 4,55  | 1     |
|                                | Claudia Agati                  | 7.467                          | 1,36  | Per un'Altra Provincia                      | 6.233   | 1,21  | -     |
|                                | Simone Faini                   | 5.803                          | 1,05  | Partito Comunista dei Lavoratori            | 5.307   | 1,03  | -     |
|                                | Corrado Olivotti               | 5.267                          | 0,96  | Popolo Città Nazione (La Destra - FT - FN)  | 4.761   | 0,93  | -     |
| Totale                         | Totale                         | 550.679                        |       |                                             | 513.856 |       | 36    |

#### Provincia di Grosseto
| Candidati                                       | Candidati                                 | Voti                           | %     | Liste                                | Voti    | %     | Seggi |
| ----------------------------------------------- | ----------------------------------------- | ------------------------------ | ----- | ------------------------------------ | ------- | ----- | ----- |
|                                                 | Leonardo Marras Accede al ballottaggio    | 60.495                         | 47,71 | Partito Democratico                  | 35.698  | 30,73 | 10    |
| Sinistra per la Provincia di Grosseto (SD-PSDI) | Leonardo Marras Accede al ballottaggio    | 60.495                         | 47,71 | 7.974                                | 6,86    | 2     |       |
| Marras Presidente                               | Leonardo Marras Accede al ballottaggio    | 60.495                         | 47,71 | 4.792                                | 4,12    | 1     |       |
| Italia dei Valori                               | Leonardo Marras Accede al ballottaggio    | 60.495                         | 47,71 | 4.553                                | 3,92    | 1     |       |
| Riformisti                                      | Leonardo Marras Accede al ballottaggio    | 60.495                         | 47,71 | 3.146                                | 2,71    | -     |       |
|                                                 | Alessandro Antichi Accede al ballottaggio | 52.905                         | 41,72 | Il Popolo della Libertà              | 35.671  | 30,70 | 8     |
| Unione di Centro                                | Alessandro Antichi Accede al ballottaggio | 52.905                         | 41,72 | 6.217                                | 5,35    | 1     |       |
| Lega Nord                                       | Alessandro Antichi Accede al ballottaggio | 52.905                         | 41,72 | 3.078                                | 2,65    | -     |       |
| Caccia Natura e Pesca                           | Alessandro Antichi Accede al ballottaggio | 52.905                         | 41,72 | 1.481                                | 1,27    | -     |       |
| Alleanza di Centro                              | Alessandro Antichi Accede al ballottaggio | 52.905                         | 41,72 | 1.167                                | 1,00    | -     |       |
| Seggio al candidato presidente                  | Seggio al candidato presidente            | Seggio al candidato presidente | 41,72 | 1                                    |         |       |       |
|                                                 | Roberto Barocci                           | 4.990                          | 3,94  | Partito della Rifondazione Comunista | 3.702   | 3,19  | -     |
| L'Altra Maremma                                 | Roberto Barocci                           | 4.990                          | 3,94  | 502                                  | 0,43    | -     |       |
| La Scelta Verde                                 | Roberto Barocci                           | 4.990                          | 3,94  | 430                                  | 0,37    | -     |       |
|                                                 | Adriano Renis                             | 3.418                          | 2,70  | La Destra (A)                        | 2.447   | 2,11  | -     |
| Gioventù Italiana per la tua Maremma (B)        | Adriano Renis                             | 3.418                          | 2,70  | 540                                  | 0,46    | -     |       |
|                                                 | Marco Rizzo                               | 2.768                          | 2,18  | Partito dei Comunisti Italiani       | 2.706   | 2,33  | -     |
|                                                 | Francesco Cardoni                         | 1.128                          | 0,89  | Fiamma Tricolore                     | 1.082   | 0,93  | -     |
|                                                 | Andrea Mersi                              | 577                            | 0,46  | Lista Civica Provinciale             | 522     | 0,45  | -     |
|                                                 | Alessandro Peri                           | 516                            | 0,41  | Movimento Autonomista Toscano        | 476     | 0,41  | -     |
| Totale                                          | Totale                                    | 126.797                        |       |                                      | 116.184 |       | 24    |

- Le liste contrassegnate con le lettere A e B sono apparentate al secondo turno con il candidato presidente Alessandro Antichi.

Ballottaggio
| Candidati | Candidati                     | Voti   | %      |
| --------- | ----------------------------- | ------ | ------ |
|           | Leonardo Marras ✔️ Presidente | 55.723 | 56,77  |
|           | Alessandro Antichi            | 42.426 | 43,23  |
| Totale    | Totale                        | 98.149 | 100,00 |

#### Provincia di Livorno
| Candidati                                            | Candidati                      | Voti                           | %     | Liste                                | Voti    | %     | Seggi |
| ---------------------------------------------------- | ------------------------------ | ------------------------------ | ----- | ------------------------------------ | ------- | ----- | ----- |
|                                                      | Giorgio Kutufà ✔️ Presidente   | 106.173                        | 54,41 | Partito Democratico                  | 79.170  | 43,55 | 15    |
| Italia dei Valori                                    | Giorgio Kutufà ✔️ Presidente   | 106.173                        | 54,41 | 13.156                               | 7,24    | 2     |       |
| Sinistra per la Provincia                            | Giorgio Kutufà ✔️ Presidente   | 106.173                        | 54,41 | 8.483                                | 4,67    | 1     |       |
|                                                      | Costanza Vaccaro               | 58.769                         | 30,11 | Il Popolo della Libertà              | 47.816  | 26,30 | 7     |
| Lega Nord                                            | Costanza Vaccaro               | 58.769                         | 30,11 | 5.982                                | 3,29    | 1     |       |
| Seggio al candidato presidente                       | Seggio al candidato presidente | Seggio al candidato presidente | 30,11 | 1                                    |         |       |       |
|                                                      | Michele Mazzola                | 15.069                         | 7,72  | Partito della Rifondazione Comunista | 9.783   | 5,38  | 1     |
| Partito dei Comunisti Italiani                       | Michele Mazzola                | 15.069                         | 7,72  | 3.772                                | 2,07    | -     |       |
| Seggio al candidato presidente                       | Seggio al candidato presidente | Seggio al candidato presidente | 7,72  | 1                                    |         |       |       |
|                                                      | Marco Landi                    | 7.447                          | 3,82  | Unione di Centro                     | 6.936   | 3,82  | 1     |
|                                                      | Giangiacomo Panessa            | 2.659                          | 1,36  | Cristiani Liberali                   | 1.158   | 0,64  | -     |
| Identità e Territorio (La Destra - Fiamma Tricolore) | Giangiacomo Panessa            | 2.659                          | 1,36  | 1.080                                | 0,59    | -     |       |
|                                                      | Rosalba Volpi                  | 2.491                          | 1,28  | Sinistra Critica                     | 2.119   | 1,17  | -     |
|                                                      | Marco Mazza                    | 2.074                          | 1,06  | Partito Comunista dei Lavoratori     | 1.911   | 1,05  | -     |
|                                                      | Romeo Chierchia                | 471                            | 0,24  | Moderna Azione Politica              | 424     | 0,23  | -     |
| Totale                                               | Totale                         | 195.153                        |       |                                      | 181.790 |       | 30    |

#### Provincia di Pisa
| Candidati                       | Candidati                      | Voti                           | %     | Liste                                       | Voti    | %     | Seggi |
| ------------------------------- | ------------------------------ | ------------------------------ | ----- | ------------------------------------------- | ------- | ----- | ----- |
|                                 | Andrea Pieroni ✔️ Presidente   | 121.316                        | 53,06 | Partito Democratico                         | 87.955  | 40,45 | 15    |
| Italia dei Valori               | Andrea Pieroni ✔️ Presidente   | 121.316                        | 53,06 | 14.831                                      | 6,82    | 2     |       |
| Sinistra per Pisa               | Andrea Pieroni ✔️ Presidente   | 121.316                        | 53,06 | 8.140                                       | 3,74    | 1     |       |
| Partito Socialista              | Andrea Pieroni ✔️ Presidente   | 121.316                        | 53,06 | 4.215                                       | 1,94    | -     |       |
|                                 | Roberto Sala                   | 81.637                         | 35,71 | Il Popolo della Libertà                     | 62.480  | 28,73 | 8     |
| Lega Nord                       | Roberto Sala                   | 81.637                         | 35,71 | 9.666                                       | 4,45    | 1     |       |
| La Destra                       | Roberto Sala                   | 81.637                         | 35,71 | 4.805                                       | 2,21    | -     |       |
| Pensionati Democratici Italiani | Roberto Sala                   | 81.637                         | 35,71 | 873                                         | 0,40    | -     |       |
| Seggio al candidato presidente  | Seggio al candidato presidente | Seggio al candidato presidente | 35,71 | 1                                           |         |       |       |
|                                 | Andrea Corti                   | 15.799                         | 6,91  | Rifondazione Comunista - Comunisti Italiani | 15.154  | 6,97  | 1     |
|                                 | Maurizio Lucchesi              | 9.884                          | 4,32  | Unione di Centro                            | 9.333   | 4,29  | 1     |
| Totale                          | Totale                         | 228.636                        |       |                                             | 217.452 |       | 30    |

#### Provincia di Pistoia
| Candidati                                        | Candidati                      | Voti                           | %     | Liste                                   | Voti    | %     | Seggi |
| ------------------------------------------------ | ------------------------------ | ------------------------------ | ----- | --------------------------------------- | ------- | ----- | ----- |
|                                                  | Federica Fratoni ✔️ Presidente | 81.360                         | 51,35 | Partito Democratico                     | 49.680  | 35,52 | 11    |
| Partito della Rifondazione Comunista             | Federica Fratoni ✔️ Presidente | 81.360                         | 51,35 | 8.473                                   | 6,06    | 2     |       |
| Italia dei Valori                                | Federica Fratoni ✔️ Presidente | 81.360                         | 51,35 | 8.261                                   | 5,91    | 1     |       |
| Partito Socialista - Per la Provincia di Pistoia | Federica Fratoni ✔️ Presidente | 81.360                         | 51,35 | 4.151                                   | 2,97    | -     |       |
| Partito dei Comunisti Italiani                   | Federica Fratoni ✔️ Presidente | 81.360                         | 51,35 | 3.420                                   | 2,45    | -     |       |
|                                                  | Ettore Severi                  | 58.367                         | 36,83 | Il Popolo della Libertà                 | 42.671  | 30,51 | 7     |
| Lega Nord                                        | Ettore Severi                  | 58.367                         | 36,83 | 7.645                                   | 5,47    | 1     |       |
| Seggio al candidato presidente                   | Seggio al candidato presidente | Seggio al candidato presidente | 36,83 | 1                                       |         |       |       |
|                                                  | Marco Baldassarri              | 7.513                          | 4,74  | Unione di Centro                        | 6.887   | 4,92  | 1     |
|                                                  | Sergio Sauro Frosini           | 6.608                          | 4,17  | La Sinistra per la Provincia di Pistoia | 3.299   | 2,36  | -     |
| Federazione dei Verdi                            | Sergio Sauro Frosini           | 6.608                          | 4,17  | 1.870                                   | 1,34    | -     |       |
|                                                  | Marco Tarelli                  | 3.748                          | 2,37  | La Destra                               | 2.800   | 2,00  | -     |
|                                                  | Roberto Parenti                | 860                            | 0,54  | Democrazia Cristiana                    | 703     | 0,50  | -     |
| Totale                                           | Totale                         | 158.456                        |       |                                         | 139.860 |       | 24    |

#### Provincia di Prato
| Candidati                      | Candidati                               | Voti                           | %     | Liste                                | Voti    | %     | Seggi |
| ------------------------------ | --------------------------------------- | ------------------------------ | ----- | ------------------------------------ | ------- | ----- | ----- |
|                                | Lamberto Gestri Accede al ballottaggio  | 63.764                         | 47,72 | Partito Democratico                  | 48.362  | 37,91 | 12    |
| Italia dei Valori              | Lamberto Gestri Accede al ballottaggio  | 63.764                         | 47,72 | 7.846                                | 6,15    | 2     |       |
| Sinistra e Libertà             | Lamberto Gestri Accede al ballottaggio  | 63.764                         | 47,72 | 3.327                                | 2,61    | -     |       |
| Partito dei Comunisti Italiani | Lamberto Gestri Accede al ballottaggio  | 63.764                         | 47,72 | 1.938                                | 1,52    | -     |       |
|                                | Cristina Attucci Accede al ballottaggio | 55.544                         | 41,56 | Il Popolo della Libertà              | 41.934  | 32,87 | 7     |
| Lega Nord                      | Cristina Attucci Accede al ballottaggio | 55.544                         | 41,56 | 8.504                                | 6,67    | 1     |       |
| La Destra                      | Cristina Attucci Accede al ballottaggio | 55.544                         | 41,56 | 2.188                                | 1,72    | -     |       |
| Seggio al candidato presidente | Seggio al candidato presidente          | Seggio al candidato presidente | 41,56 | 1                                    |         |       |       |
|                                | Francesco Querci                        | 5.950                          | 4,45  | Unione di Centro (A)                 | 5.614   | 4,40  | 1     |
|                                | Calogero Messina                        | 3.852                          | 2,88  | Partito della Rifondazione Comunista | 3.746   | 2,94  | -     |
|                                | Bruno Gualtieri                         | 2.298                          | 1,72  | Prato Libera & Sicura (B)            | 2.114   | 1,66  | -     |
|                                | Luciano Mencacci                        | 1.098                          | 0,82  | La Città per Noi                     | 958     | 0,75  | -     |
|                                | Lanfranco Nosi                          | 441                            | 0,33  | Sinistra Rosso-Verde                 | 400     | 0,31  | -     |
|                                | Salvatore Pirronello                    | 397                            | 0,30  | I Socialisti per le Libertà (C)      | 364     | 0,29  | -     |
|                                | Raoul Cangemi                           | 290                            | 0,22  | Democrazia Cristiana                 | 266     | 0,21  | -     |
| Totale                         | Totale                                  | 133.634                        |       |                                      | 127.561 |       | 24    |

- Le liste contrassegnate con le lettere A, B e C sono apparentate al secondo turno con il candidato presidente Cristina Attucci.

Ballottaggio
| Candidati | Candidati                     | Voti    | %      |
| --------- | ----------------------------- | ------- | ------ |
|           | Lamberto Gestri ✔️ Presidente | 56.849  | 50,85  |
|           | Cristina Attucci              | 54.952  | 49,15  |
| Totale    | Totale                        | 111.801 | 100,00 |

#### Provincia di Siena
| Candidati                      | Candidati                      | Voti                           | %     | Liste                                       | Voti    | %     | Seggi |
| ------------------------------ | ------------------------------ | ------------------------------ | ----- | ------------------------------------------- | ------- | ----- | ----- |
|                                | Simone Bezzini ✔️ Presidente   | 89.076                         | 57,90 | Partito Democratico                         | 68.581  | 46,23 | 13    |
| Italia dei Valori              | Simone Bezzini ✔️ Presidente   | 89.076                         | 57,90 | 8.061                                       | 5,43    | 1     |       |
| La Sinistra per Siena          | Simone Bezzini ✔️ Presidente   | 89.076                         | 57,90 | 5.534                                       | 3,73    | 1     |       |
| Riformisti                     | Simone Bezzini ✔️ Presidente   | 89.076                         | 57,90 | 4.032                                       | 2,72    | -     |       |
|                                | Donatella Santinelli           | 46.733                         | 30,38 | Il Popolo della Libertà                     | 37.091  | 25,00 | 5     |
| Lega Nord                      | Donatella Santinelli           | 46.733                         | 30,38 | 7.332                                       | 4,94    | 1     |       |
| Seggio al candidato presidente | Seggio al candidato presidente | Seggio al candidato presidente | 30,38 | 1                                           |         |       |       |
|                                | Antonio Falcone                | 8.539                          | 5,55  | Rifondazione Comunista - Comunisti Italiani | 8.531   | 5,75  | 1     |
|                                | Angiolo Del Dottore            | 6.407                          | 4,16  | Unione di Centro                            | 6.292   | 4,24  | 1     |
|                                | Pietro Del Zanna               | 3.078                          | 2,00  | Federazione dei Verdi                       | 2.903   | 1,96  | -     |
| Totale                         | Totale                         | 153.833                        |       |                                             | 148.357 |       | 24    |

### Umbria

#### Provincia di Perugia
| Candidati                            | Candidati                              | Voti                           | %     | Liste                          | Voti    | %     | Seggi |
| ------------------------------------ | -------------------------------------- | ------------------------------ | ----- | ------------------------------ | ------- | ----- | ----- |
|                                      | Marco Vinicio Guasticchi ✔️ Presidente | 196.388                        | 52,90 | Partito Democratico            | 119.878 | 33,81 | 12    |
| Italia dei Valori                    | Marco Vinicio Guasticchi ✔️ Presidente | 196.388                        | 52,90 | 20.866                         | 5,88    | 2     |       |
| Sinistra e Libertà                   | Marco Vinicio Guasticchi ✔️ Presidente | 196.388                        | 52,90 | 19.789                         | 5,58    | 2     |       |
| Partito della Rifondazione Comunista | Marco Vinicio Guasticchi ✔️ Presidente | 196.388                        | 52,90 | 18.005                         | 5,08    | 1     |       |
| Partito dei Comunisti Italiani       | Marco Vinicio Guasticchi ✔️ Presidente | 196.388                        | 52,90 | 11.385                         | 3,21    | 1     |       |
|                                      | Franco Asciutti                        | 134.699                        | 36,28 | Il Popolo della Libertà        | 112.833 | 31,82 | 9     |
| Lega Nord                            | Franco Asciutti                        | 134.699                        | 36,28 | 14.284                         | 4,03    | 1     |       |
| Seggio al candidato presidente       | Seggio al candidato presidente         | Seggio al candidato presidente | 36,28 | 1                              |         |       |       |
|                                      | Maurizio Ronconi                       | 22.927                         | 6,18  | Unione di Centro               | 21.699  | 6,12  | 1     |
|                                      | Ivo Fagiolari                          | 7.543                          | 2,03  | La Destra                      | 6.826   | 1,93  | -     |
|                                      | Riccardo Donti                         | 5.325                          | 1,43  | Forza Nuova - Fiamma Tricolore | 4.956   | 1,40  | -     |
|                                      | Giorgio Bolletta                       | 4.359                          | 1,17  | Sinistra Critica               | 4.043   | 1,14  | -     |
| Totale                               | Totale                                 | 371.241                        |       |                                | 354.564 |       | 30    |

#### Provincia di Terni
| Candidati                                   | Candidati                      | Voti                           | %     | Liste                   | Voti    | %     | Seggi |
| ------------------------------------------- | ------------------------------ | ------------------------------ | ----- | ----------------------- | ------- | ----- | ----- |
|                                             | Feliciano Polli ✔️ Presidente  | 70.973                         | 52,90 | Partito Democratico     | 44.603  | 35,20 | 10    |
| Rifondazione Comunista - Comunisti Italiani | Feliciano Polli ✔️ Presidente  | 70.973                         | 52,90 | 9.151                   | 7,22    | 2     |       |
| Sinistra e Libertà per Terni                | Feliciano Polli ✔️ Presidente  | 70.973                         | 52,90 | 7.595                   | 5,99    | 1     |       |
| Italia dei Valori                           | Feliciano Polli ✔️ Presidente  | 70.973                         | 52,90 | 6.005                   | 4,74    | 1     |       |
| Partito Pensionati                          | Feliciano Polli ✔️ Presidente  | 70.973                         | 52,90 | 1.264                   | 1,00    | -     |       |
|                                             | Alfredo De Sio                 | 48.704                         | 36,30 | Il Popolo della Libertà | 42.566  | 33,59 | 8     |
| Lega Nord                                   | Alfredo De Sio                 | 48.704                         | 36,30 | 2.579                   | 2,04    | -     |       |
| Seggio al candidato presidente              | Seggio al candidato presidente | Seggio al candidato presidente | 36,30 | 1                       |         |       |       |
|                                             | Massimo D'Antonio              | 5.629                          | 4,20  | Unione di Centro        | 5.300   | 4,18  | 1     |
|                                             | Alessandra Robatto             | 4.037                          | 3,01  | Terni Oltre             | 3.489   | 2,75  | -     |
|                                             | Aldo Traccheggiani             | 3.263                          | 2,43  | La Destra               | 2.687   | 2,12  | -     |
|                                             | Nando Simeone                  | 885                            | 0,66  | Sinistra Critica        | 842     | 0,66  | -     |
|                                             | Egeo Liberato Conti            | 678                            | 0,51  | Liberal Democratici     | 642     | 0,51  | -     |
| Totale                                      | Totale                         | 134.169                        |       |                         | 126.723 |       | 24    |

### Marche

#### Provincia di Ascoli Piceno
| Candidati                                   | Candidati                              | Voti                           | %     | Liste                        | Voti    | %     | Seggi |
| ------------------------------------------- | -------------------------------------- | ------------------------------ | ----- | ---------------------------- | ------- | ----- | ----- |
|                                             | Piero Celani Accede al ballottaggio    | 49.017                         | 40,76 | Il Popolo della Libertà      | 29.487  | 26,04 | 10    |
| Celani Presidente (PRI - MAP - Altri)       | Piero Celani Accede al ballottaggio    | 49.017                         | 40,76 | 12.456                       | 11,00   | 4     |       |
| Lega Nord                                   | Piero Celani Accede al ballottaggio    | 49.017                         | 40,76 | 2.537                        | 2,24    | -     |       |
| Popolari UDEUR                              | Piero Celani Accede al ballottaggio    | 49.017                         | 40,76 | 1.547                        | 1,37    | -     |       |
| Alleanza Territoriale                       | Piero Celani Accede al ballottaggio    | 49.017                         | 40,76 | 1.164                        | 1,03    | -     |       |
|                                             | Emidio Mandozzi Accede al ballottaggio | 36.695                         | 30,51 | Partito Democratico          | 23.050  | 20,36 | 4     |
| Italia dei Valori                           | Emidio Mandozzi Accede al ballottaggio | 36.695                         | 30,51 | 5.962                        | 5,27    | 1     |       |
| Energie Verdi                               | Emidio Mandozzi Accede al ballottaggio | 36.695                         | 30,51 | 3.144                        | 2,78    | -     |       |
| Partito Socialista                          | Emidio Mandozzi Accede al ballottaggio | 36.695                         | 30,51 | 1.845                        | 1,63    | -     |       |
| Democrazia Cristiana Marche                 | Emidio Mandozzi Accede al ballottaggio | 36.695                         | 30,51 | 1.340                        | 1,18    | -     |       |
| Seggio al candidato presidente              | Seggio al candidato presidente         | Seggio al candidato presidente | 30,51 | 1                            |         |       |       |
|                                             | Massimo Rossi                          | 24.171                         | 20,10 | Sinistra per Rossi           | 7.321   | 6,47  | 1     |
| Rifondazione Comunista - Comunisti Italiani | Massimo Rossi                          | 24.171                         | 20,10 | 5.925                        | 5,23    | 1     |       |
| Piceno al Massimo                           | Massimo Rossi                          | 24.171                         | 20,10 | 4.153                        | 3,67    | -     |       |
| Solidarietà Ambiente Partecipazione         | Massimo Rossi                          | 24.171                         | 20,10 | 3.510                        | 3,10    | -     |       |
| Seggio al candidato presidente              | Seggio al candidato presidente         | Seggio al candidato presidente | 20,10 | 1                            |         |       |       |
|                                             | Amedeo Ciccanti                        | 7.415                          | 6,17  | Unione di Centro             | 7.336   | 6,48  | 1     |
|                                             | Stefano Cannelli                       | 2.296                          | 1,91  | La Destra - Fiamma Tricolore | 1.994   | 1,76  | -     |
|                                             | Ignazio Buonopane                      | 672                            | 0,56  | Movimento per le Autonomie   | 467     | 0,41  | -     |
| Totale                                      | Totale                                 | 120.266                        |       |                              | 113.238 |       | 24    |

Ballottaggio
| Candidati | Candidati                  | Voti   | %      |
| --------- | -------------------------- | ------ | ------ |
|           | Piero Celani ✔️ Presidente | 44.334 | 52,11  |
|           | Emidio Mandozzi            | 40.740 | 47,89  |
| Totale    | Totale                     | 85.074 | 100,00 |

#### Provincia di Fermo
| Candidati                                   | Candidati                                  | Voti                           | %     | Liste                      | Voti   | %     | Seggi |
| ------------------------------------------- | ------------------------------------------ | ------------------------------ | ----- | -------------------------- | ------ | ----- | ----- |
|                                             | Fabrizio Cesetti Accede al ballottaggio    | 43.548                         | 44,65 | Partito Democratico        | 20.482 | 23,64 | 7     |
| Con Cesetti Presidente                      | Fabrizio Cesetti Accede al ballottaggio    | 43.548                         | 44,65 | 6.215                      | 7,17   | 2     |       |
| Italia dei Valori                           | Fabrizio Cesetti Accede al ballottaggio    | 43.548                         | 44,65 | 5.716                      | 6,60   | 2     |       |
| Rifondazione Comunista - Comunisti Italiani | Fabrizio Cesetti Accede al ballottaggio    | 43.548                         | 44,65 | 4.544                      | 5,24   | 1     |       |
| Sinistra e Libertà                          | Fabrizio Cesetti Accede al ballottaggio    | 43.548                         | 44,65 | 3.178                      | 3,67   | 1     |       |
|                                             | Saturnino Di Ruscio Accede al ballottaggio | 40.857                         | 41,89 | Il Popolo della Libertà    | 18.342 | 21,17 | 5     |
| Movimento Civico Provinciale                | Saturnino Di Ruscio Accede al ballottaggio | 40.857                         | 41,89 | 9.457                      | 10,92  | 2     |       |
| Unione di Centro                            | Saturnino Di Ruscio Accede al ballottaggio | 40.857                         | 41,89 | 5.363                      | 6,19   | 1     |       |
| Lega Nord                                   | Saturnino Di Ruscio Accede al ballottaggio | 40.857                         | 41,89 | 2.274                      | 2,62   | -     |       |
| Seggio al candidato presidente              | Seggio al candidato presidente             | Seggio al candidato presidente | 41,89 | 1                          |        |       |       |
|                                             | Giovanni Basso                             | 8.618                          | 4,68  | Movimento per le Autonomie | 4.057  | 4,68  | -     |
| La Destra                                   | Giovanni Basso                             | 8.618                          | 4,68  | 1.597                      | 1,84   | -     |       |
| Forza Fermano                               | Giovanni Basso                             | 8.618                          | 4,68  | 1.445                      | 1,67   | -     |       |
| Seggio al candidato presidente              | Seggio al candidato presidente             | Seggio al candidato presidente | 4,68  | 1                          |        |       |       |
|                                             | Gaetano Massucci                           | 3.925                          | 4,02  | Il Centro del Fermano (A)  | 3.509  | 4,05  | 1     |
|                                             | Patrizia Nicolini                          | 592                            | 0,61  | Partito Liberale Italiano  | 456    | 0,53  | -     |
| Totale                                      | Totale                                     | 97.540                         |       |                            | 86.635 |       | 24    |

- La lista contrassegnata con la lettera A è apparentata al secondo turno con il candidato presidente Fabrizio Cesetti.

Ballottaggio
| Candidati | Candidati                      | Voti   | %      |
| --------- | ------------------------------ | ------ | ------ |
|           | Fabrizio Cesetti ✔️ Presidente | 42.810 | 52,24  |
|           | Saturnino Di Ruscio            | 39.145 | 47,76  |
| Totale    | Totale                         | 81.955 | 100,00 |

#### Provincia di Macerata
| Candidati                            | Candidati                      | Voti                           | %     | Liste                   | Voti    | %     | Seggi |
| ------------------------------------ | ------------------------------ | ------------------------------ | ----- | ----------------------- | ------- | ----- | ----- |
|                                      | Franco Capponi ✔️ Presidente   | 91.819                         | 51,32 | Il Popolo della Libertà | 47.787  | 30,50 | 11    |
| Unione di Centro                     | Franco Capponi ✔️ Presidente   | 91.819                         | 51,32 | 18.068                  | 11,53   | 4     |       |
| Lega Nord                            | Franco Capponi ✔️ Presidente   | 91.819                         | 51,32 | 6.122                   | 3,91    | 1     |       |
| Una Forza per Cambiare               | Franco Capponi ✔️ Presidente   | 91.819                         | 51,32 | 5.692                   | 3,63    | 1     |       |
| La Destra                            | Franco Capponi ✔️ Presidente   | 91.819                         | 51,32 | 5.023                   | 3,21    | 1     |       |
|                                      | Giulio Silenzi                 | 85.143                         | 47,59 | Partito Democratico     | 36.392  | 23,23 | 7     |
| Italia dei Valori                    | Giulio Silenzi                 | 85.143                         | 47,59 | 9.088                   | 5,80    | 1     |       |
| Sinistra per la tua Provincia        | Giulio Silenzi                 | 85.143                         | 47,59 | 8.067                   | 5,15    | 1     |       |
| La Tua Provincia                     | Giulio Silenzi                 | 85.143                         | 47,59 | 5.608                   | 3,58    | 1     |       |
| Partito dei Comunisti Italiani       | Giulio Silenzi                 | 85.143                         | 47,59 | 4.690                   | 2,99    | 1     |       |
| Partito della Rifondazione Comunista | Giulio Silenzi                 | 85.143                         | 47,59 | 4.412                   | 2,82    | -     |       |
| Federazione dei Verdi                | Giulio Silenzi                 | 85.143                         | 47,59 | 2.176                   | 1,39    | -     |       |
| Comunità Democratica Marche          | Giulio Silenzi                 | 85.143                         | 47,59 | 1.838                   | 1,17    | -     |       |
| Seggio al candidato presidente       | Seggio al candidato presidente | Seggio al candidato presidente | 47,59 | 1                       |         |       |       |
|                                      | Tonino Quattrini               | 1.838                          | 1,09  | Fiamma Tricolore        | 1.703   | 1,09  | -     |
| Totale                               | Totale                         | 178.916                        |       |                         | 156.666 |       | 30    |

#### Provincia di Pesaro-Urbino
| Candidati                            | Candidati                  | Voti    | %     | Liste                        | Voti    | %     | Seggi |
| ------------------------------------ | -------------------------- | ------- | ----- | ---------------------------- | ------- | ----- | ----- |
|                                      | Matteo Ricci ✔️ Presidente | 114.584 | 52,05 | Partito Democratico          | 74.830  | 35,54 | 14    |
| Italia dei Valori                    | Matteo Ricci ✔️ Presidente | 114.584 | 52,05 | 12.439                       | 5,91    | 2     |       |
| Partito della Rifondazione Comunista | Matteo Ricci ✔️ Presidente | 114.584 | 52,05 | 8.184                        | 3,89    | 1     |       |
| Sinistra e Socialismo                | Matteo Ricci ✔️ Presidente | 114.584 | 52,05 | 5.608                        | 2,66    | 1     |       |
| Federazione dei Verdi                | Matteo Ricci ✔️ Presidente | 114.584 | 52,05 | 4.551                        | 2,16    | -     |       |
| Partito dei Comunisti Italiani       | Matteo Ricci ✔️ Presidente | 114.584 | 52,05 | 3.641                        | 1,73    | -     |       |
|                                      | Roberto Giannotti          | 60.294  | 27,39 | Il Popolo della Libertà      | 58.361  | 27,72 | 9     |
|                                      | Giorgio Cancellieri        | 20.459  | 9,29  | Lega Nord                    | 19.359  | 9,20  | 2     |
|                                      | Marcello Mei               | 11.130  | 5,06  | Unione di Centro             | 10.842  | 5,15  | 1     |
|                                      | Antonio Bresciani          | 5.585   | 2,54  | Bresciani Presidente         | 5.223   | 2,48  | -     |
|                                      | Giacomo Rossi              | 4.023   | 1,83  | La Destra - Fiamma Tricolore | 3.629   | 1,72  | -     |
|                                      | Fabrizio Dini              | 2.587   | 1,18  | Italia Centro                | 2.440   | 1,16  | -     |
|                                      | Davide Ditommaso           | 1.484   | 0,67  | Forza Nuova                  | 1.421   | 0,67  | -     |
| Totale                               | Totale                     | 220.146 |       |                              | 210.528 |       | 30    |

### Lazio

#### Provincia di Frosinone
| Candidati                                 | Candidati                                     | Voti                           | %     | Liste                                              | Voti    | %     | Seggi |
| ----------------------------------------- | --------------------------------------------- | ------------------------------ | ----- | -------------------------------------------------- | ------- | ----- | ----- |
|                                           | Antonello Iannarilli Accede al ballottaggio   | 131.978                        | 44,43 | Il Popolo della Libertà                            | 67.039  | 23,36 | 11    |
| Rialzati Ciociaria                        | Antonello Iannarilli Accede al ballottaggio   | 131.978                        | 44,43 | 26.599                                             | 9,27    | 4     |       |
| Movimento Cittadini e Associazioni Locali | Antonello Iannarilli Accede al ballottaggio   | 131.978                        | 44,43 | 9.023                                              | 3,14    | 1     |       |
| La Destra                                 | Antonello Iannarilli Accede al ballottaggio   | 131.978                        | 44,43 | 8.295                                              | 2,89    | 1     |       |
| Popolari UDEUR                            | Antonello Iannarilli Accede al ballottaggio   | 131.978                        | 44,43 | 7.659                                              | 2,67    | 1     |       |
| Lega Lazio                                | Antonello Iannarilli Accede al ballottaggio   | 131.978                        | 44,43 | 4.193                                              | 1,46    | -     |       |
| Movimento per le Autonomie                | Antonello Iannarilli Accede al ballottaggio   | 131.978                        | 44,43 | 1.972                                              | 0,69    | -     |       |
| Fiamma Tricolore                          | Antonello Iannarilli Accede al ballottaggio   | 131.978                        | 44,43 | 1.972                                              | 0,69    | -     |       |
| Azione Sociale                            | Antonello Iannarilli Accede al ballottaggio   | 131.978                        | 44,43 | 1.068                                              | 0,37    | -     |       |
|                                           | Gian Franco Schietroma Accede al ballottaggio | 115.886                        | 39,01 | Partito Democratico                                | 42.951  | 14,97 | 4     |
| Partito Socialista                        | Gian Franco Schietroma Accede al ballottaggio | 115.886                        | 39,01 | 20.418                                             | 7,12    | 2     |       |
| Italia dei Valori                         | Gian Franco Schietroma Accede al ballottaggio | 115.886                        | 39,01 | 14.066                                             | 4,90    | 1     |       |
| Con Schietroma Presidente per tutti       | Gian Franco Schietroma Accede al ballottaggio | 115.886                        | 39,01 | 12.985                                             | 4,53    | 1     |       |
| Sinistra Unita                            | Gian Franco Schietroma Accede al ballottaggio | 115.886                        | 39,01 | 7.193                                              | 2,51    | -     |       |
| Democratici Ciociari                      | Gian Franco Schietroma Accede al ballottaggio | 115.886                        | 39,01 | 6.185                                              | 2,16    | -     |       |
| Partito dei Comunisti Italiani            | Gian Franco Schietroma Accede al ballottaggio | 115.886                        | 39,01 | 5.856                                              | 2,04    | -     |       |
| Movimento Popolare per il Cittadino       | Gian Franco Schietroma Accede al ballottaggio | 115.886                        | 39,01 | 1.690                                              | 0,59    | -     |       |
| Tre Spighe                                | Gian Franco Schietroma Accede al ballottaggio | 115.886                        | 39,01 | 1.227                                              | 0,43    | -     |       |
| Seggio al candidato presidente            | Seggio al candidato presidente                | Seggio al candidato presidente | 39,01 | 1                                                  |         |       |       |
|                                           | Domenico Marzi                                | 38.130                         | 12,84 | Unione di Centro (A)                               | 19.180  | 6,68  | 2     |
| Marzi Presidente (B)                      | Domenico Marzi                                | 38.130                         | 12,84 | 8.524                                              | 2,97    | -     |       |
| Ribellati Ciociaria (C)                   | Domenico Marzi                                | 38.130                         | 12,84 | 6.239                                              | 2,17    | -     |       |
| Noi Giovani (D)                           | Domenico Marzi                                | 38.130                         | 12,84 | 2.216                                              | 0,77    | -     |       |
| Seggio al candidato presidente            | Seggio al candidato presidente                | Seggio al candidato presidente | 12,84 | 1                                                  |         |       |       |
|                                           | Ornella Carnevale                             | 5.495                          | 1,85  | Partito della Rifondazione Comunista               | 5.273   | 1,84  | -     |
|                                           | Paolo De Simone                               | 2.106                          | 0,71  | Rosso di Sera...                                   | 939     | 0,33  | -     |
| Nuova Sinistra Ciociara                   | Paolo De Simone                               | 2.106                          | 0,71  | 882                                                | 0,31    | -     |       |
|                                           | Antonio Pelagalli                             | 1.519                          | 0,51  | I Cittadini delle Culture e delle Colture d'Italia | 1.476   | 0,51  | -     |
|                                           | Luigi Sorge                                   | 1.211                          | 0,41  | Partito Comunista dei Lavoratori                   | 1.160   | 0,40  | -     |
|                                           | Aldo Carbone                                  | 708                            | 0,24  | Forza Roma                                         | 493     | 0,17  | -     |
| Viva l'Italia                             | Aldo Carbone                                  | 708                            | 0,24  | 157                                                | 0,05    | -     |       |
| Totale                                    | Totale                                        | 297.033                        |       |                                                    | 286.930 |       | 30    |

- Le liste contrassegnate con le lettere A, B, C e D sono apparentate al secondo turno con il candidato presidente Gian Franco Schietroma.

Ballottaggio
| Candidati | Candidati                          | Voti    | %      |
| --------- | ---------------------------------- | ------- | ------ |
|           | Antonello Iannarilli ✔️ Presidente | 116.119 | 51,81  |
|           | Gian Franco Schietroma             | 108.015 | 48,19  |
| Totale    | Totale                             | 224.134 | 100,00 |

#### Provincia di Latina
| Candidati                      | Candidati                      | Voti                           | %     | Liste                                       | Voti    | %     | Seggi |
| ------------------------------ | ------------------------------ | ------------------------------ | ----- | ------------------------------------------- | ------- | ----- | ----- |
|                                | Armando Cusani ✔️ Presidente   | 166.313                        | 56,33 | Il Popolo della Libertà                     | 98.522  | 34,82 | 13    |
| Unione di Centro               | Armando Cusani ✔️ Presidente   | 166.313                        | 56,33 | 24.067                                      | 8,51    | 3     |       |
| Lista per Cusani               | Armando Cusani ✔️ Presidente   | 166.313                        | 56,33 | 19.199                                      | 6,78    | 2     |       |
| Riformismo e Libertà - MpA     | Armando Cusani ✔️ Presidente   | 166.313                        | 56,33 | 6.687                                       | 2,36    | -     |       |
| Italia Condivisa               | Armando Cusani ✔️ Presidente   | 166.313                        | 56,33 | 5.714                                       | 2,02    | -     |       |
| Popolari UDEUR                 | Armando Cusani ✔️ Presidente   | 166.313                        | 56,33 | 3.253                                       | 1,15    | -     |       |
| Popolari Liberali              | Armando Cusani ✔️ Presidente   | 166.313                        | 56,33 | 2.244                                       | 0,79    | -     |       |
| Azione Sociale                 | Armando Cusani ✔️ Presidente   | 166.313                        | 56,33 | 2.096                                       | 0,76    | -     |       |
|                                | Maria Teresa Amici             | 73.296                         | 24,83 | Partito Democratico                         | 49.618  | 17,53 | 6     |
| Italia dei Valori              | Maria Teresa Amici             | 73.296                         | 24,83 | 13.102                                      | 4,63    | 1     |       |
| Sinistra Unita                 | Maria Teresa Amici             | 73.296                         | 24,83 | 4.368                                       | 1,54    | -     |       |
| Provincia Solidale             | Maria Teresa Amici             | 73.296                         | 24,83 | 4.016                                       | 1,42    | -     |       |
| Seggio al candidato presidente | Seggio al candidato presidente | Seggio al candidato presidente | 24,83 | 1                                           |         |       |       |
|                                | Umberto Macci                  | 25.113                         | 8,51  | Nuova Area                                  | 11.464  | 4,05  | 1     |
| Lista Macci                    | Umberto Macci                  | 25.113                         | 8,51  | 7.746                                       | 2,74    | -     |       |
| La Destra                      | Umberto Macci                  | 25.113                         | 8,51  | 2.878                                       | 1,02    | -     |       |
| Nuovo PSI                      | Umberto Macci                  | 25.113                         | 8,51  | 866                                         | 0,31    | -     |       |
| Seggio al candidato presidente | Seggio al candidato presidente | Seggio al candidato presidente | 8,51  | 1                                           |         |       |       |
|                                | Domenico Guidi                 | 19.099                         | 6,47  | Rifondazione Comunista - Comunisti Italiani | 7.865   | 2,78  | 1     |
| Provincia Futura               | Domenico Guidi                 | 19.099                         | 6,47  | 5.423                                       | 1,92    | -     |       |
| Partito Socialista             | Domenico Guidi                 | 19.099                         | 6,47  | 4.086                                       | 1,44    | -     |       |
| Seggio al candidato presidente | Seggio al candidato presidente | Seggio al candidato presidente | 6,47  | 1                                           |         |       |       |
|                                | Alberto Panzarini              | 4.752                          | 1,61  | Lega Lazio                                  | 4.213   | 1,49  | -     |
|                                | Luca Romagnoli                 | 2.133                          | 0,72  | Fiamma Tricolore                            | 1.910   | 0,67  | -     |
|                                | Ruggero Mantovani              | 1.768                          | 0,60  | Partito di Alternativa Comunista            | 1.574   | 0,56  | -     |
|                                | Rutilio Sermonti               | 1.405                          | 0,48  | Forza Nuova                                 | 1.151   | 0,41  | -     |
|                                | Antonio Ciano                  | 723                            | 0,24  | Partito del Sud                             | 346     | 0,12  | -     |
|                                | Andrea De Marchis              | 626                            | 0,21  | Lista Comunista                             | 561     | 0,20  | -     |
| Totale                         | Totale                         | 295.228                        |       |                                             | 282.969 |       | 30    |

#### Provincia di Rieti
| Candidati                                     | Candidati                             | Voti                           | %     | Liste                            | Voti   | %     | Seggi |
| --------------------------------------------- | ------------------------------------- | ------------------------------ | ----- | -------------------------------- | ------ | ----- | ----- |
|                                               | Felice Costini Accede al ballottaggio | 41.844                         | 45,37 | Il Popolo della Libertà          | 18.625 | 20,20 | 6     |
| Provincia Condivisa per il PdL                | Felice Costini Accede al ballottaggio | 41.844                         | 45,37 | 3.206                            | 3,48   | 1     |       |
| Nuova Idea                                    | Felice Costini Accede al ballottaggio | 41.844                         | 45,37 | 2.666                            | 2,89   | 1     |       |
| Federazione dei Cristiano Popolari            | Felice Costini Accede al ballottaggio | 41.844                         | 45,37 | 2.268                            | 2,46   | -     |       |
| Popolari UDEUR                                | Felice Costini Accede al ballottaggio | 41.844                         | 45,37 | 2.117                            | 2,30   | -     |       |
| Civitas Belloni Ianni                         | Felice Costini Accede al ballottaggio | 41.844                         | 45,37 | 1.963                            | 2,13   | -     |       |
| Provincia Produttiva                          | Felice Costini Accede al ballottaggio | 41.844                         | 45,37 | 1.847                            | 2,00   | -     |       |
| Fiamma Tricolore                              | Felice Costini Accede al ballottaggio | 41.844                         | 45,37 | 1.612                            | 1,75   | -     |       |
| Popolari Liberali                             | Felice Costini Accede al ballottaggio | 41.844                         | 45,37 | 1.569                            | 1,70   | -     |       |
| Solidarietà e Sviluppo - Democrazia Cristiana | Felice Costini Accede al ballottaggio | 41.844                         | 45,37 | 1.226                            | 1,33   | -     |       |
| Il Popolo della Vita                          | Felice Costini Accede al ballottaggio | 41.844                         | 45,37 | 974                              | 1,06   | -     |       |
| Rete Liberale                                 | Felice Costini Accede al ballottaggio | 41.844                         | 45,37 | 919                              | 1,00   | -     |       |
| Movimento per l'Italia                        | Felice Costini Accede al ballottaggio | 41.844                         | 45,37 | 865                              | 0,94   | -     |       |
| Per la Mia Terra                              | Felice Costini Accede al ballottaggio | 41.844                         | 45,37 | 795                              | 0,86   | -     |       |
| Partito Repubblicano Italiano                 | Felice Costini Accede al ballottaggio | 41.844                         | 45,37 | 690                              | 0,75   | -     |       |
| Alleanza di Centro                            | Felice Costini Accede al ballottaggio | 41.844                         | 45,37 | 489                              | 0,53   | -     |       |
| Seggio al candidato presidente                | Seggio al candidato presidente        | Seggio al candidato presidente | 45,37 | 1                                |        |       |       |
|                                               | Fabio Melilli Accede al ballottaggio  | 40.935                         | 44,38 | Partito Democratico              | 15.359 | 16,66 | 7     |
| Partito Socialista                            | Fabio Melilli Accede al ballottaggio  | 40.935                         | 44,38 | 3.855                            | 4,18   | 1     |       |
| Rifondazione Comunista - Comunisti Italiani   | Fabio Melilli Accede al ballottaggio  | 40.935                         | 44,38 | 3.411                            | 3,70   | 1     |       |
| Italia dei Valori                             | Fabio Melilli Accede al ballottaggio  | 40.935                         | 44,38 | 3.316                            | 3,60   | 1     |       |
| Comunità e Territorio                         | Fabio Melilli Accede al ballottaggio  | 40.935                         | 44,38 | 3.250                            | 3,52   | 1     |       |
| Moderati per Melilli Presidente               | Fabio Melilli Accede al ballottaggio  | 40.935                         | 44,38 | 2.805                            | 3,04   | 1     |       |
| Sinistra Unita                                | Fabio Melilli Accede al ballottaggio  | 40.935                         | 44,38 | 2.737                            | 2,97   | 1     |       |
| Alleanza per Melilli Presidente               | Fabio Melilli Accede al ballottaggio  | 40.935                         | 44,38 | 2.061                            | 2,23   | 1     |       |
| Al Centro della Provincia                     | Fabio Melilli Accede al ballottaggio  | 40.935                         | 44,38 | 1.922                            | 2,08   | -     |       |
| Insieme per lo Sviluppo                       | Fabio Melilli Accede al ballottaggio  | 40.935                         | 44,38 | 1.024                            | 1,11   | -     |       |
| Giovani Idee                                  | Fabio Melilli Accede al ballottaggio  | 40.935                         | 44,38 | 949                              | 1,03   | -     |       |
| Partito Socialista Democratico Italiano       | Fabio Melilli Accede al ballottaggio  | 40.935                         | 44,38 | 246                              | 0,27   | -     |       |
|                                               | Giosuè Calabrese                      | 5.698                          | 6,18  | Unione di Centro                 | 2.870  | 3,11  | -     |
| Lista Calabrese                               | Giosuè Calabrese                      | 5.698                          | 6,18  | 2.828                            | 3,07   | -     |       |
| Seggio al candidato presidente                | Seggio al candidato presidente        | Seggio al candidato presidente | 6,18  | 1                                |        |       |       |
|                                               | Vittore Antonini                      | 2.447                          | 2,65  | La Destra (A)                    | 2.447  | 2,65  | -     |
|                                               | Francesco Petruccioli                 | 495                            | 0,54  | Sinistra Critica                 | 495    | 0,54  | -     |
|                                               | Fabio Cacciamani                      | 422                            | 0,46  | Partito Comunista dei Lavoratori | 422    | 0,46  | -     |
|                                               | Ernesto Iacoboni                      | 389                            | 0,42  | La Rosa Bianca (B)               | 389    | 0,42  | -     |
| Totale                                        | Totale                                | 92.230                         |       |                                  | 92.217 |       | 24    |

- La lista contrassegnata con la lettera A è apparentata al secondo turno con il candidato presidente Felice Costini.
- La lista contrassegnata con la lettera B è apparentata al secondo turno con il candidato presidente Fabio Melilli.

Ballottaggio
| Candidati | Candidati                   | Voti   | %      |
| --------- | --------------------------- | ------ | ------ |
|           | Fabio Melilli ✔️ Presidente | 40.153 | 53,07  |
|           | Felice Costini              | 35.503 | 46,93  |
| Totale    | Totale                      | 75.656 | 100,00 |

### Abruzzo

#### Provincia di Chieti
| Candidati                      | Candidati                              | Voti                           | %     | Liste                                       | Voti    | %     | Seggi |
| ------------------------------ | -------------------------------------- | ------------------------------ | ----- | ------------------------------------------- | ------- | ----- | ----- |
|                                | Enrico Di Giuseppantonio ✔️ Presidente | 117.748                        | 55,70 | Il Popolo della Libertà                     | 53.424  | 26,33 | 10    |
| Unione di Centro               | Enrico Di Giuseppantonio ✔️ Presidente | 117.748                        | 55,70 | 21.277                                      | 10,49   | 3     |       |
| Alleanza                       | Enrico Di Giuseppantonio ✔️ Presidente | 117.748                        | 55,70 | 13.978                                      | 6,89    | 2     |       |
| Theatina per la Libertà        | Enrico Di Giuseppantonio ✔️ Presidente | 117.748                        | 55,70 | 9.479                                       | 4,67    | 1     |       |
| Movimento per le Autonomie     | Enrico Di Giuseppantonio ✔️ Presidente | 117.748                        | 55,70 | 7.516                                       | 3,70    | 1     |       |
| Costituente di Centro          | Enrico Di Giuseppantonio ✔️ Presidente | 117.748                        | 55,70 | 5.877                                       | 2,90    | 1     |       |
| Lega Nord                      | Enrico Di Giuseppantonio ✔️ Presidente | 117.748                        | 55,70 | 2.243                                       | 1,11    | -     |       |
|                                | Tommaso Coletti                        | 73.122                         | 34,59 | Partito Democratico                         | 36.375  | 17,93 | 6     |
| Italia dei Valori              | Tommaso Coletti                        | 73.122                         | 34,59 | 22.563                                      | 11,12   | 3     |       |
| Sinistra e Libertà             | Tommaso Coletti                        | 73.122                         | 34,59 | 6.438                                       | 3,17    | 1     |       |
| Democratici per l'Abruzzo      | Tommaso Coletti                        | 73.122                         | 34,59 | 4.157                                       | 2,05    | -     |       |
| Seggio al candidato presidente | Seggio al candidato presidente         | Seggio al candidato presidente | 34,59 | 1                                           |         |       |       |
|                                | Angelo Orlando                         | 7.250                          | 3,43  | Rifondazione Comunista - Comunisti Italiani | 6.993   | 3,45  | 1     |
|                                | Bruno Di Paolo                         | 6.262                          | 2,96  | Giustizia Sociale                           | 5.870   | 2,89  | -     |
|                                | Anna Maria Rita Guarracino             | 2.661                          | 1,26  | La Destra                                   | 2.571   | 1,27  | -     |
|                                | Lucio Zappacosta                       | 1.390                          | 0,66  | Forza Nuova                                 | 1.328   | 0,65  | -     |
|                                | Ottaviano Scipione                     | 1.218                          | 0,58  | Partito Comunista dei Lavoratori            | 1.116   | 0,55  | -     |
|                                | Salvatore Marino                       | 1.030                          | 0,49  | Movimento Sociale Italiano                  | 1.020   | 0,50  | -     |
|                                | Angelo Di Prospero                     | 697                            | 0,33  | Il Bene Comune d'Abruzzo                    | 649     | 0,32  | -     |
| Totale                         | Totale                                 | 211.378                        |       |                                             | 202.874 |       | 30    |

#### Provincia di Pescara
| Candidati                         | Candidati                      | Voti                           | %     | Liste                                | Voti    | %     | Seggi |
| --------------------------------- | ------------------------------ | ------------------------------ | ----- | ------------------------------------ | ------- | ----- | ----- |
|                                   | Guerino Testa ✔️ Presidente    | 91.247                         | 53,30 | Il Popolo della Libertà              | 50.796  | 31,39 | 10    |
| Rialzati Abruzzo - Pescara Futura | Guerino Testa ✔️ Presidente    | 91.247                         | 53,30 | 16.494                               | 10,19   | 3     |       |
| Unione di Centro                  | Guerino Testa ✔️ Presidente    | 91.247                         | 53,30 | 9.275                                | 5,73    | 1     |       |
| Provincia Protagonista            | Guerino Testa ✔️ Presidente    | 91.247                         | 53,30 | 3.734                                | 2,31    | -     |       |
| Movimento per le Autonomie        | Guerino Testa ✔️ Presidente    | 91.247                         | 53,30 | 3.510                                | 2,17    | -     |       |
| Lega Nord                         | Guerino Testa ✔️ Presidente    | 91.247                         | 53,30 | 1.511                                | 0,93    | -     |       |
| Innovazione in Provincia          | Guerino Testa ✔️ Presidente    | 91.247                         | 53,30 | 775                                  | 0,48    | -     |       |
| Liberalsocialisti                 | Guerino Testa ✔️ Presidente    | 91.247                         | 53,30 | 544                                  | 0,34    | -     |       |
|                                   | Antonella Allegrino            | 71.003                         | 41,48 | Partito Democratico                  | 38.328  | 23,69 | 6     |
| Italia dei Valori                 | Antonella Allegrino            | 71.003                         | 41,48 | 20.832                               | 12,87   | 3     |       |
| La Sinistra (SD - Verdi - PdCI)   | Antonella Allegrino            | 71.003                         | 41,48 | 5.045                                | 3,12    | -     |       |
| Patto Riformista                  | Antonella Allegrino            | 71.003                         | 41,48 | 2.496                                | 1,54    | -     |       |
| Seggio al candidato presidente    | Seggio al candidato presidente | Seggio al candidato presidente | 41,48 | 1                                    |         |       |       |
|                                   | Sandro Di Minco                | 6.972                          | 4,07  | Partito della Rifondazione Comunista | 6.675   | 4,13  | -     |
|                                   | Giovanni Ciasullo              | 1.053                          | 0,62  | La Destra                            | 932     | 0,58  | -     |
|                                   | Marco Aurelio Forconi          | 918                            | 0,54  | Forza Nuova                          | 861     | 0,53  | -     |
| Totale                            | Totale                         | 171.193                        |       |                                      | 161.808 |       | 24    |

#### Provincia di Teramo
| Candidati                            | Candidati                      | Voti                           | %     | Liste                   | Voti    | %     | Seggi |
| ------------------------------------ | ------------------------------ | ------------------------------ | ----- | ----------------------- | ------- | ----- | ----- |
|                                      | Valter Catarra ✔️ Presidente   | 85.990                         | 50,02 | Il Popolo della Libertà | 49.406  | 29,61 | 10    |
| Al Centro per Catarra Presidente     | Valter Catarra ✔️ Presidente   | 85.990                         | 50,02 | 10.638                  | 6,38    | 2     |       |
| Unione di Centro                     | Valter Catarra ✔️ Presidente   | 85.990                         | 50,02 | 9.568                   | 5,73    | 1     |       |
| Liberalsocialisti                    | Valter Catarra ✔️ Presidente   | 85.990                         | 50,02 | 5.904                   | 3,54    | 1     |       |
| Movimento per le Autonomie           | Valter Catarra ✔️ Presidente   | 85.990                         | 50,02 | 3.892                   | 2,33    | -     |       |
| Popolari UDEUR                       | Valter Catarra ✔️ Presidente   | 85.990                         | 50,02 |                         | 1,33    | -     |       |
| Lega Nord                            | Valter Catarra ✔️ Presidente   | 85.990                         | 50,02 | 2.211                   | 1,33    | -     |       |
|                                      | Ernino D'Agostino              | 83.113                         | 48,34 | Partito Democratico     | 38.518  | 23,09 | 5     |
| Italia dei Valori                    | Ernino D'Agostino              | 83.113                         | 48,34 | 14.925                  | 8,95    | 2     |       |
| Sinistra e Libertà                   | Ernino D'Agostino              | 83.113                         | 48,34 | 7.747                   | 4,64    | 1     |       |
| D'Agostino Presidente                | Ernino D'Agostino              | 83.113                         | 48,34 | 7.498                   | 4,49    | 1     |       |
| Partito della Rifondazione Comunista | Ernino D'Agostino              | 83.113                         | 48,34 | 6.538                   | 3,92    | -     |       |
| Partito dei Comunisti Italiani       | Ernino D'Agostino              | 83.113                         | 48,34 | 5.123                   | 3,07    | -     |       |
| Seggio al candidato presidente       | Seggio al candidato presidente | Seggio al candidato presidente | 48,34 | 1                       |         |       |       |
|                                      | Emanuela Di Giacinto           | 2.821                          | 1,64  | La Destra               | 2.660   | 1,56  | -     |
| Totale                               | Totale                         | 171.924                        |       |                         | 166.839 |       | 24    |

### Molise

#### Provincia di Isernia
Template:Elezioni
| Candidati                                   | Candidati                      | Voti                           | %     | Liste                              | Voti   | %     | Seggi |
| ------------------------------------------- | ------------------------------ | ------------------------------ | ----- | ---------------------------------- | ------ | ----- | ----- |
|                                             | Luigi MazzutoTemplate:Esito    | 35.541                         | 64,35 | Il Popolo della Libertà            | 8.775  | 16,58 | 5     |
| Alleanza per il Molise                      | Luigi MazzutoTemplate:Esito    | 35.541                         | 64,35 | 4.605                              | 8,70   | 2     |       |
| Progetto Molise                             | Luigi MazzutoTemplate:Esito    | 35.541                         | 64,35 | 4.244                              | 8,02   | 2     |       |
| Provincia Protagonista                      | Luigi MazzutoTemplate:Esito    | 35.541                         | 64,35 | 3.910                              | 7,39   | 2     |       |
| Alleanza di Centro                          | Luigi MazzutoTemplate:Esito    | 35.541                         | 64,35 | 3.417                              | 6,46   | 2     |       |
| Unione di Centro                            | Luigi MazzutoTemplate:Esito    | 35.541                         | 64,35 | 3.395                              | 6,42   | 2     |       |
| Molise Civile                               | Luigi MazzutoTemplate:Esito    | 35.541                         | 64,35 | 3.075                              | 5,81   | 1     |       |
| Popolari UDEUR                              | Luigi MazzutoTemplate:Esito    | 35.541                         | 64,35 | 2.823                              | 5,34   | 1     |       |
| Partito Pensionati                          | Luigi MazzutoTemplate:Esito    | 35.541                         | 64,35 | 472                                | 0,82   | -     |       |
|                                             | Antonio Sorbo                  | 9.934                          | 17,99 | Partito Democratico                | 4.830  | 9,13  | 2     |
| Sinistra e Libertà                          | Antonio Sorbo                  | 9.934                          | 17,99 | 3.635                              | 6,87   | 1     |       |
| Rifondazione Comunista - Comunisti Italiani | Antonio Sorbo                  | 9.934                          | 17,99 | 676                                | 1,28   | -     |       |
| Seggio al candidato presidente              | Seggio al candidato presidente | Seggio al candidato presidente | 17,99 | 1                                  |        |       |       |
|                                             | Cosmo Tedeschi                 | 5.735                          | 10,38 | Italia dei Valori                  | 5.441  | 10,28 | 2     |
|                                             | Giovancarmine Mancini          | 2.585                          | 4,68  | La Destra - Alleanza per il Futuro | 1.438  | 2,72  | -     |
| Provincia Libera                            | Giovancarmine Mancini          | 2.585                          | 4,68  | 841                                | 1,59   | -     |       |
| Seggio al candidato presidente              | Seggio al candidato presidente | Seggio al candidato presidente | 4,68  | 1                                  |        |       |       |
|                                             | Alfredo D'Ambrosio             | 1.432                          | 2,59  | Iniziativa Democratica             | 1.337  | 2,53  | -     |
| Totale                                      | Totale                         | 55.227                         |       |                                    | 52.914 |       | 24    |

Template:-

### Campania

#### Provincia di Avellino
Template:Elezioni
| Candidati                                                      | Candidati                      | Voti                           | %     | Liste                                     | Voti    | %     | Seggi |
| -------------------------------------------------------------- | ------------------------------ | ------------------------------ | ----- | ----------------------------------------- | ------- | ----- | ----- |
|                                                                | Cosimo SibiliaTemplate:Esito   | 153.627                        | 57,95 | Il Popolo della Libertà                   | 40.511  | 15,70 | 5     |
| Unione di Centro                                               | Cosimo SibiliaTemplate:Esito   | 153.627                        | 57,95 | 34.341                                    | 13,30   | 5     |       |
| Patto Popolare per l'Irpinia                                   | Cosimo SibiliaTemplate:Esito   | 153.627                        | 57,95 | 18.677                                    | 7,24    | 2     |       |
| Alleanza di Centro                                             | Cosimo SibiliaTemplate:Esito   | 153.627                        | 57,95 | 14.256                                    | 5,52    | 2     |       |
| Movimento per le Autonomie                                     | Cosimo SibiliaTemplate:Esito   | 153.627                        | 57,95 | 13.643                                    | 5,29    | 2     |       |
| Merito e Libertà                                               | Cosimo SibiliaTemplate:Esito   | 153.627                        | 57,95 | 9.343                                     | 3,62    | 1     |       |
| Popolari UDEUR                                                 | Cosimo SibiliaTemplate:Esito   | 153.627                        | 57,95 | 7.564                                     | 2,93    | 1     |       |
| La Destra                                                      | Cosimo SibiliaTemplate:Esito   | 153.627                        | 57,95 | 4.288                                     | 1,66    | -     |       |
| Nuovo PSI                                                      | Cosimo SibiliaTemplate:Esito   | 153.627                        | 57,95 | 2.953                                     | 1,14    | -     |       |
| Italiani nel Mondo                                             | Cosimo SibiliaTemplate:Esito   | 153.627                        | 57,95 | 2.446                                     | 0,95    | -     |       |
| Nuova Italia                                                   | Cosimo SibiliaTemplate:Esito   | 153.627                        | 57,95 | 1.914                                     | 0,74    | -     |       |
| Partito Repubblicano Italiano                                  | Cosimo SibiliaTemplate:Esito   | 153.627                        | 57,95 | 686                                       | 0,27    | -     |       |
|                                                                | Alberta De Simone              | 88.390                         | 33,34 | Partito Democratico                       | 44.505  | 17,24 | 7     |
| Italia dei Valori                                              | Alberta De Simone              | 88.390                         | 33,34 | 10.433                                    | 4,04    | 1     |       |
| Democratici per l'Irpinia                                      | Alberta De Simone              | 88.390                         | 33,34 | 9.450                                     | 3,66    | 1     |       |
| La Sinistra che Unisce (MpS - Verdi - Socialisti Irpini - UlS) | Alberta De Simone              | 88.390                         | 33,34 | 6.321                                     | 2,45    | -     |       |
| Italia Popolare                                                | Alberta De Simone              | 88.390                         | 33,34 | 5.982                                     | 2,32    | -     |       |
| Patto Ecologista Riformista per l'Irpinia                      | Alberta De Simone              | 88.390                         | 33,34 | 4.597                                     | 1,78    | -     |       |
| Cristiano Sociali per l'Irpinia                                | Alberta De Simone              | 88.390                         | 33,34 | 3.182                                     | 1,23    | -     |       |
| Pensionati per l'Irpinia                                       | Alberta De Simone              | 88.390                         | 33,34 | 1.054                                     | 0,41    | -     |       |
| Seggio al candidato presidente                                 | Seggio al candidato presidente | Seggio al candidato presidente | 33,34 | 1                                         |         |       |       |
|                                                                | Amalio Santoro                 | 18.800                         | 7,09  | Sinistra Democratica                      | 8.363   | 3,24  | 1     |
| Rifondazione Comunista - Comunisti Italiani                    | Amalio Santoro                 | 18.800                         | 7,09  | 5.602                                     | 2,17    | -     |       |
| Centrosinistra Alternativo                                     | Amalio Santoro                 | 18.800                         | 7,09  | 4.019                                     | 1,56    | -     |       |
| Seggio al candidato presidente                                 | Seggio al candidato presidente | Seggio al candidato presidente | 7,09  | 1                                         |         |       |       |
|                                                                | Antonio D'Avanzo               | 2.563                          | 0,97  | Democrazia Cristiana                      | 2.405   | 0,93  | -     |
|                                                                | Saverio Galeotalanza           | 913                            | 0,34  | Forza Nuova - MSI - Pensionati e Invalidi | 837     | 0,32  | -     |
|                                                                | Benedetto Colucci              | 808                            | 0,30  | Partito Comunista dei Lavoratori          | 742     | 0,29  | -     |
| Totale                                                         | Totale                         | 265.101                        |       |                                           | 258.114 |       | 30    |

Template:-

#### Provincia di Napoli
Template:Elezioni
| Candidati                      | Candidati                      | Voti                           | %     | Liste                                         | Voti      | %     | Seggi |
| ------------------------------ | ------------------------------ | ------------------------------ | ----- | --------------------------------------------- | --------- | ----- | ----- |
|                                | Luigi CesaroTemplate:Esito     | 807.450                        | 58,26 | Il Popolo della Libertà                       | 334.236   | 24,82 | 14    |
| Unione di Centro               | Luigi CesaroTemplate:Esito     | 807.450                        | 58,26 | 96.877                                        | 7,19      | 4     |       |
| Cesaro Presidente              | Luigi CesaroTemplate:Esito     | 807.450                        | 58,26 | 68.625                                        | 5,10      | 3     |       |
| Movimento per le Autonomie     | Luigi CesaroTemplate:Esito     | 807.450                        | 58,26 | 60.657                                        | 4,50      | 2     |       |
| Nuovo PSI                      | Luigi CesaroTemplate:Esito     | 807.450                        | 58,26 | 35.317                                        | 2,62      | 1     |       |
| Popolari UDEUR                 | Luigi CesaroTemplate:Esito     | 807.450                        | 58,26 | 33.720                                        | 2,50      | 1     |       |
| Centro per la Libertà          | Luigi CesaroTemplate:Esito     | 807.450                        | 58,26 | 30.126                                        | 2,24      | 1     |       |
| Alleanza di Centro             | Luigi CesaroTemplate:Esito     | 807.450                        | 58,26 | 28.151                                        | 2,09      | 1     |       |
| Italiani nel Mondo             | Luigi CesaroTemplate:Esito     | 807.450                        | 58,26 | 23.083                                        | 1,71      | 1     |       |
| Democrazia Cristiana           | Luigi CesaroTemplate:Esito     | 807.450                        | 58,26 | 22.791                                        | 1,69      | -     |       |
| La Destra                      | Luigi CesaroTemplate:Esito     | 807.450                        | 58,26 | 21.677                                        | 1,61      | -     |       |
| Alleanza Democratica           | Luigi CesaroTemplate:Esito     | 807.450                        | 58,26 | 16.674                                        | 1,24      | -     |       |
| Partito Repubblicano Italiano  | Luigi CesaroTemplate:Esito     | 807.450                        | 58,26 | 11.164                                        | 0,83      | -     |       |
| Partito Pensionati             | Luigi CesaroTemplate:Esito     | 807.450                        | 58,26 | 8.287                                         | 0,62      | -     |       |
|                                | Luigi Nicolais                 | 487.549                        | 35,18 | Partito Democratico                           | 258.073   | 19,16 | 9     |
| Italia dei Valori              | Luigi Nicolais                 | 487.549                        | 35,18 | 100.419                                       | 7,46      | 3     |       |
| Sinistra e Libertà             | Luigi Nicolais                 | 487.549                        | 35,18 | 57.923                                        | 4,30      | 2     |       |
| Lista Nicolais Presidente      | Luigi Nicolais                 | 487.549                        | 35,18 | 34.541                                        | 2,56      | 1     |       |
| L'Altro Sud                    | Luigi Nicolais                 | 487.549                        | 35,18 | 4.199                                         | 0,31      | -     |       |
| Seggio al candidato presidente | Seggio al candidato presidente | Seggio al candidato presidente | 35,18 | 1                                             |           |       |       |
|                                | Tommaso Sodano                 | 44.497                         | 3,21  | Rifondazione Comunista - Comunisti Italiani   | 35.152    | 2,61  | -     |
| Diritti @ Sinistra             | Tommaso Sodano                 | 44.497                         | 3,21  | 6.171                                         | 0,46      | -     |       |
| Seggio al candidato presidente | Seggio al candidato presidente | Seggio al candidato presidente | 3,21  | 1                                             |           |       |       |
|                                | Carmine Capuano                | 13.808                         | 1,00  | Socialisti Democratici                        | 13.042    | 0,97  | -     |
|                                | Domenico Savio                 | 7.874                          | 0,57  | Partito Comunista Italiano Marxista-Leninista | 7.507     | 0,56  | -     |
|                                | Giovanni Garofalo              | 5.068                          | 0,37  | Federalismo è Libertà                         | 4.842     | 0,36  | -     |
|                                | Raffaele Bruno                 | 4.778                          | 0,34  | Movimento Idea Sociale                        | 4.636     | 0,34  | -     |
|                                | Rocco D'Amore                  | 3.182                          | 0,23  | Partito Comunista dei Lavoratori              | 3.153     | 0,23  | -     |
|                                | Alberto Trama                  | 2.705                          | 0,20  | Sinistra Critica                              | 2.544     | 0,19  | -     |
|                                | Anna Tronco                    | 2.234                          | 0,16  | Preservativi Gratis                           | 1.509     | 0,11  | -     |
|                                | Gianfranco Vestuto             | 2.029                          | 0,15  | Lega Sud Ausonia                              | 1.951     | 0,14  | -     |
|                                | Orlando Dicè                   | 1.780                          | 0,13  | Insorgenza Civile                             | 1.666     | 0,12  | -     |
|                                | Giuseppe Cirillo               | 1.552                          | 0,11  | Partito Impotenti Esistenziali                | 1.567     | 0,12  | -     |
|                                | Fabio D'Aliesio                | 1.493                          | 0,11  | Lista Comunista                               | 1.591     | 0,12  | -     |
| Totale                         | Totale                         | 1.385.999                      |       |                                               | 1.346.713 |       | 45    |

Template:-

#### Provincia di Salerno
Template:Elezioni
| Candidati                                   | Candidati                      | Voti                           | %     | Liste                            | Voti    | %     | Seggi |
| ------------------------------------------- | ------------------------------ | ------------------------------ | ----- | -------------------------------- | ------- | ----- | ----- |
|                                             | Edmondo CirielliTemplate:Esito | 352.369                        | 55,61 | Il Popolo della Libertà          | 102.369 | 16,42 | 8     |
| Unione di Centro                            | Edmondo CirielliTemplate:Esito | 352.369                        | 55,61 | 38.611                           | 6,11    | 3     |       |
| Forza Provincia                             | Edmondo CirielliTemplate:Esito | 352.369                        | 55,61 | 38.608                           | 6,20    | 3     |       |
| Alleanza per Cirielli                       | Edmondo CirielliTemplate:Esito | 352.369                        | 55,61 | 34.806                           | 5,59    | 2     |       |
| Movimento per le Autonomie                  | Edmondo CirielliTemplate:Esito | 352.369                        | 55,61 | 25.157                           | 4,04    | 2     |       |
| Popolari UDEUR                              | Edmondo CirielliTemplate:Esito | 352.369                        | 55,61 | 23.612                           | 3,79    | 1     |       |
| Nuovo PSI                                   | Edmondo CirielliTemplate:Esito | 352.369                        | 55,61 | 13.690                           | 2,20    | 1     |       |
| Democrazia Federalista                      | Edmondo CirielliTemplate:Esito | 352.369                        | 55,61 | 13.606                           | 2,19    | 1     |       |
| Alleanza di Centro                          | Edmondo CirielliTemplate:Esito | 352.369                        | 55,61 | 13.486                           | 2,17    | 1     |       |
| Democrazia Cristiana                        | Edmondo CirielliTemplate:Esito | 352.369                        | 55,61 | 11.456                           | 1,84    | -     |       |
| Alleanza per le Libertà                     | Edmondo CirielliTemplate:Esito | 352.369                        | 55,61 | 11.089                           | 1,78    | -     |       |
| Centro per la Libertà                       | Edmondo CirielliTemplate:Esito | 352.369                        | 55,61 | 6.351                            | 1,02    | -     |       |
| Azione Sociale                              | Edmondo CirielliTemplate:Esito | 352.369                        | 55,61 | 5.130                            | 0,82    | -     |       |
| Movimento per l'Italia                      | Edmondo CirielliTemplate:Esito | 352.369                        | 55,61 | 4.960                            | 0,80    | -     |       |
| La Destra - Fiamma Tricolore                | Edmondo CirielliTemplate:Esito | 352.369                        | 55,61 | 3.510                            | 0,56    | -     |       |
| M.E.D.A.                                    | Edmondo CirielliTemplate:Esito | 352.369                        | 55,61 | 905                              | 0,15    | -     |       |
| Lega Sud Ausonia                            | Edmondo CirielliTemplate:Esito | 352.369                        | 55,61 | 827                              | 0,13    | -     |       |
|                                             | Angelo Villani                 | 277.700                        | 43,83 | Partito Democratico              | 101.894 | 16,37 | 6     |
| Villani Presidente                          | Angelo Villani                 | 277.700                        | 43,83 | 39.775                           | 6,39    | 2     |       |
| Italia dei Valori                           | Angelo Villani                 | 277.700                        | 43,83 | 30.865                           | 4,96    | 2     |       |
| Partito Socialista                          | Angelo Villani                 | 277.700                        | 43,83 | 26.966                           | 4,33    | 1     |       |
| Rifondazione Comunista - Comunisti Italiani | Angelo Villani                 | 277.700                        | 43,83 | 19.411                           | 3,12    | 1     |       |
| Sinistra per la Provincia                   | Angelo Villani                 | 277.700                        | 43,83 | 15.921                           | 2,56    | 1     |       |
| Liberal Democratici                         | Angelo Villani                 | 277.700                        | 43,83 | 12.818                           | 2,06    | -     |       |
| Popolari - Villani Presidente               | Angelo Villani                 | 277.700                        | 43,83 | 9.455                            | 1,52    | -     |       |
| Federazione dei Verdi                       | Angelo Villani                 | 277.700                        | 43,83 | 8.257                            | 1,33    | -     |       |
| Giovani con Villani Presidente              | Angelo Villani                 | 277.700                        | 43,83 | 5.649                            | 0,91    | -     |       |
| Seggio al candidato presidente              | Seggio al candidato presidente | Seggio al candidato presidente | 43,83 | 1                                |         |       |       |
|                                             | Valerio Torre                  | 1.984                          | 0,31  | Partito di Alternativa Comunista | 1.949   | 0,31  | -     |
|                                             | Antonella Buono                |                                | 0,24  | Il Sole d'Italia - altri         | 1.355   | 0,22  | -     |
| Totale                                      | Totale                         | 633.589                        |       |                                  | 622.488 |       | 36    |

Template:-

### Puglia

#### Provincia di Bari
Template:Elezioni
| Candidati                                   | Candidati                          | Voti                           | %     | Liste                   | Voti    | %     | Seggi |
| ------------------------------------------- | ---------------------------------- | ------------------------------ | ----- | ----------------------- | ------- | ----- | ----- |
|                                             | Francesco SchittulliTemplate:Esito | 336.122                        | 50,51 | Il Popolo della Libertà | 158.196 | 25,01 | 13    |
| Schittulli Presidente                       | Francesco SchittulliTemplate:Esito | 336.122                        | 50,51 | 59.987                  | 9,48    | 5     |       |
| La Puglia Prima di Tutto                    | Francesco SchittulliTemplate:Esito | 336.122                        | 50,51 | 40.193                  | 6,35    | 3     |       |
| Movimento per le Autonomie                  | Francesco SchittulliTemplate:Esito | 336.122                        | 50,51 | 16.704                  | 2,64    | 1     |       |
| Alleanza di Centro                          | Francesco SchittulliTemplate:Esito | 336.122                        | 50,51 | 11.581                  | 1,83    | -     |       |
| Popolari Liberali                           | Francesco SchittulliTemplate:Esito | 336.122                        | 50,51 | 10.890                  | 1,72    | -     |       |
| La Destra                                   | Francesco SchittulliTemplate:Esito | 336.122                        | 50,51 | 6.392                   | 1,01    | -     |       |
| Nuovo PSI                                   | Francesco SchittulliTemplate:Esito | 336.122                        | 50,51 | 5.744                   | 0,91    | -     |       |
| PSDI - UDEUR - I Socialisti                 | Francesco SchittulliTemplate:Esito | 336.122                        | 50,51 | 4.283                   | 0,68    | -     |       |
| Democratici Popolari e Cristiani            | Francesco SchittulliTemplate:Esito | 336.122                        | 50,51 | 3.867                   | 0,61    | -     |       |
| Alleanza per le Libertà                     | Francesco SchittulliTemplate:Esito | 336.122                        | 50,51 | 11.089                  | 1,78    | -     |       |
| Euro Liberali - Partito Liberale            | Francesco SchittulliTemplate:Esito | 336.122                        | 50,51 | 1.551                   | 0,25    | -     |       |
| Lega Meridionale                            | Francesco SchittulliTemplate:Esito | 336.122                        | 50,51 | 1.128                   | 0,18    | -     |       |
|                                             | Vincenzo Divella                   | 294.382                        | 44,24 | Partito Democratico     | 123.641 | 19,55 | 6     |
| Italia dei Valori                           | Vincenzo Divella                   | 294.382                        | 44,24 | 44.462                  | 7,03    | 2     |       |
| Sinistra per la Provincia                   | Vincenzo Divella                   | 294.382                        | 44,24 | 37.553                  | 5,94    | 2     |       |
| Primavera in Movimento                      | Vincenzo Divella                   | 294.382                        | 44,24 | 36.504                  | 5,77    | 2     |       |
| Rifondazione Comunista - Comunisti Italiani | Vincenzo Divella                   | 294.382                        | 44,24 | 15.996                  | 2,53    | -     |       |
| Federazione dei Verdi                       | Vincenzo Divella                   | 294.382                        | 44,24 | 10.385                  | 1,64    | -     |       |
| Realtà Pugliese                             | Vincenzo Divella                   | 294.382                        | 44,24 | 7.683                   | 1,21    | -     |       |
| Pensionati Invalidi                         | Vincenzo Divella                   | 294.382                        | 44,24 | 2.876                   | 0,45    | -     |       |
| Seggio al candidato presidente              | Seggio al candidato presidente     | Seggio al candidato presidente | 44,24 | 1                       |         |       |       |
|                                             | Giuseppe Rana                      | 34.889                         | 5,24  | Unione di Centro        | 29.533  | 4,67  | -     |
| Io Sud                                      | Giuseppe Rana                      | 34.889                         | 5,24  | 3.317                   | 0,52    | -     |       |
| Seggio al candidato presidente              | Seggio al candidato presidente     | Seggio al candidato presidente | 5,24  | 1                       |         |       |       |
| Totale                                      | Totale                             | 665.393                        |       |                         | 632.466 |       | 36    |

Template:-

#### Provincia di Barletta-Andria-Trani
Template:Elezioni
| Candidati                                           | Candidati                       | Voti                           | %     | Liste                            | Voti    | %     | Seggi |
| --------------------------------------------------- | ------------------------------- | ------------------------------ | ----- | -------------------------------- | ------- | ----- | ----- |
|                                                     | Francesco VentolaTemplate:Esito | 102.501                        | 51,69 | Il Popolo della Libertà          | 44.636  | 23,94 | 10    |
| La Puglia Prima di Tutto                            | Francesco VentolaTemplate:Esito | 102.501                        | 51,69 | 17.879                           | 9,59    | 4     |       |
| Ventola Presidente                                  | Francesco VentolaTemplate:Esito | 102.501                        | 51,69 | 12.646                           | 6,78    | 3     |       |
| Alleanza di Centro                                  | Francesco VentolaTemplate:Esito | 102.501                        | 51,69 | 7.163                            | 3,84    | 1     |       |
| Movimento per le Autonomie                          | Francesco VentolaTemplate:Esito | 102.501                        | 51,69 | 4.132                            | 2,22    | -     |       |
| Popolari Liberali                                   | Francesco VentolaTemplate:Esito | 102.501                        | 51,69 | 3.591                            | 1,93    | -     |       |
| Democrazia Cristiana                                | Francesco VentolaTemplate:Esito | 102.501                        | 51,69 | 3.161                            | 1,70    | -     |       |
| La Destra - Fiamma Tricolore                        | Francesco VentolaTemplate:Esito | 102.501                        | 51,69 | 2.499                            | 1,34    | -     |       |
| My BAT                                              | Francesco VentolaTemplate:Esito | 102.501                        | 51,69 | 670                              | 0,36    | -     |       |
| Popolari UDEUR                                      | Francesco VentolaTemplate:Esito | 102.501                        | 51,69 | 594                              | 0,32    | -     |       |
| Sud in Movimento                                    | Francesco VentolaTemplate:Esito | 102.501                        | 51,69 | 273                              | 0,15    | -     |       |
|                                                     | Francesco Salerno               | 47.119                         | 23,76 | Unione di Centro                 | 13.886  | 7,45  | 2     |
| La Buona Politica                                   | Francesco Salerno               | 47.119                         | 23,76 | 12.763                           | 6,84    | 2     |       |
| Partito Socialista                                  | Francesco Salerno               | 47.119                         | 23,76 | 6.733                            | 3,61    | 1     |       |
| Partito Socialista Democratico Italiano             | Francesco Salerno               | 47.119                         | 23,76 | 2.738                            | 1,47    | -     |       |
| I Giovani con Salerno                               | Francesco Salerno               | 47.119                         | 23,76 | 2.520                            | 1,35    | -     |       |
| Io Sud                                              | Francesco Salerno               | 47.119                         | 23,76 | 1.287                            | 0,69    | -     |       |
| Movimento Disoccupati - Movimento Italiano Disabili | Francesco Salerno               | 47.119                         | 23,76 | 1.138                            | 0,61    | -     |       |
| I Socialisti                                        | Francesco Salerno               | 47.119                         | 23,76 | 908                              | 0,49    | -     |       |
| Partito Pensionati                                  | Francesco Salerno               | 47.119                         | 23,76 | 879                              | 0,47    | -     |       |
| Seggio al candidato presidente                      | Seggio al candidato presidente  | Seggio al candidato presidente | 23,76 | 1                                |         |       |       |
|                                                     | Giuseppina Marmo                | 42.152                         | 21,26 | Partito Democratico              | 21.926  | 11,76 | 4     |
| Rifondazione Comunista - Comunisti Italiani         | Giuseppina Marmo                | 42.152                         | 21,26 | 5.479                            | 2,94    | 1     |       |
| Pina Marmo Presidente                               | Giuseppina Marmo                | 42.152                         | 21,26 | 5.111                            | 2,74    | -     |       |
| Sinistra per la BAT                                 | Giuseppina Marmo                | 42.152                         | 21,26 | 4.134                            | 2,22    | -     |       |
| Federazione dei Verdi                               | Giuseppina Marmo                | 42.152                         | 21,26 | 3.651                            | 1,96    | -     |       |
| Seggio al candidato presidente                      | Seggio al candidato presidente  | Seggio al candidato presidente | 21,26 | 1                                |         |       |       |
|                                                     | Sebastiano De Feudis            | 5.879                          | 2,96  | Italia dei Valori                | 5.473   | 2,94  | -     |
|                                                     | Michele Rizzi                   | 650                            | 0,33  | Partito di Alternativa Comunista | 603     | 0,32  | -     |
| Totale                                              | Totale                          | 198.301                        |       |                                  | 186.473 |       | 30    |

Template:-

#### Provincia di Brindisi
Template:Elezioni
| Candidati                                          | Candidati                        | Voti                           | %     | Liste                                 | Voti    | %     | Seggi |
| -------------------------------------------------- | -------------------------------- | ------------------------------ | ----- | ------------------------------------- | ------- | ----- | ----- |
|                                                    | Massimo FerrareseTemplate:Esito  | 99.460                         | 44,38 | Partito Democratico                   | 31.804  | 14,98 | 7     |
| Ferrarese Presidente                               | Massimo FerrareseTemplate:Esito  | 99.460                         | 44,38 | 25.226                                | 11,88   | 6     |       |
| Unione di Centro                                   | Massimo FerrareseTemplate:Esito  | 99.460                         | 44,38 | 15.608                                | 7,35    | 3     |       |
| Partito Socialista                                 | Massimo FerrareseTemplate:Esito  | 99.460                         | 44,38 | 8.335                                 | 3,93    | 1     |       |
| Io Sud                                             | Massimo FerrareseTemplate:Esito  | 99.460                         | 44,38 | 4.206                                 | 1,98    | 1     |       |
| Noi Giovani                                        | Massimo FerrareseTemplate:Esito  | 99.460                         | 44,38 | 2.470                                 | 1,16    | -     |       |
| Noi Donne                                          | Massimo FerrareseTemplate:Esito  | 99.460                         | 44,38 | 2.187                                 | 1,03    | -     |       |
| Brindisi Socialista                                | Massimo FerrareseTemplate:Esito  | 99.460                         | 44,38 | 1.567                                 | 0,74    | -     |       |
| Sviluppo e Lavoro                                  | Massimo FerrareseTemplate:Esito  | 99.460                         | 44,38 | 1.082                                 | 0,51    | -     |       |
|                                                    | Michele SaccomannoTemplate:Esito | 98.721                         | 44,05 | Il Popolo della Libertà               | 49.799  | 23,46 | 7     |
| La Puglia Prima di Tutto                           | Michele SaccomannoTemplate:Esito | 98.721                         | 44,05 | 7.771                                 | 3,66    | 1     |       |
| Movimento per le Autonomie                         | Michele SaccomannoTemplate:Esito | 98.721                         | 44,05 | 7.345                                 | 3,46    | 1     |       |
| Alleanza di Centro - Partito Repubblicano Italiano | Michele SaccomannoTemplate:Esito | 98.721                         | 44,05 | 7.080                                 | 3,34    | -     |       |
| Democrazia Cristiana                               | Michele SaccomannoTemplate:Esito | 98.721                         | 44,05 | 5.143                                 | 2,42    | -     |       |
| Nuove Prospettive                                  | Michele SaccomannoTemplate:Esito | 98.721                         | 44,05 | 5.100                                 | 2,40    | -     |       |
| Socialisti - Liberali - Popolari Liberali          | Michele SaccomannoTemplate:Esito | 98.721                         | 44,05 | 4.629                                 | 2,18    | -     |       |
| Fiamma Tricolore                                   | Michele SaccomannoTemplate:Esito | 98.721                         | 44,05 | 2.733                                 | 1,29    | -     |       |
| Popolari UDEUR                                     | Michele SaccomannoTemplate:Esito | 98.721                         | 44,05 | 2.698                                 | 1,27    | -     |       |
| La Destra                                          | Michele SaccomannoTemplate:Esito | 98.721                         | 44,05 | 2.428                                 | 1,14    | -     |       |
| Lega d'Azione Meridionale                          | Michele SaccomannoTemplate:Esito | 98.721                         | 44,05 | 643                                   | 0,30    | -     |       |
| Seggio al candidato presidente                     | Seggio al candidato presidente   | Seggio al candidato presidente | 44,05 | 1                                     |         |       |       |
|                                                    | Francesco Fistetti               | 15.794                         | 7,05  | Sinistra per la Provincia di Brindisi | 7.269   | 3,42  | -     |
| Rifondazione Comunista - Comunisti Italiani        | Francesco Fistetti               | 15.794                         | 7,05  | 6.568                                 | 3,09    | -     |       |
| Riformisti per Fistetti                            | Francesco Fistetti               | 15.794                         | 7,05  | 1.112                                 | 0,52    | -     |       |
| Seggio al candidato presidente                     | Seggio al candidato presidente   | Seggio al candidato presidente | 7,05  | 1                                     |         |       |       |
|                                                    | Nicola Massari                   | 9.368                          | 4,18  | Italia dei Valori                     | 8.834   | 4,16  | 1     |
|                                                    | Antonio Carito                   | 767                            | 0,34  | Carito Presidente                     | 631     | 0,30  | -     |
| Totale                                             | Totale                           | 212.268                        |       |                                       | 224.110 |       | 30    |

Ballottaggio
| Candidati | Candidati                       | Voti    | %      |
| --------- | ------------------------------- | ------- | ------ |
|           | Massimo FerrareseTemplate:Esito | 91.679  | 55,74  |
|           | Michele Saccomanno              | 72.796  | 44,26  |
| Totale    | Totale                          | 164.475 | 100,00 |

Template:-

#### Provincia di Lecce
Template:Elezioni
| Candidati                                   | Candidati                             | Voti                           | %     | Liste                   | Voti    | %     | Seggi |
| ------------------------------------------- | ------------------------------------- | ------------------------------ | ----- | ----------------------- | ------- | ----- | ----- |
|                                             | Antonio Maria GabelloneTemplate:Esito | 192.119                        | 41,39 | Il Popolo della Libertà | 82.868  | 18,42 | 11    |
| La Puglia Prima di Tutto                    | Antonio Maria GabelloneTemplate:Esito | 192.119                        | 41,39 | 38.673                  | 8,60    | 5     |       |
| Progetto Provincia                          | Antonio Maria GabelloneTemplate:Esito | 192.119                        | 41,39 | 9.023                   | 3,14    | 2     |       |
| Azzurro Popolare                            | Antonio Maria GabelloneTemplate:Esito | 192.119                        | 41,39 | 15.575                  | 3,46    | 2     |       |
| Patto per il Salento                        | Antonio Maria GabelloneTemplate:Esito | 192.119                        | 41,39 | 11.399                  | 2,53    | 1     |       |
| Popolari UDEUR                              | Antonio Maria GabelloneTemplate:Esito | 192.119                        | 41,39 | 9.300                   | 2,07    | 1     |       |
| Insieme per il Salento                      | Antonio Maria GabelloneTemplate:Esito | 192.119                        | 41,39 | 4.377                   | 0,97    | -     |       |
| Salento Tricolore (Destra - FT - FN)        | Antonio Maria GabelloneTemplate:Esito | 192.119                        | 41,39 | 3.757                   | 0,84    | -     |       |
| Salento Libero                              | Antonio Maria GabelloneTemplate:Esito | 192.119                        | 41,39 | 3.178                   | 0,71    | -     |       |
|                                             | Loredana CaponeTemplate:Esito         | 170.620                        | 36,76 | Partito Democratico     | 58.803  | 13,07 | 4     |
| Salento c'è                                 | Loredana CaponeTemplate:Esito         | 170.620                        | 36,76 | 22.639                  | 5,03    | 1     |       |
| Italia dei Valori                           | Loredana CaponeTemplate:Esito         | 170.620                        | 36,76 | 16.456                  | 3,66    | 1     |       |
| Partito Socialista                          | Loredana CaponeTemplate:Esito         | 170.620                        | 36,76 | 16.222                  | 3,61    | 1     |       |
| Giovanni Pellegrino per il Salento          | Loredana CaponeTemplate:Esito         | 170.620                        | 36,76 | 14.916                  | 3,32    | 1     |       |
| Sinistra per il Salento                     | Loredana CaponeTemplate:Esito         | 170.620                        | 36,76 | 13.686                  | 3,04    | -     |       |
| Democratici e Riformisti                    | Loredana CaponeTemplate:Esito         | 170.620                        | 36,76 | 12.539                  | 2,79    | -     |       |
| Rifondazione Comunista - Comunisti Italiani | Loredana CaponeTemplate:Esito         | 170.620                        | 36,76 | 10.875                  | 2,42    | -     |       |
| Seggio al candidato presidente              | Seggio al candidato presidente        | Seggio al candidato presidente | 36,76 | 1                       |         |       |       |
|                                             | Adriana Poli Bortone                  | 101.445                        | 21,85 | Unione di Centro        | 37.698  | 8,38  | 2     |
| Io Sud                                      | Adriana Poli Bortone                  | 101.445                        | 21,85 | 32.793                  | 7,29    | 2     |       |
| Cento Città                                 | Adriana Poli Bortone                  | 101.445                        | 21,85 | 10.092                  | 2,24    | -     |       |
| Verso il Partito della Nazione              | Adriana Poli Bortone                  | 101.445                        | 21,85 | 8.866                   | 1,97    | -     |       |
| Salento in Movimento                        | Adriana Poli Bortone                  | 101.445                        | 21,85 | 3.752                   | 0,83    | -     |       |
| Movimento Sociale Destra Italiana           | Adriana Poli Bortone                  | 101.445                        | 21,85 | 1.744                   | 0,39    | -     |       |
| Seggio al candidato presidente              | Seggio al candidato presidente        | Seggio al candidato presidente | 21,85 | 1                       |         |       |       |
| Totale                                      | Totale                                | 464.184                        |       |                         | 449.783 |       | 36    |

Ballottaggio
| Candidati | Candidati                             | Voti    | %      |
| --------- | ------------------------------------- | ------- | ------ |
|           | Antonio Maria GabelloneTemplate:Esito | 162.115 | 51,04  |
|           | Loredana Capone                       | 155.530 | 48,96  |
| Totale    | Totale                                | 317.645 | 100,00 |

Template:-

#### Provincia di Taranto
Template:Elezioni
| Candidati                                        | Candidati                      | Voti                           | %     | Liste                         | Voti    | %     | Seggi |
| ------------------------------------------------ | ------------------------------ | ------------------------------ | ----- | ----------------------------- | ------- | ----- | ----- |
|                                                  | Domenico RanaTemplate:Esito    | 100.672                        | 35,33 | Il Popolo della Libertà       | 59.094  | 20,86 | 7     |
| La Puglia Prima di Tutto                         | Domenico RanaTemplate:Esito    | 100.672                        | 35,33 | 12.850                        | 4,54    | 1     |       |
| Lista Tagliente                                  | Domenico RanaTemplate:Esito    | 100.672                        | 35,33 | 8.324                         | 2,94    | -     |       |
| Alleanza di Centro                               | Domenico RanaTemplate:Esito    | 100.672                        | 35,33 | 7.064                         | 2,49    | -     |       |
| Democrazia Cristiana                             | Domenico RanaTemplate:Esito    | 100.672                        | 35,33 | 4.224                         | 1,49    | -     |       |
| Movimento per le Autonomie                       | Domenico RanaTemplate:Esito    | 100.672                        | 35,33 | 3.391                         | 1,20    | -     |       |
| La Destra                                        | Domenico RanaTemplate:Esito    | 100.672                        | 35,33 | 3.028                         | 1,07    | -     |       |
| Popolari UDEUR                                   | Domenico RanaTemplate:Esito    | 100.672                        | 35,33 | 1.410                         | 0,50    | -     |       |
| PSDI - PRI                                       | Domenico RanaTemplate:Esito    | 100.672                        | 35,33 | 234                           | 0,08    | -     |       |
| Rifondazione DC - Movimento Pensionati Cattolici | Domenico RanaTemplate:Esito    | 100.672                        | 35,33 | 224                           | 0,08    | -     |       |
| Seggio al candidato presidente                   | Seggio al candidato presidente | Seggio al candidato presidente | 35,33 | 1                             |         |       |       |
|                                                  | Giovanni FloridoTemplate:Esito | 96.944                         | 34,03 | Partito Democratico           | 51.575  | 18,21 | 8     |
| Lista Florido                                    | Giovanni FloridoTemplate:Esito | 96.944                         | 34,03 | 17.738                        | 6,26    | 2     |       |
| Partito della Rifondazione Comunista             | Giovanni FloridoTemplate:Esito | 96.944                         | 34,03 | 7.130                         | 2,52    | 1     |       |
| Sinistra Unita                                   | Giovanni FloridoTemplate:Esito | 96.944                         | 34,03 | 6.760                         | 2,39    | 1     |       |
| Partito dei Comunisti Italiani                   | Giovanni FloridoTemplate:Esito | 96.944                         | 34,03 | 6.119                         | 2,16    | 1     |       |
| Federazione dei Verdi                            | Giovanni FloridoTemplate:Esito | 96.944                         | 34,03 | 4.437                         | 1,57    | -     |       |
| Patto Solidale                                   | Giovanni FloridoTemplate:Esito | 96.944                         | 34,03 | 1.543                         | 0,54    | -     |       |
|                                                  | Giuseppe Tarantino             | 66.308                         | 23,27 | Lega d'Azione Meridionale (A) | 29.936  | 10,57 | 3     |
| Unione di Centro (B)                             | Giuseppe Tarantino             | 66.308                         | 23,27 | 17.610                        | 6,22    | 2     |       |
| Io Sud (C)                                       | Giuseppe Tarantino             | 66.308                         | 23,27 | 9.713                         | 3,43    | 1     |       |
| Sviluppo del Territorio (D)                      | Giuseppe Tarantino             | 66.308                         | 23,27 | 8.051                         | 2,84    | -     |       |
| Partito Pensionati (E)                           | Giuseppe Tarantino             | 66.308                         | 23,27 | 1.620                         | 0,57    | -     |       |
| Fiamma Tricolore (F)                             | Giuseppe Tarantino             | 66.308                         | 23,27 | 1.097                         | 0,39    | -     |       |
| Seggio al candidato presidente                   | Seggio al candidato presidente | Seggio al candidato presidente | 23,27 | 1                             |         |       |       |
|                                                  | Emanuele Fisicaro              | 20.464                         | 7,18  | Italia dei Valori (G)         | 10.689  | 3,77  | -     |
| Movimento Stefàno (H)                            | Emanuele Fisicaro              | 20.464                         | 7,18  | 3.880                         | 1,37    | -     |       |
| Sinistra e Democratici con Stefàno (I)           | Emanuele Fisicaro              | 20.464                         | 7,18  | 3.788                         | 1,34    | -     |       |
| Moderati di Centro (L)                           | Emanuele Fisicaro              | 20.464                         | 7,18  | 1.188                         | 0,42    | -     |       |
| Seggio al candidato presidente                   | Seggio al candidato presidente | Seggio al candidato presidente | 7,18  | 1                             |         |       |       |
|                                                  | Pompilio Cesare Rizzello       | 527                            | 0,18  | Sud Libero                    | 516     | 0,18  | -     |
| Totale                                           | Totale                         | 284.915                        |       |                               | 283.233 |       | 30    |

- Le liste contrassegnate con le lettere A e F sono apparentate al secondo turno con il candidato presidente Domenico Rana.
- Le liste contrassegnate con le lettere B, C, D, E, G, H, I e L sono apparentate al secondo turno con il candidato presidente Giovanni Florido.

Ballottaggio
| Candidati | Candidati                      | Voti    | %      |
| --------- | ------------------------------ | ------- | ------ |
|           | Giovanni FloridoTemplate:Esito | 103.970 | 51,80  |
|           | Domenico Rana                  | 96.735  | 48,20  |
| Totale    | Totale                         | 200.705 | 100,00 |

Template:-

### Basilicata

#### Provincia di Matera
Template:Elezioni
| Candidati                                   | Candidati                      | Voti                           | %     | Liste                          | Voti    | %     | Seggi |
| ------------------------------------------- | ------------------------------ | ------------------------------ | ----- | ------------------------------ | ------- | ----- | ----- |
|                                             | Francesco StellaTemplate:Esito | 55.715                         | 52,46 | Partito Democratico            | 20.779  | 20,20 | 7     |
| Popolari Uniti                              | Francesco StellaTemplate:Esito | 55.715                         | 52,46 | 7.729                          | 7,51    | 2     |       |
| Stella Presidente                           | Francesco StellaTemplate:Esito | 55.715                         | 52,46 | 6.529                          | 6,35    | 2     |       |
| Italia dei Valori                           | Francesco StellaTemplate:Esito | 55.715                         | 52,46 | 5.860                          | 5,70    | 1     |       |
| Partito Socialista                          | Francesco StellaTemplate:Esito | 55.715                         | 52,46 | 5.110                          | 4,97    | 1     |       |
| Sinistra per la Basilicata                  | Francesco StellaTemplate:Esito | 55.715                         | 52,46 | 3.892                          | 3,78    | 1     |       |
| Rifondazione Comunista - Comunisti Italiani | Francesco StellaTemplate:Esito | 55.715                         | 52,46 | 2.533                          | 2,46    | -     |       |
| Federazione dei Verdi                       | Francesco StellaTemplate:Esito | 55.715                         | 52,46 | 1.464                          | 1,42    | -     |       |
|                                             | Giuseppe Domenico Labriola     | 30.750                         | 28,96 | Il Popolo della Libertà        | 21.937  | 21,32 | 6     |
| Movimento per l'Italia                      | Giuseppe Domenico Labriola     | 30.750                         | 28,96 | 2.869                          | 2,79    | -     |       |
| Popolari UDEUR                              | Giuseppe Domenico Labriola     | 30.750                         | 28,96 | 2.611                          | 2,54    | -     |       |
| Popolari Liberali                           | Giuseppe Domenico Labriola     | 30.750                         | 28,96 | 1.201                          | 1,17    | -     |       |
| La Destra - Fiamma Tricolore                | Giuseppe Domenico Labriola     | 30.750                         | 28,96 | 1.111                          | 1,08    | -     |       |
| Seggio al candidato presidente              | Seggio al candidato presidente | Seggio al candidato presidente | 28,96 | 1                              |         |       |       |
|                                             | Vincenzo Ruggieri              | 7.024                          | 6,61  | Unione di Centro               | 6.950   | 6,75  | 1     |
|                                             | Rosa Mastrosimone              | 5.403                          | 5,09  | Alleanza Democratici di Centro | 5.294   | 5,15  | 1     |
|                                             | Saverio D'Amelio               | 3.926                          | 3,70  | Movimento per le Autonomie     | 3.782   | 3,68  | 1     |
|                                             | Leonardo Pinto                 | 2.505                          | 2,36  | La Grande Lucania              | 2.400   | 2,33  | -     |
|                                             | Domenico Martino               | 872                            | 0,82  | Unione Cattolica Italiana      | 837     | 0,81  | -     |
| Totale                                      | Totale                         | 106.195                        |       |                                | 102.888 |       | 24    |

Template:-

#### Provincia di Potenza
Template:Elezioni
| Candidati                               | Candidati                      | Voti                           | %     | Liste                                | Voti    | %     | Seggi |
| --------------------------------------- | ------------------------------ | ------------------------------ | ----- | ------------------------------------ | ------- | ----- | ----- |
|                                         | Piero LacorazzaTemplate:Esito  | 115.046                        | 51,87 | Partito Democratico                  | 43.049  | 19,78 | 8     |
| Italia dei Valori                       | Piero LacorazzaTemplate:Esito  | 115.046                        | 51,87 | 17.227                               | 7,92    | 3     |       |
| Partito Socialista                      | Piero LacorazzaTemplate:Esito  | 115.046                        | 51,87 | 11.993                               | 5,51    | 2     |       |
| Provincia Futuro                        | Piero LacorazzaTemplate:Esito  | 115.046                        | 51,87 | 10.530                               | 4,84    | 2     |       |
| Popolari Uniti                          | Piero LacorazzaTemplate:Esito  | 115.046                        | 51,87 | 10.016                               | 4,60    | 1     |       |
| Sinistra per la Basilicata              | Piero LacorazzaTemplate:Esito  | 115.046                        | 51,87 | 8.796                                | 4,04    | 1     |       |
| Partito dei Comunisti Italiani          | Piero LacorazzaTemplate:Esito  | 115.046                        | 51,87 | 6.754                                | 3,10    | 1     |       |
| Federazione dei Verdi                   | Piero LacorazzaTemplate:Esito  | 115.046                        | 51,87 | 4.414                                | 2,03    | -     |       |
| Partito Socialista Democratico Italiano | Piero LacorazzaTemplate:Esito  | 115.046                        | 51,87 | 863                                  | 0,40    | -     |       |
|                                         | Aurelio Pace                   | 77.385                         | 34,89 | Il Popolo della Libertà              | 40.313  | 18,53 | 7     |
| Democratici e Cattolici                 | Aurelio Pace                   | 77.385                         | 34,89 | 13.090                               | 6,02    | 2     |       |
| Federazione di Centro                   | Aurelio Pace                   | 77.385                         | 34,89 | 6.160                                | 2,83    | 1     |       |
| Unione Democratica di Basilicata        | Aurelio Pace                   | 77.385                         | 34,89 | 4.606                                | 2,12    | -     |       |
| Popolari Liberali - Nuovo PSI           | Aurelio Pace                   | 77.385                         | 34,89 | 4.264                                | 1,96    | -     |       |
| La Destra - Fiamma Tricolore            | Aurelio Pace                   | 77.385                         | 34,89 | 3.232                                | 1,49    | -     |       |
| Alleanza Democratici di Centro          | Aurelio Pace                   | 77.385                         | 34,89 | 2.727                                | 1,25    | -     |       |
| Popolari UDEUR                          | Aurelio Pace                   | 77.385                         | 34,89 | 1.497                                | 0,69    | -     |       |
| Seggio al candidato presidente          | Seggio al candidato presidente | Seggio al candidato presidente | 34,89 | 1                                    |         |       |       |
|                                         | Palmiro Sacco                  | 12.839                         | 5,79  | Unione di Centro                     | 12.510  | 5,75  | 1     |
|                                         | Savino Murro                   | 6.867                          | 3,10  | Movimento per le Autonomie           | 6.412   | 2,95  | -     |
|                                         | Gerardo Melchionda             | 5.187                          | 2,34  | Partito della Rifondazione Comunista | 4.983   | 2,29  | -     |
|                                         | Nicola Manfredelli             | 2.433                          | 1,10  | La Grande Lucania                    | 2.278   | 1,05  | -     |
|                                         | Michele Somma                  | 1.086                          | 0,49  | Comunità Lucana                      | 1.006   | 0,46  | -     |
|                                         | Florenzo Doino                 | 938                            | 0,42  | Partito Comunista dei Lavoratori     | 879     | 0,40  | -     |
| Totale                                  | Totale                         | 221.781                        |       |                                      | 217.599 |       | 30    |

Template:-

### Calabria

#### Provincia di Cosenza
Template:Elezioni
| Candidati                                                    | Candidati                      | Voti                           | %     | Liste                            | Voti    | %     | Seggi |
| ------------------------------------------------------------ | ------------------------------ | ------------------------------ | ----- | -------------------------------- | ------- | ----- | ----- |
|                                                              | Mario OliverioTemplate:Esito   | 191.913                        | 46,92 | Partito Democratico              | 50.912  | 12,82 | 7     |
| Autonomia e Diritti                                          | Mario OliverioTemplate:Esito   | 191.913                        | 46,92 | 22.445                           | 5,65    | 3     |       |
| Democratici per la Provincia                                 | Mario OliverioTemplate:Esito   | 191.913                        | 46,92 | 21.969                           | 5,53    | 3     |       |
| Partito Socialista                                           | Mario OliverioTemplate:Esito   | 191.913                        | 46,92 | 20.685                           | 5,21    | 2     |       |
| Italia dei Valori                                            | Mario OliverioTemplate:Esito   | 191.913                        | 46,92 | 16.945                           | 4,27    | 2     |       |
| Partito della Rifondazione Comunista                         | Mario OliverioTemplate:Esito   | 191.913                        | 46,92 | 11.310                           | 2,85    | 1     |       |
| Partito dei Comunisti Italiani                               | Mario OliverioTemplate:Esito   | 191.913                        | 46,92 | 9.056                            | 2,28    | 1     |       |
| Sinistra per la Calabria                                     | Mario OliverioTemplate:Esito   | 191.913                        | 46,92 | 8.422                            | 2,12    | 1     |       |
| Federazione dei Verdi                                        | Mario OliverioTemplate:Esito   | 191.913                        | 46,92 | 7.197                            | 1,81    | 1     |       |
| Calabria Democratica                                         | Mario OliverioTemplate:Esito   | 191.913                        | 46,92 | 6.922                            | 1,74    | 1     |       |
| Partito Socialista Democratico Italiano                      | Mario OliverioTemplate:Esito   | 191.913                        | 46,92 | 4.798                            | 1,21    | -     |       |
| Diritti Civili                                               | Mario OliverioTemplate:Esito   | 191.913                        | 46,92 | 4.063                            | 1,02    | -     |       |
| Patto per il Sud                                             | Mario OliverioTemplate:Esito   | 191.913                        | 46,92 | 1.924                            | 0,48    | -     |       |
| Movimento Disoccupati Calabresi                              | Mario OliverioTemplate:Esito   | 191.913                        | 46,92 | 636                              | 0,16    | -     |       |
| Partito Lotta Usura Bancaria                                 | Mario OliverioTemplate:Esito   | 191.913                        | 46,92 | 376                              | 0,09    | -     |       |
|                                                              | Giuseppe GentileTemplate:Esito | 152.212                        | 37,21 | Il Popolo della Libertà          | 54.468  | 13,72 | 5     |
| Gentile Presidente                                           | Giuseppe GentileTemplate:Esito | 152.212                        | 37,21 | 14.043                           | 3,54    | 1     |       |
| Alla Provincia con Pino Gentile                              | Giuseppe GentileTemplate:Esito | 152.212                        | 37,21 | 13.792                           | 3,47    | 1     |       |
| Calabria Riformista                                          | Giuseppe GentileTemplate:Esito | 152.212                        | 37,21 | 10.015                           | 2,52    | 1     |       |
| Popolari Europei per le Libertà                              | Giuseppe GentileTemplate:Esito | 152.212                        | 37,21 | 9.602                            | 2,42    | 1     |       |
| Popolari UDEUR                                               | Giuseppe GentileTemplate:Esito | 152.212                        | 37,21 | 8.316                            | 2,06    | -     |       |
| Socialisti Liberali Democratici per Cosenza                  | Giuseppe GentileTemplate:Esito | 152.212                        | 37,21 | 8.194                            | 2,06    | -     |       |
| I Moderati                                                   | Giuseppe GentileTemplate:Esito | 152.212                        | 37,21 | 7.143                            | 1,80    | -     |       |
| Nuovo PSI                                                    | Giuseppe GentileTemplate:Esito | 152.212                        | 37,21 | 7.070                            | 1,78    | -     |       |
| La Destra - Fiamma Tricolore                                 | Giuseppe GentileTemplate:Esito | 152.212                        | 37,21 | 5.071                            | 1,28    | -     |       |
| I Repubblicani                                               | Giuseppe GentileTemplate:Esito | 152.212                        | 37,21 | 2.981                            | 0,75    | -     |       |
| Cosenza Regione                                              | Giuseppe GentileTemplate:Esito | 152.212                        | 37,21 | 2.886                            | 0,73    | -     |       |
| Movimento Cristiano Meridionale                              | Giuseppe GentileTemplate:Esito | 152.212                        | 37,21 | 2.641                            | 0,67    | -     |       |
| Alleanza di Centro - Pensionati - Popolari Liberali - Civica | Giuseppe GentileTemplate:Esito | 152.212                        | 37,21 | 1.252                            | 0,32    | -     |       |
| Lega Calabria Federalista                                    | Giuseppe GentileTemplate:Esito | 152.212                        | 37,21 | 987                              | 0,25    | -     |       |
| Seggio al candidato presidente                               | Seggio al candidato presidente | Seggio al candidato presidente | 37,21 | 1                                |         |       |       |
|                                                              | Roberto Occhiuto               | 42.752                         | 10,45 | Unione di Centro (A)             | 24.799  | 6,25  | 2     |
| Occhiuto Presidente (B)                                      | Roberto Occhiuto               | 42.752                         | 10,45 | 12.070                           | 3,04    | -     |       |
| No al Federalismo Leghista (C)                               | Roberto Occhiuto               | 42.752                         | 10,45 | 4.054                            | 1,02    | -     |       |
| Seggio al candidato presidente                               | Seggio al candidato presidente | Seggio al candidato presidente | 10,45 | 1                                |         |       |       |
|                                                              | Orlandino Greco                | 16.909                         | 4,13  | Movimento per le Autonomie       | 8.554   | 2,15  | -     |
| Cittadini e Libertà                                          | Orlandino Greco                | 16.909                         | 4,13  | 3.603                            | 0,91    | -     |       |
| Giovani per le Autonomie                                     | Orlandino Greco                | 16.909                         | 4,13  | 2.804                            | 0,71    | -     |       |
| Seggio al candidato presidente                               | Seggio al candidato presidente | Seggio al candidato presidente | 4,13  | 1                                |         |       |       |
|                                                              | Mario Albino Gagliardi         | 2.957                          | 0,72  | Progetto Rinascita               | 2.845   | 0,72  | -     |
|                                                              | Francesco De Simone            | 2.299                          | 0,56  | Partito Comunista dei Lavoratori | 2.199   | 0,55  | -     |
| Totale                                                       | Totale                         | 409.042                        |       |                                  | 397.049 |       | 36    |

- Le liste contrassegnate con le lettere A, B e C sono apparentate al secondo turno con il candidato presidente Giuseppe Gentile.

Ballottaggio
| Candidati | Candidati                    | Voti    | %      |
| --------- | ---------------------------- | ------- | ------ |
|           | Mario OliverioTemplate:Esito | 164.562 | 56,72  |
|           | Giuseppe Gentile             | 125.557 | 43,28  |
| Totale    | Totale                       | 290.119 | 100,00 |

Template:-

#### Provincia di Crotone
Template:Elezioni
| Candidati                                                 | Candidati                      | Voti                           | %     | Liste                                    | Voti   | %     | Seggi |
| --------------------------------------------------------- | ------------------------------ | ------------------------------ | ----- | ---------------------------------------- | ------ | ----- | ----- |
|                                                           | Ubaldo SchifinoTemplate:Esito  | 29.960                         | 33,17 | I Demokratici                            | 7.572  | 8,63  | 2     |
| Provincia Democratica                                     | Ubaldo SchifinoTemplate:Esito  | 29.960                         | 33,17 | 6.888                                    | 7,85   | 1     |       |
| Autonomia e Diritti                                       | Ubaldo SchifinoTemplate:Esito  | 29.960                         | 33,17 | 4.761                                    | 5,43   | 1     |       |
| Araba Fenice                                              | Ubaldo SchifinoTemplate:Esito  | 29.960                         | 33,17 | 4.189                                    | 4,77   | 1     |       |
| Democratici e Riformisti                                  | Ubaldo SchifinoTemplate:Esito  | 29.960                         | 33,17 | 2.757                                    | 3,14   | -     |       |
| Movimento per le Autonomie                                | Ubaldo SchifinoTemplate:Esito  | 29.960                         | 33,17 | 2.260                                    | 2,58   | -     |       |
| Sinistra per la Provincia di Crotone (PSDI - Verdi - UlS) | Ubaldo SchifinoTemplate:Esito  | 29.960                         | 33,17 | 954                                      | 1,09   | -     |       |
| Seggio al candidato presidente                            | Seggio al candidato presidente | Seggio al candidato presidente | 33,17 | 1                                        |        |       |       |
|                                                           | Stanislao ZurloTemplate:Esito  | 26.789                         | 29,66 | Il Popolo della Libertà                  | 11.410 | 13,00 | 7     |
| Alleanza per Zurlo                                        | Stanislao ZurloTemplate:Esito  | 26.789                         | 29,66 | 3.554                                    | 4,05   | 2     |       |
| Popolari Europei per le Libertà                           | Stanislao ZurloTemplate:Esito  | 26.789                         | 29,66 | 3.182                                    | 3,63   | 1     |       |
| Rialzati Provincia                                        | Stanislao ZurloTemplate:Esito  | 26.789                         | 29,66 | 2.973                                    | 3,39   | 1     |       |
| I Socialisti                                              | Stanislao ZurloTemplate:Esito  | 26.789                         | 29,66 | 1.176                                    | 1,34   | -     |       |
| Democrazia Cristiana                                      | Stanislao ZurloTemplate:Esito  | 26.789                         | 29,66 | 878                                      | 1,00   | -     |       |
| Popolari UDEUR                                            | Stanislao ZurloTemplate:Esito  | 26.789                         | 29,66 | 811                                      | 0,92   | -     |       |
| Nuovo PSI                                                 | Stanislao ZurloTemplate:Esito  | 26.789                         | 29,66 | 779                                      | 0,89   | -     |       |
| La Destra                                                 | Stanislao ZurloTemplate:Esito  | 26.789                         | 29,66 | 611                                      | 0,70   | -     |       |
| Partito Repubblicano Italiano                             | Stanislao ZurloTemplate:Esito  | 26.789                         | 29,66 | 506                                      | 0,58   | -     |       |
| Fiamma Tricolore                                          | Stanislao ZurloTemplate:Esito  | 26.789                         | 29,66 | 284                                      | 0,32   | -     |       |
|                                                           | Sergio Iritale                 | 18.538                         | 20,52 | Democratici a Sinistra                   | 4.701  | 5,36  | 1     |
| Democratici e Riformisti                                  | Sergio Iritale                 | 18.538                         | 20,52 | 4.147                                    | 4,73   | 1     |       |
| Partito dei Comunisti Italiani                            | Sergio Iritale                 | 18.538                         | 20,52 | 3.015                                    | 3,44   | -     |       |
| Movimento Progressista Crotonese                          | Sergio Iritale                 | 18.538                         | 20,52 | 2.522                                    | 2,87   | -     |       |
| Sinistra per la Calabria                                  | Sergio Iritale                 | 18.538                         | 20,52 | 2.218                                    | 2,53   | -     |       |
| Rinnovamento Democratico                                  | Sergio Iritale                 | 18.538                         | 20,52 | 1.232                                    | 1,40   | -     |       |
| Seggio al candidato presidente                            | Seggio al candidato presidente | Seggio al candidato presidente | 20,52 | 1                                        |        |       |       |
|                                                           | Emilio De Masi                 | 5.512                          | 6,10  | Italia dei Valori (A)                    | 3.301  | 3,76  | -     |
| Territorio e Democrazia                                   | Emilio De Masi                 | 5.512                          | 6,10  | 1.941                                    | 2,21   | -     |       |
| Seggio al candidato presidente                            | Seggio al candidato presidente | Seggio al candidato presidente | 6,10  | 1                                        |        |       |       |
|                                                           | Benedetto Proto                | 4.131                          | 4,57  | Unione di Centro (B)                     | 3.855  | 4,39  | 2     |
|                                                           | Salvatore Lucà                 | 3.219                          | 3,56  | Compagnia dei Democratici (C)            | 3.172  | 3,61  | 1     |
|                                                           | Ottavia Oliverio               | 1.881                          | 2,08  | Partito della Rifondazione Comunista (D) | 1.832  | 2,09  | -     |
|                                                           | Pileria Madeo                  | 298                            | 0,33  | Lega Calabria Federalista                | 273    | 0,31  | -     |
| Totale                                                    | Totale                         | 90.328                         |       |                                          | 87.754 |       | 24    |

- Le liste contrassegnate con le lettere A e D sono apparentate al secondo turno con il candidato presidente Ubaldo Schifino.
- Le liste contrassegnate con le lettere B e C sono apparentate al secondo turno con il candidato presidente Stanislao Zurlo.

Ballottaggio
| Candidati | Candidati                     | Voti   | %      |
| --------- | ----------------------------- | ------ | ------ |
|           | Stanislao ZurloTemplate:Esito | 32.409 | 52,03  |
|           | Ubaldo Schifino               | 29.875 | 47,97  |
| Totale    | Totale                        | 62.284 | 100,00 |

Template:-

## Galleria d'immagini

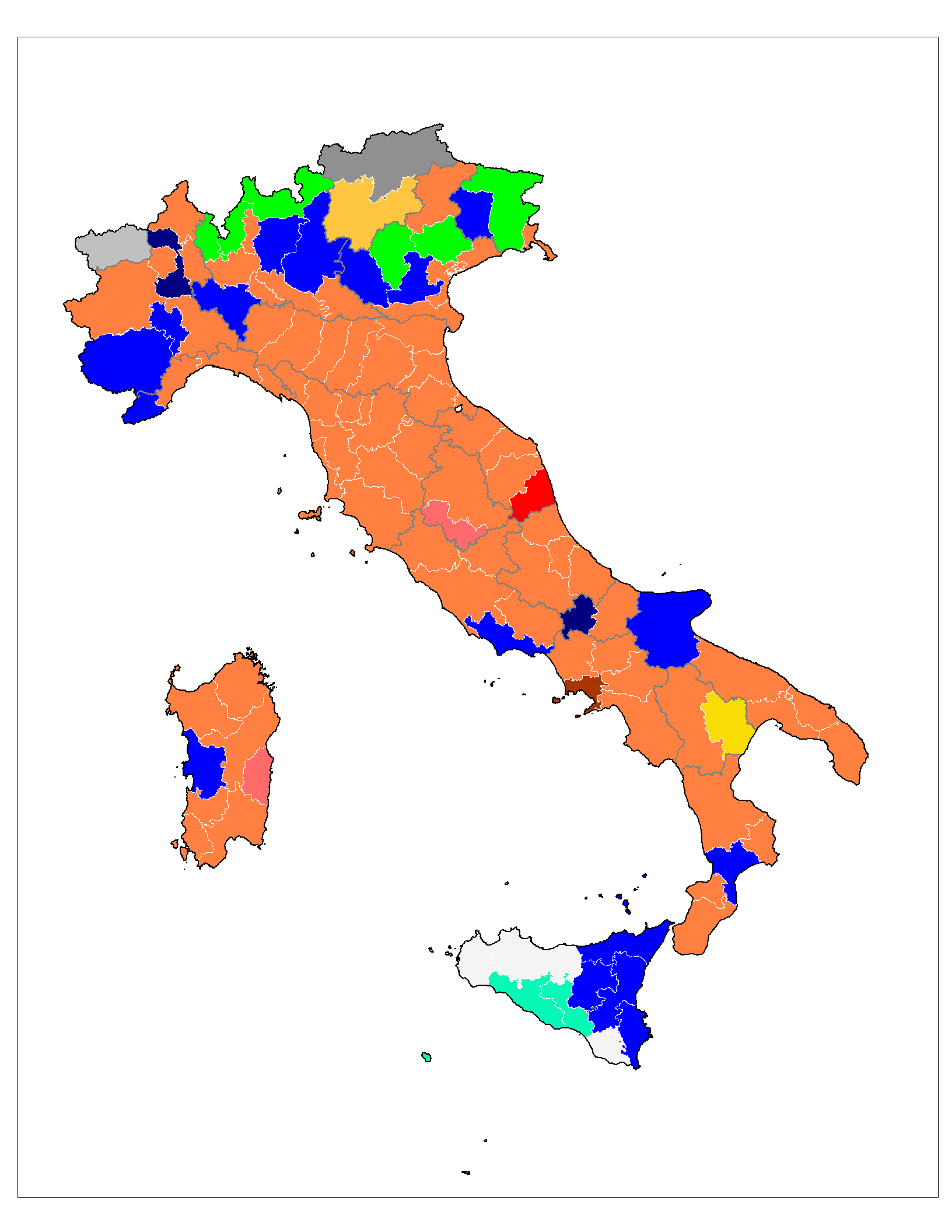
Situazione politica delle provincie prima del voto.
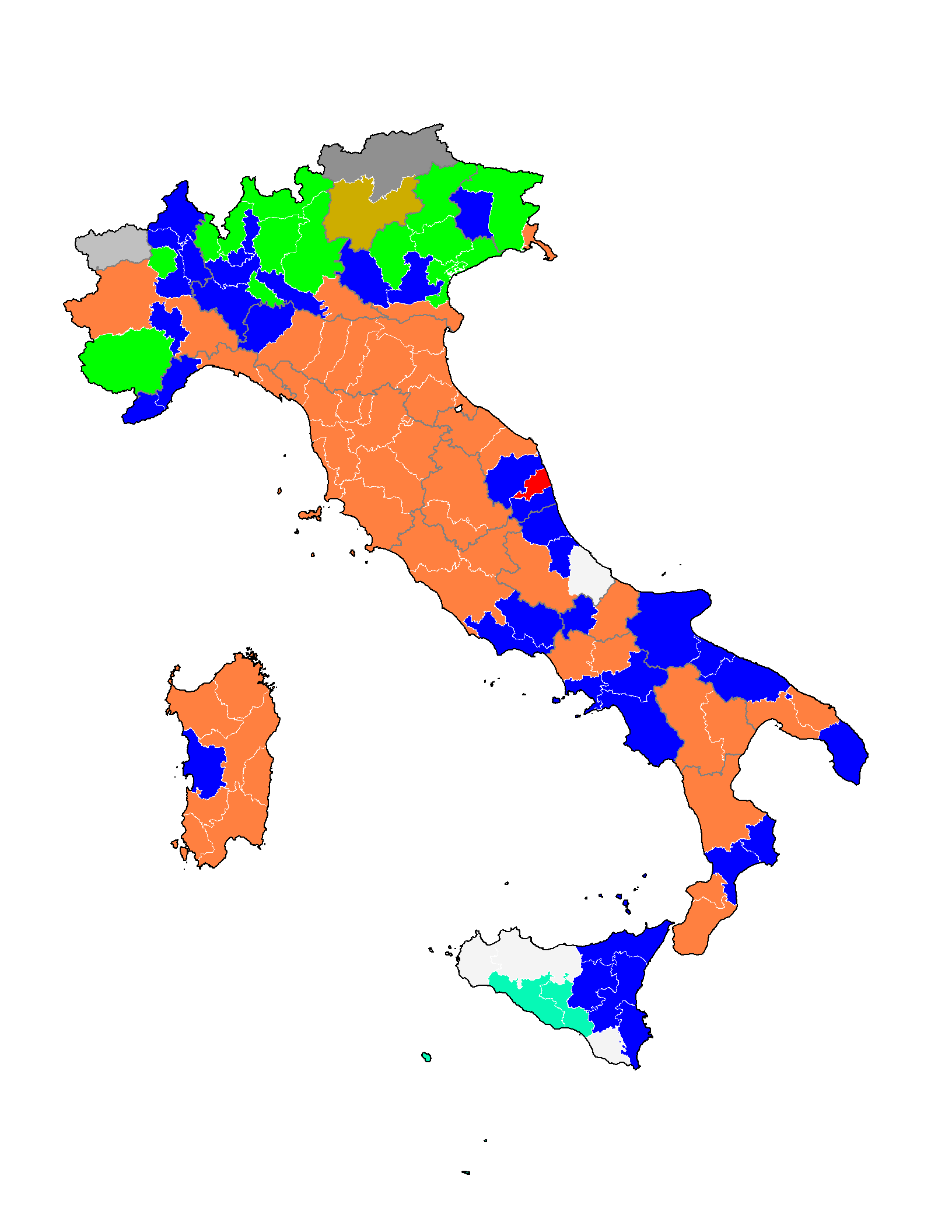
Situazione politica delle province italiane dopo il voto.

Template:Elezioni in Italia
Template:Portale